# Cathédrale de Modène
La cathédrale de Modène ou cathédrale de Notre-Dame-de-l'Assomption-au-Ciel-et-Saint-Géminien (en italien : Cattedrale metropolitana di Santa Maria Assunta in Cielo e San Geminiano), est la première église de la ville de Modène et de l'archidiocèse de Modène-Nonantola en Émilie-Romagne.
En avril 1934, la cathédrale fut élevée à la dignité de basilique mineure par le pape Pie XI.
Elle représente un témoignage exceptionnel de la tradition culturelle de l'Italie septentrionale au XIIe siècle et au XIIIe siècle.
La cathédrale de Modena, la Ghirlandina et la piazza Grande sont inscrites sur la liste du patrimoine mondial de l'humanité établie par l'Unesco en 1997.

## Histoire

### Contexte historique
Aussi loin que l’on puisse remonter, Modène était un petit village gaulois, compris dans les limites de la Gaule Cisalpine.
Au IIIe siècle av. J.-C., il fut occupé par les Romains qui le transformèrent en camp fortifié et l’appelèrent, Mutina.
Environ un siècle plus tard, le consul Marcus Aemilius Lepidus l’inclut dans son tracé de la via Aemilia destinée à relier Plaisance à Rimini.
Déjà du temps de l’épiscopat de saint Géminien (312 – 397) qui devint le patron de la ville, était présent un premier lieu de culte qui d’après Golinelli, se trouverait localisé près de l’actuelle église Santa Maria delle Asse.
À la mort du saint, Théodule son secrétaire, prit sa succession et fit élever à la fin du IVe siècle une cathédrale sur le sépulcre de Géminien.
En fait, le sépulcre était en dehors du mur d’enceinte romaine de Mutina et la cathédrale se serait donc trouvée elle-même à l’extérieur.
Puis fut érigée ensuite une nouvelle cathédrale, toujours approximativement au même endroit, dont on ne connaît pas la date exacte de réalisation et que l’on attribue à l’évêque Leodoino.
Selon l’histoire ancienne, les invasions barbares et peut-être plus encore les tremblements de terre et les fréquentes inondations auraient détérioré à tel point la ville que Liutprand fut contraint dans la première décennie du VIIIe siècle, de fonder un nouveau bourg à peu de distance de Mutina, où il déplaça l’organisation civile : la Civitas Nova. Ainsi, au cours des VIIIe et IXe siècles, Modène était constituée de deux noyaux différents, l’ecclésiastique et celui du pouvoir civil. Selon l’historiographie, cette particularité fut un choix politique de Liutprand.
En 891, Leodoino (869 – 898), évêque de Modène, obtint de Guy III de Spolète, roi d’Italie et empereur d’Occident, l’autorisation d’ériger des fortifications à une distance d'un mille autour de sa cathédrale, elle devait approximativement se trouver au même emplacement que l’actuelle.
À la fin du XIe siècle, la cathédrale menaçait ruine, et c’est au cours de cette période troublée par la lutte entre la papauté et l’empereur pour l’investiture des évêques, que les ecclésiastiques de la ville mais surtout le pouvoir laïc de Modène décidèrent la construction d’une nouvelle et grande cathédrale. La situation de Modène était alors fort délicate, car si la ville faisait partie des domaines de Mathilde de Canossa, très proche du pape, elle était gouvernée par l’évêque Eriberto (1054 – 1094 environ), excommunié en 1081 par Grégoire VII pour s’être rattaché à la faction impériale et de l’antipape Clément III, mais qui n’en continuait pas moins pour autant à imposer sa forte personnalité.
En 1099, lorsque le peuple de Modène prend la décision de cette construction, le siège épiscopal de la ville est vacant, et l’on peut se demander si cette décision, fondée sur l’état de délabrement de la cathédrale existante, ne serait pas aussi un acte politique d’allégeance de la ville envers le souverain pontife. Lorsque Dodone, le nouvel évêque nommé par le pape pris effectivement son poste à Modène en 1101, les travaux étaient déjà bien engagés.

### Construction de la nouvelle cathédrale
Les sources qui nous sont parvenues de l’époque de la première phase de la construction, c’est-à-dire de la fondation de la cathédrale en 1099, à la translation des reliques du saint patron dans la nouvelle crypte en 1106, se résument en :
- Un document : la Relatio de innovatione Ecclesie Santi Geminiani, qui nous est parvenu sous la forme d’une copie du XIIIe siècle conservée dans les archives capitulaires de Modène[7]. Ce texte anonyme est attribué au chanoine Aimone (it), qui fut responsable de l’école de la cathédrale de 1096 à 1110, donc un témoin oculaire des faits.
- Les deux plaques de fondations qui se trouvent sur le mur extérieur de l’abside principale et sur la façade ouest. (voir en détail plus loin).

### Lanfranco et Wiligelmo
Ces sources confirment que 750 ans après la mort de Géminien, on décida de reconstruire, grâce à la contribution de toute la population, un nouvel édifice. Le récit précise que Lanfranco, l’architecte qui fut choisi pour cela, semble être venu de loin.
Les fondations furent placées et les travaux se poursuivirent jusqu’à épuisement des matériaux de construction. Puis, par inspiration divine selon la Relatio, on découvrit ce qui fut probablement l’antique nécropole de la Mutina romaine, et cela fournit une nouvelle source de laquelle on préleva un grand nombre d’éléments de remploi qu’aujourd’hui on peut retrouver sur l’édifice.
Les travaux reprirent donc jusqu’à ce que Lanfranco, en 1106, se refusa à poursuivre l’entreprise s’il n’était pas procédé à la translation des reliques du saint.
Cette anecdote a été mise depuis en relation avec les résultats des fouilles réalisées en 1913, consécutivement à la réfection du pavement de l’église et qui permirent d’identifier les structures du précédent édifice. Selon les auteurs des investigations, il s’agissait d’une construction à cinq nefs, positionnée obliquement par rapport à l’actuelle cathédrale, dans une orientation est-ouest et traversée par le nouvel édifice.

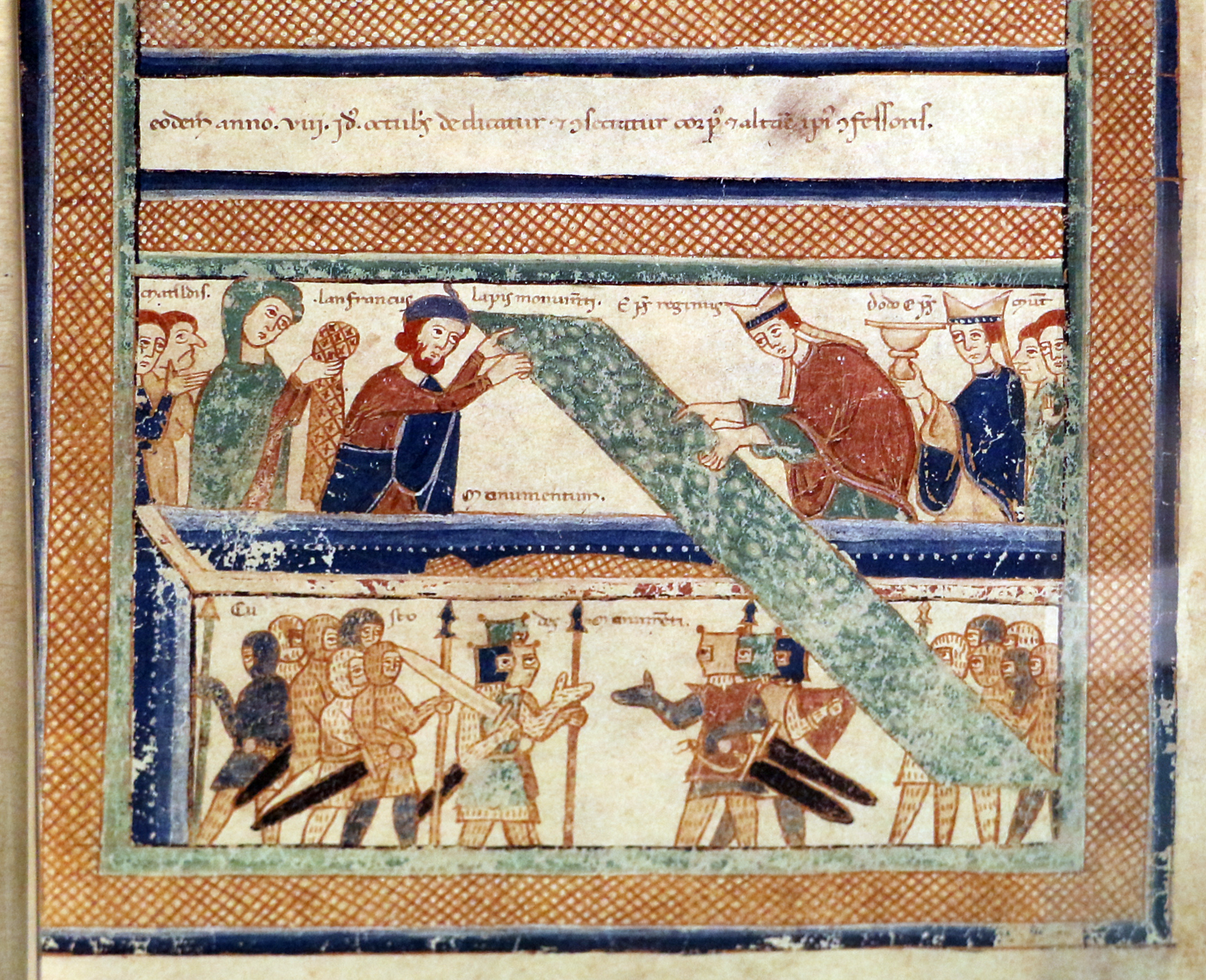
Translation des reliques de saint Géminien.

Lorsque Lanfranco fait sa demande, il paraît assez évident que la nouvelle crypte destinée à recevoir la dépouille du saint est désormais achevée et que de la translation dépend la poursuite des travaux, étant donné que le chœur de la vieille cathédrale non encore démolie, justement parce qu’il contient les reliques, présente un obstacle évident à la continuation du chantier.
La translation des reliques fut effectuée le 30 avril 1106, puis l’on procéda à la démolition de l’ancienne cathédrale comprise dans l’emprise du nouvel édifice. Cinq mois plus tard, le 8 octobre, sur les conseils de Mathilde de Canossa et à la faveur de la visite du pape Pascal II probablement venu pour ratifier la soumission de l’église de Modène à celle de Rome, l’autel de saint Géminien fut consacré.
La crypte fut donc achevée en 1106, mais le chœur, les piliers, les arcades, etc. étaient encore absents ; le chantier aurait perduré ainsi durant encore de nombreuses années, peut-être au delà de 1137, date à laquelle un magister Lanfrancus fut signataire d’un acte émanant du chapitre de la cathédrale ; ce qui a permis à un spécialiste, d’attribuer à l’architecte, une responsabilité administrative durant ces années.
Plusieurs spécialistes,,, ont avancé l’hypothèse que le bâtiment fut réalisé simultanément par les deux extrémités : les absides et la façade ouest. Cette dernière étant le lieu privilégié où s’exprima Wiligelmo.
Toutefois, la Relatio ne mentionne pas le sculpteur. Pour cette raison on pense qu’il ne fut appelé qu’un certain temps après le début du chantier ; d’autant que la crypte, première partie réalisée de l’édifice avec les trois absides, fut décorée par un premier atelier lombard, antérieur à celui de Wiligelmo.
L’important tremblement de terre de 1117 qui occasionna de grands désordres dans la plupart des bâtiments de quelque importance de la plaine du Pô, en particulier sur les cathédrales de Ferrare, Plaisance, Parme, ou la toute proche abbaye de Nonantola, ne fit pas de dégât notable sur le chantier de Modène. Probablement parce que  l’élévation des murs était encore modeste à cette date.

### LesCampionesi

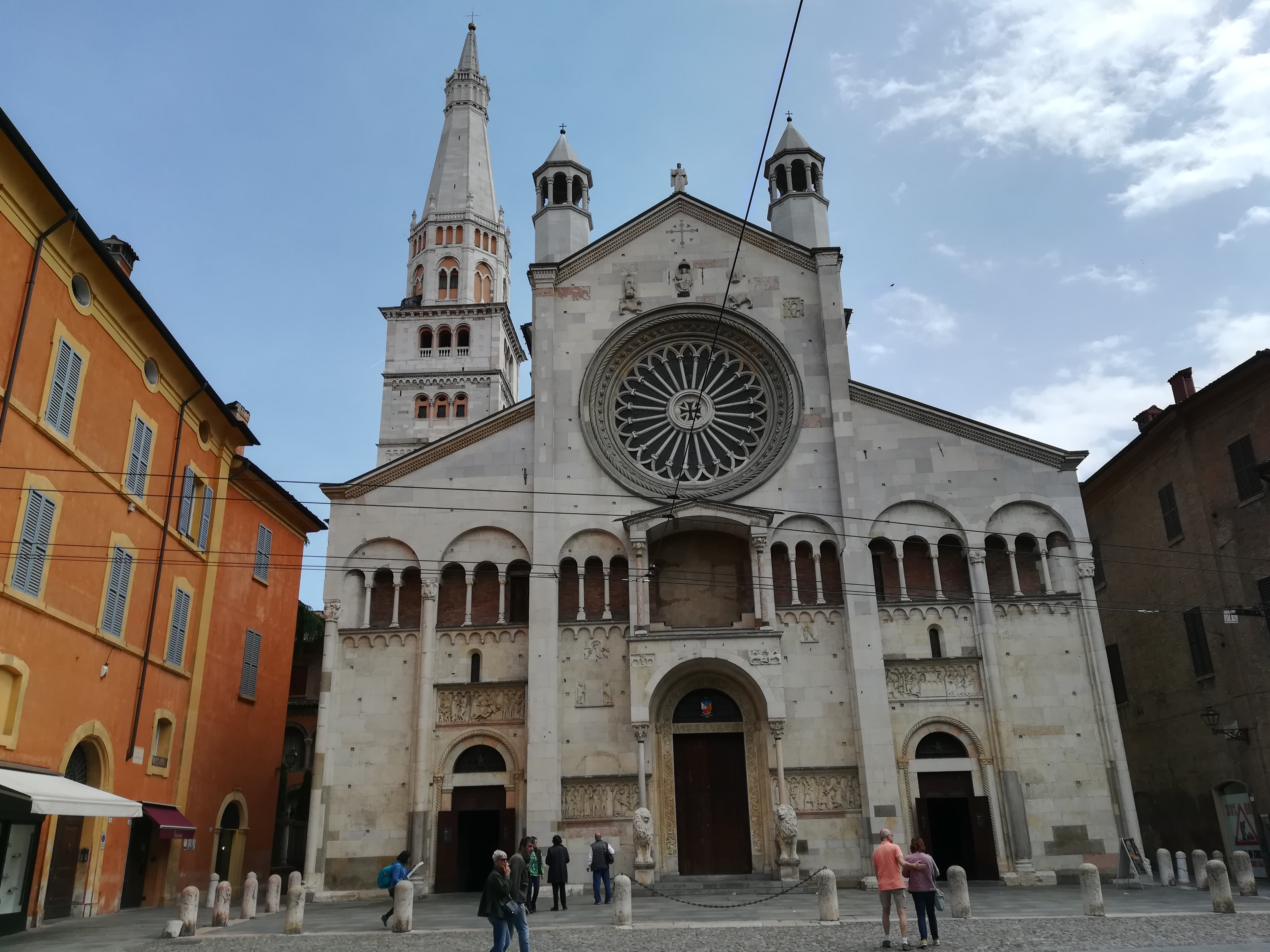
Façade ouest de la cathédrale.

À partir de 1167 succédèrent à Lanfranco et Wiligelmo les corporations de bâtisseurs originaires de Campione d’Italia que l’on appelle pour cette raison les campionesi.
Les maîtres campionesi furent sollicités afin d’achever la cathédrale et pour ériger la tour Ghirlandina. On leur doit une grande part de l’ameublement intérieur (jubé, chaire) ainsi qu’une modification du chœur ; à l’extérieur : l’ouverture des deux portes latérales de la façade ouest ainsi que la rosace, la porte Regia qui s’ouvre sur la grande place et la tour Ghirlandina. Leur sont également attribués les archanges Gabriel et Michel, respectivement placés au sommet de la façade et de l’abside centrale.

### LaGhirlandina
Il n’est pas hors de propos de dire ici quelques mots du campanile car il fait partie intégrante de la cathédrale.

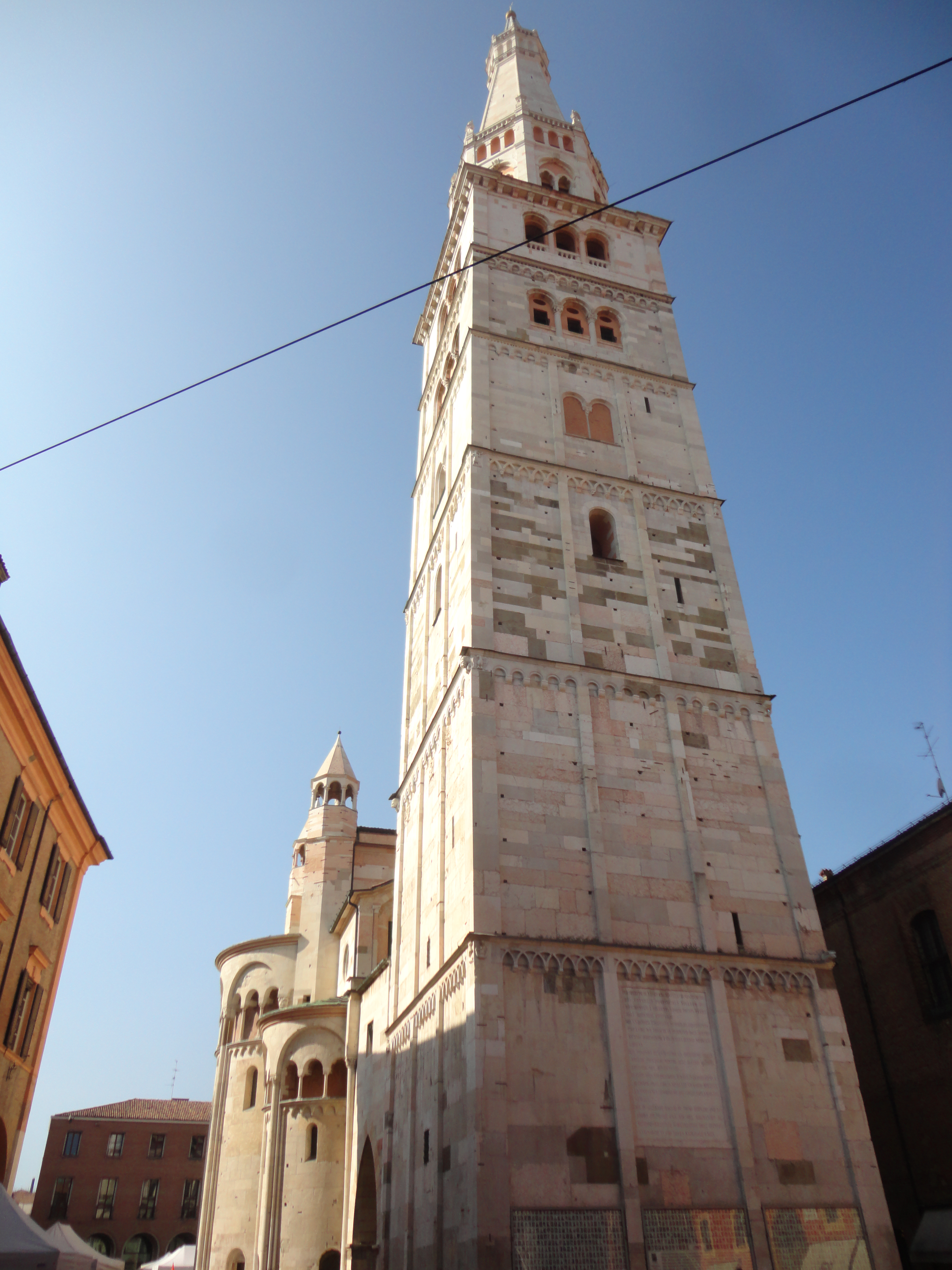
Le campanile de la cathédrale

Très tôt toutefois, il eut une double fonction ecclésiastique et civile. Dès 1327 les Statuta Civitatis Mutinea attestent en effet, qu’une pièce de la tour communale est exclusivement réservée à la conservation des plus importants documents publics. Il n’en reste pas moins que jusqu’en 1768, l’unique accès à la Ghirlandina se faisait par la cathédrale.
La tour est construite en briques, elle forme au sol un carré de 11 m de côté. Elle est composée de six niveaux de la même section, d’un septième octogonal, et enfin d’une flèche pyramidale, pour une hauteur de 88,82 m au-dessus de la place.
De nombreuses hypothèses ont vu le jour en ce qui concerne le déroulement des travaux. Les plus récentes études conduisent à penser que le premier niveau est l’œuvre du même atelier de Lanfranco que celui de la cathédrale et les mêmes matériaux et remplois provenant de la nécropole de Mutina furent employés. Le second niveau témoigne d’un travail moins soigné, probablement exécuté par un atelier différent. Les 3e, 4e et 5e niveaux, réalisés du milieu du XIIe à la première moitié du XIIIe siècle sont attribuables aux maestri campionesi car on y retrouve de nombreuses affinités avec les sculptures du jubé. Les chroniques de Modène rapportent ensuite qu’en 1261 fut érigé le 6e niveau et qu’en 1319 Enrico da Campione avait achevé la partie octogonale surmontée d’une sphère de cuivre dorée.
En 1338, furent construites les premières arches de liaison entre la tour et la cathédrale, ce qui semble témoigner d’une préoccupation précoce due à l’inclinaison de la Ghirlandina.
Des fouilles réalisées au pied de la tour entre 1898 et 1901, ont permis de constater que la Ghirlandina était implantée sur la via Aemilia dont le tracé est parallèle au côté septentrional de la cathédrale. Les fondations de la tour s’achèvent 60-70 cm en dessous du niveau du pavage de la via Aemilia .
Enfin, des sondages effectués en 2007 ont montré que l’appareillage des fondations de la tour se rapporte à la même phase de construction que le premier niveau, ce qui exclus l’hypothèse selon laquelle la Ghirlandina aurait été édifiée sur les restes d’une tour lombarde.

### Interventions ultérieures
D'importants travaux sont effectués au XVe siècle, entre 1437 et 1455 d'après Dondi, lorsque des plafonds voûtés d'arêtes se substituent à la couverture originale constituée de poutres en bois. Gandolfo précise que les voûtes au-dessus du chœur furent en place dès 1444. Au XVIIIe siècle, l'abside centrale de la crypte est restructurée. L'année 1913 voit la réfection du pavement intérieur ainsi que du grand jubé qui avait été modifié au XVIIe siècle. En 1936, sont reconstruits les pinacles qui coiffaient les pilastres de la façade tombés lors du tremblement de terre de 1797. En 1955, la crypte décorée de style baroque retrouve son aspect d'origine.

### Calendrier des évènements connus
- 23 mai 1099 - Terrassement des fondations.

- 9 juin 1099 – Pose de la première pierre.

- 30 mai 1106 – Translations des reliques de saint Géminien.

- 8 octobre 1106 – Consécration de l’autel de saint Géminien.

- 3 janvier 1117 – Tremblement de terre.

- 13 avril 1137 – Magister Lanfrancus signe comme témoin un acte de l’évêché de Modène.

- 1er août 1155 – une rente du diacre sacristain est destinée à l’éclairage de la cathédrale.

- 1167 – l’administrateur de la fabrique de la cathédrale obtient la concession de l’extraction du marbre.

- 12 juillet 1184 – Consécration solennelle de la cathédrale par le pape Lucius III.

- 1190 – Présence à Modène des maestri campionesi et modification de la zone du chœur.

- 1208-1225 – Bozzalino administrateur de la fabrique de la cathédrale. Son nom est gravé sur la plaque de l’abside.

- 1209 – Maestro Anselmo da Campione est cité comme témoin dans un acte.

- 1231 – Un document fait état de la porte Regia.

- 1244 – Convention entre Ubaldino, administrateur de la fabrique de la cathédrale et maître Enrico da Campione, dans lequel on fait référence à de précédents accords avec Anselmo, grand-père d’Enrico et les descendants, pour un service ininterrompu sur le chantier de la cathédrale.

- 4 mai 1404 – Un acte notarié fait encore état de la couverture bois.

- 1453-1455 – Construction des voûtes. La voute au-dessus du chœur fut exécutée en 1444.

- 1501 – Tremblement de terre.

- 1832 – Tremblement de terre[11].

## Description

### Extérieur

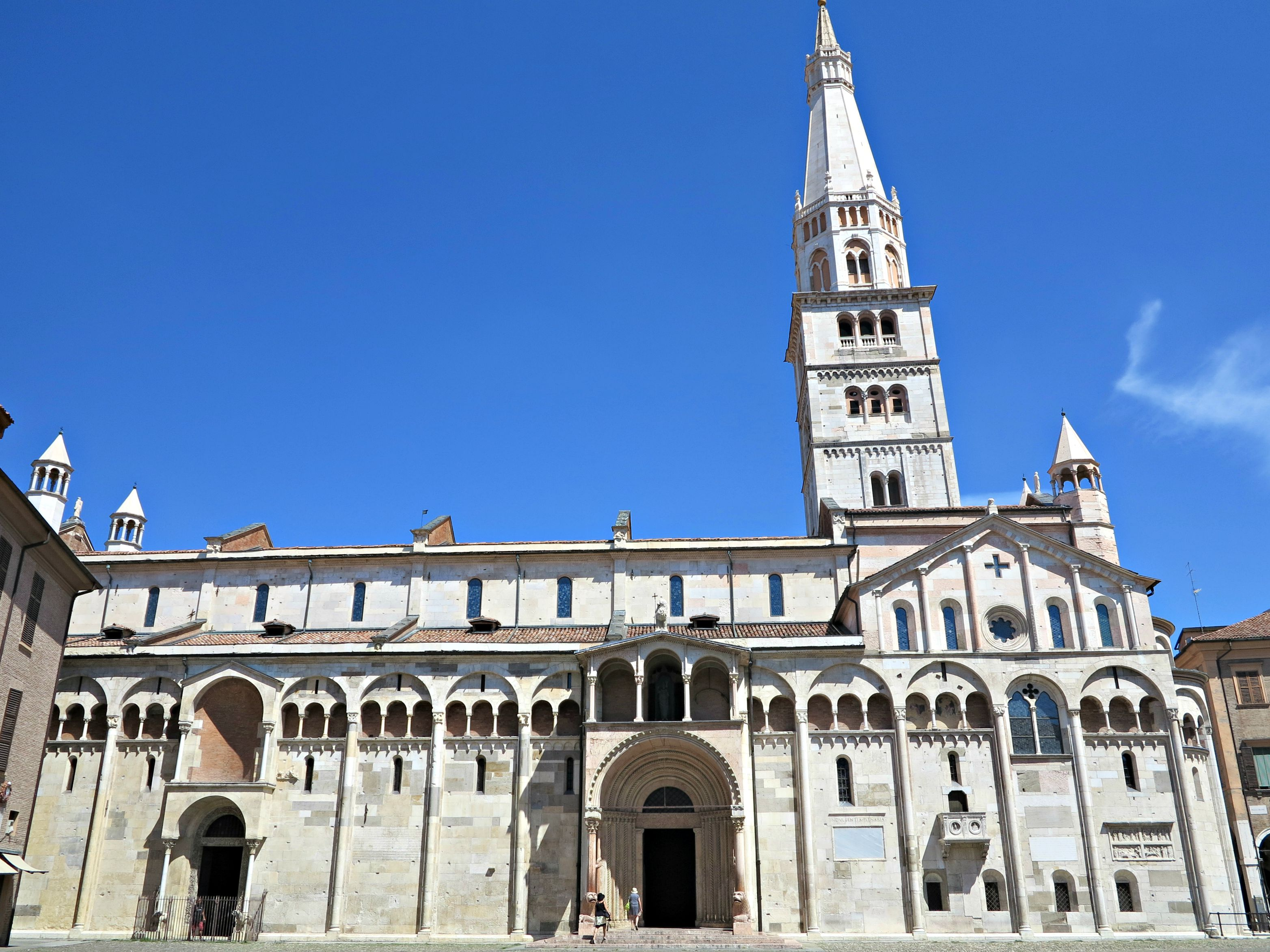
Arcades aveugles sur la périphérie, ici côté sud

La périphérie de la cathédrale est parcourue par une suite d’arcades aveugles qui rythment entièrement l’édifice dans un jeu de clair-obscur.

#### Les épigraphes

##### La plaque épigraphique de fondation absidiale
Le texte en est le suivant :

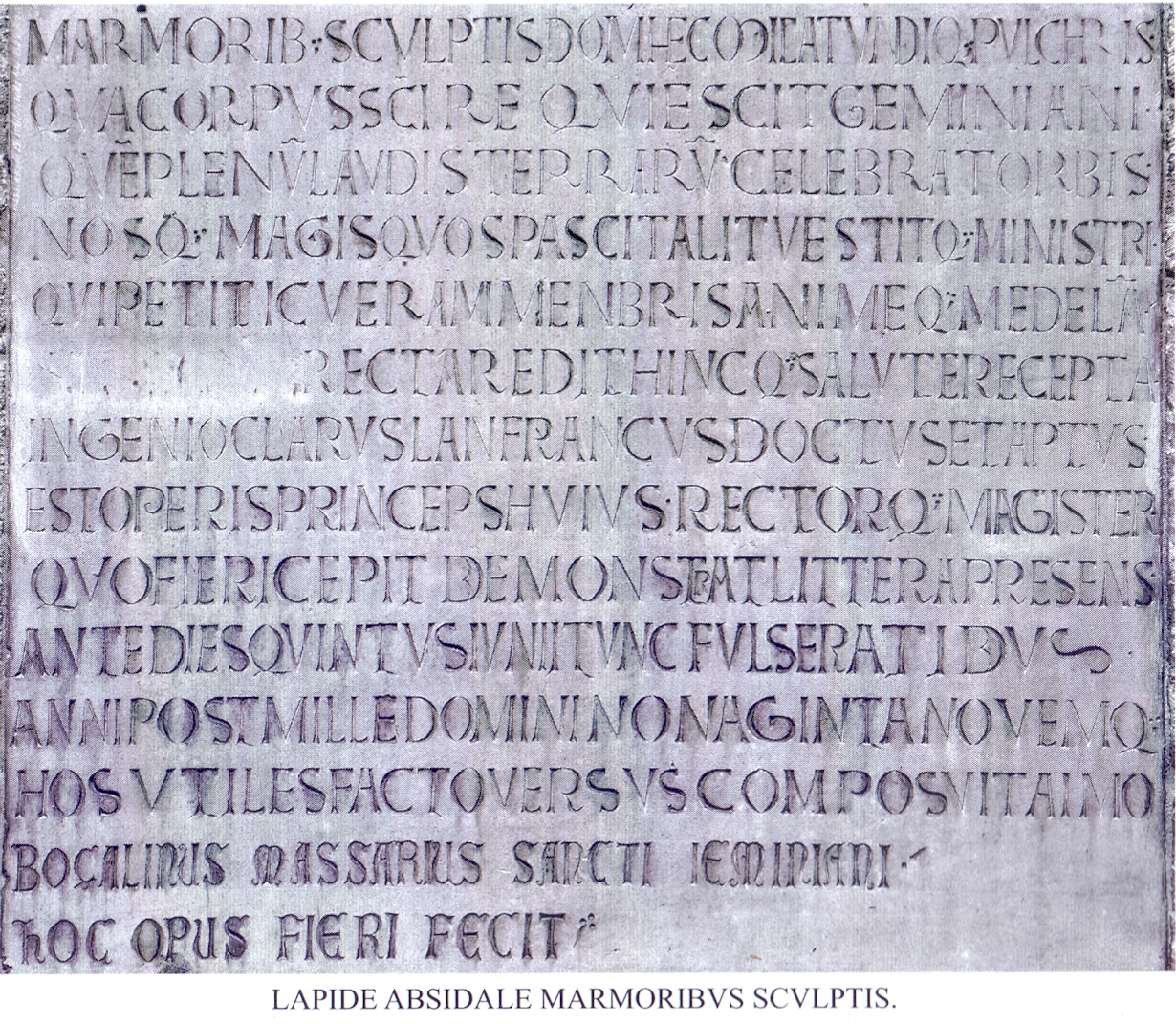
Plaque de fondation absidiale

Marborib(us) sculptis Dom(us) hec micat undiq(ue) pulchris.
Qua corpus s((an)c(t)i requiescit Geminiani.
Que(m) plenu(m) laudis terreru(m) celebrat orbis.
Nosq(ue) magis quos pascit alit vestitq(ue) ministri.
Qui petit ic veram menbris animeq(ue) medela(m).
[…] recta redit hinsq(ue) salute recepta.
Ingenio clarus Lanfrancus doctus et aptus.
Est operis princeps huius . rectorq(ue) magister.
Quo fieri cepit demonstrat littera presens.
Ante dies quintus Iunii tunc fulserat idus.
Anni post mille Domini nonaginta novemq(ue).
Hos utiles facto versus composuit Aimo
Boçalinus massarius sancti Ieminiani.
Hoc opus fieri fecit.
La plaque aujourd’hui fixée sur le mur extérieur de l’abside principale n’est pas l’originale. Elle fut gravée au début du XIIIe siècle à l’initiative de Bozzalino administrateur de la cathédrale entre 1208 et 1225, comme en témoignent les deux dernières lignes du texte (que nous avons soulignées).
Le texte dans sa première partie, disposé sur 12 lignes, et qui fait l’éloge de Lanfranco, est attribué à Aimone dans son intégralité, il est daté de 1106 environ et est gravé en lettres capitales de forme légèrement allongée. On pense que le mot effacé correspond à un texte erroné.
Cela fait penser qu’il s’agit probablement là d’une réfection de la plaque originale devenue illisible à la suite de quelque détérioration et que l’on a voulu restituer du fait de sa valeur historique.
Les deux dernières lignes sont en lettres gothiques qui correspondent bien à l’écriture de l’époque de Bozzalino.

##### La plaque épigraphique de fondation de la façade ouest
Le texte en est le suivant :
Du(m) Gemini Cancer
Cursu(m) consendit
ovantes. Idibus
in quintis Iunii sup t(em)p(o)r(e)
mensis. Mille Dei
carnis monos cen
tu(m) minus annis.
Ista domus clari
fundatur Gemini
ani. Inter scultores quan
to sis dignus onore. cla
ret scultura nu(n)c Vuiligelme tua

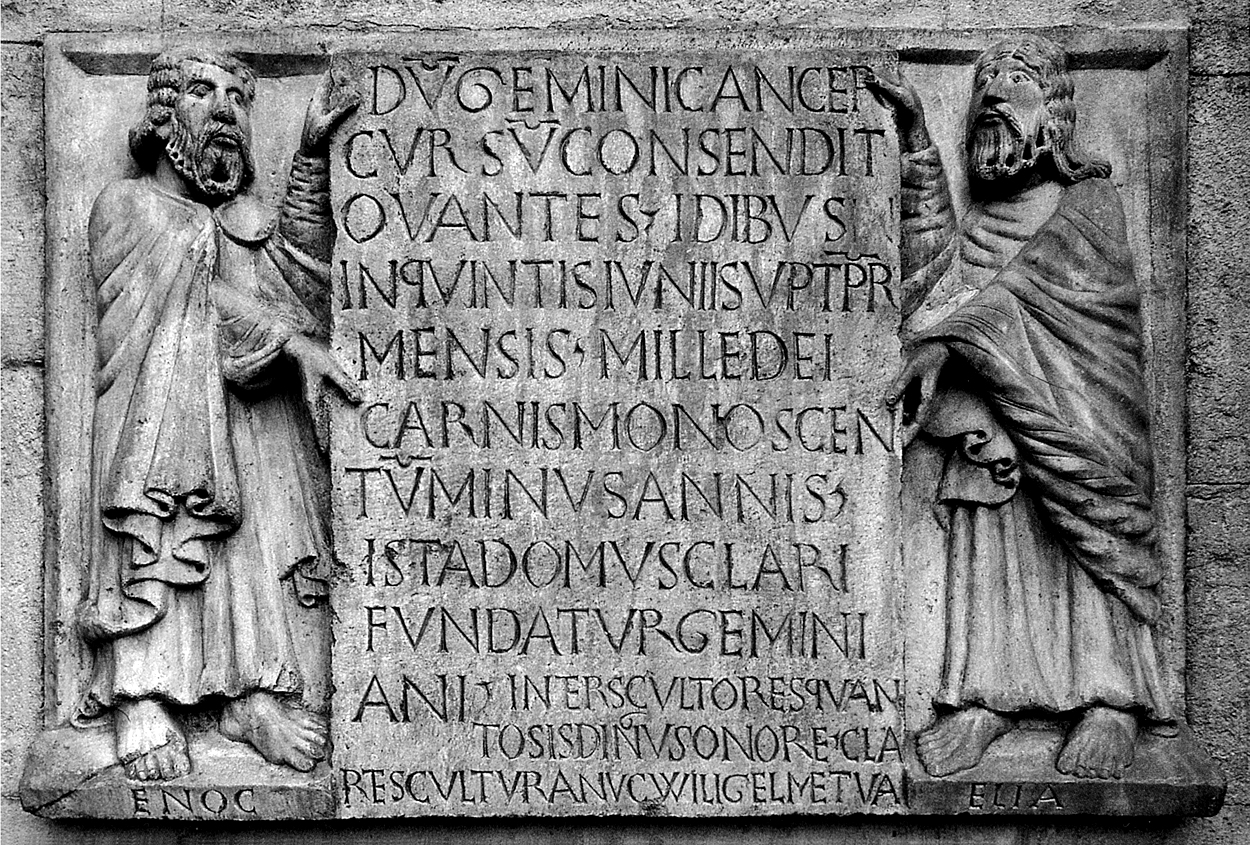
Plaque de fondation sur la façade ouest.

Il apparaît une différence évidente entre les quatre premiers vers de l’épigraphe qui rapportent la date de fondation de 1099 et les deux derniers qui constituent l’unique témoignage certain qui nous soit parvenu du nom du sculpteur : Wiligelmo, et qui d’évidence est un ajout : après que furent gravés sur 10 lignes les quatre vers de la première inscription, on décida, ultérieurement, d’utiliser l’espace disponible pour ajouter l’éloge à Wiligelmo. Mais l’espace était insuffisant pour placer ces deux autres vers. Wiligelmo qui en fut l’exécutant, trouva la solution adéquate en gravant le texte à la suite du précédent, sans solution de continuité, mais en caractères d’un plus petit module, qui pouvait ainsi être placé sur trois lignes.
Sur la façon de lire ou d’écrire le nom de Wiligelmo, il convient de noter que l’initiale n’est pas un W mais un ensemble de deux VV ; le W n’existe d’ailleurs pas en latin, comme n’existe pas non plus deux lettres distinctes pour le U et le V. Ainsi, l’unique lecture du nom du sculpteur est Vuiligelme.
La composition de deux personnages soutenant une table est une thématique antique fort répandue, généralement destinée à une glorification personnelle. Dans le cas présent, le choix d’Élie et Hénoch, qui n’ont pas eu à éprouver la mort, semble ajouter un sens d’éternité.
La gravure de l’épigraphe et les deux personnages qui l’encadrent sont une seule œuvre, exécutée en même temps, et attribuée à la main de Wiligelmo. En effet, on peut remarquer que le pouce d’Élie se superpose adroitement sur le R de Cancer (première ligne). Cette particularité se retrouve sur la première plaque des récits de la Genèse (voir plus loin) qui représente Dieu dans une mandorle et qui de même est attribuée à Wiligelmo. Il résulte donc que l’époque de réalisation de l’épigraphe est la même que celle de la sculpture et ne peut être fixée en 1099 date à laquelle la façade n’existait certainement pas, alors que les sculptures sur les parties à peine élevées à cette date (les absides) appartiennent en grande partie à une phase de travaux antérieure à Wiligelmo.

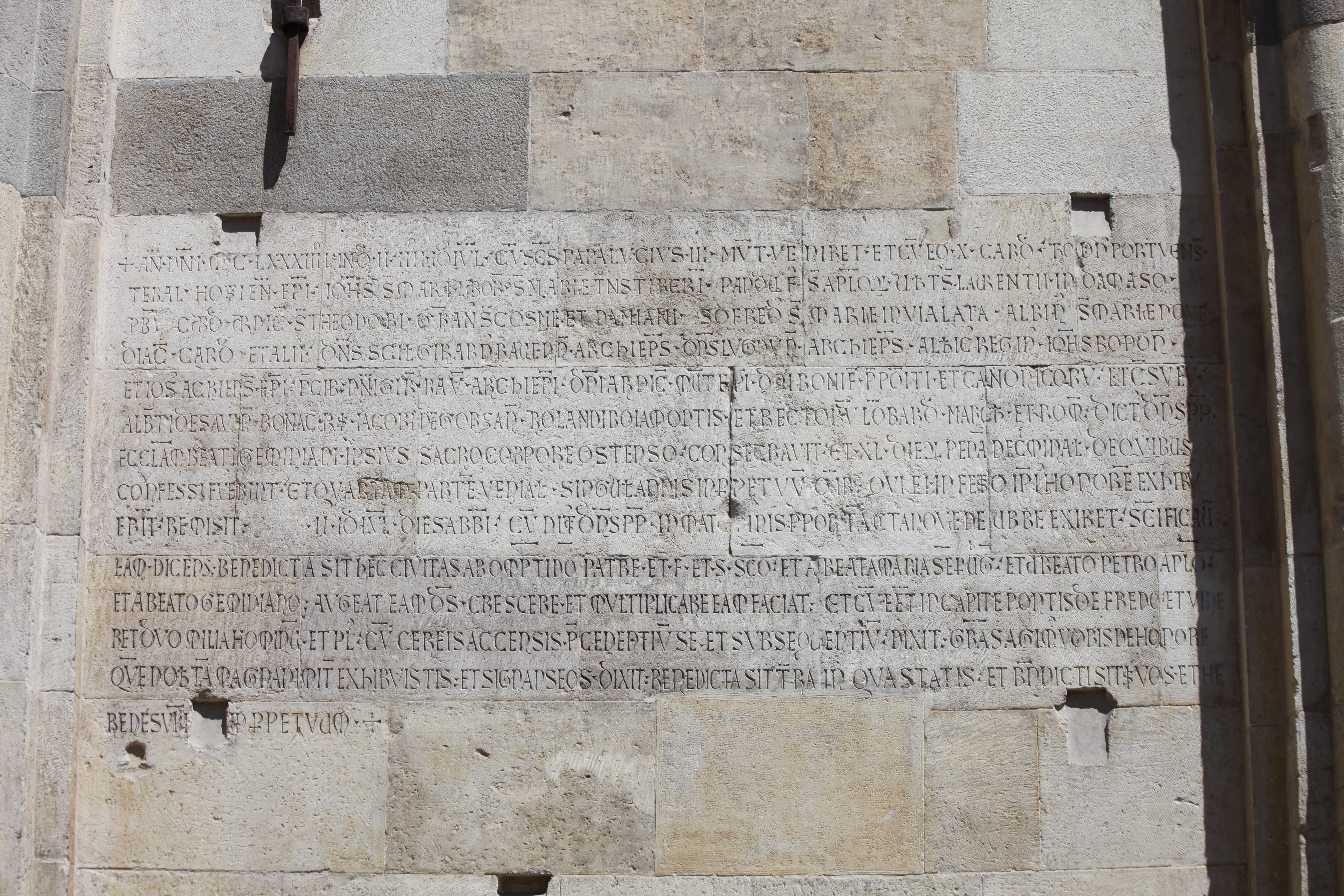
Épigraphe de consécration.

##### L'épigraphe de consécration
L’épigraphe de consécration de la cathédrale, survenue le 12 juillet 1184 par le pape Lucius III, se trouve sur le côté méridional de l’édifice, entre la porte Regia et la chaire de Jacopo et Paolo da Ferrara.
Le texte est directement gravé sur 16 blocs de pierre de Vicence.

#### La façade
La façade de la cathédrale rassemble de nombreuses sculptures dont la plupart sont l’œuvre de Wiligelmo.
Elle fut modifiée dans le cadre des travaux réalisés au XIIe siècle par les maîtres campionesi : percement des deux portes latérales, ce qui impliqua le rehaussement de certains reliefs exécutés par Wiligelmo, et percement de la rosace. Des études récentes montrent qu’il y avait à la place de cette rosace une galerie avec passage dans l’épaisseur du mur et des baies ouvertes vers l’intérieur. Il est donc probable que les symboles des évangélistes actuellement disposés au-dessus de la rosace se trouvaient à proximité des précédentes ouvertures.

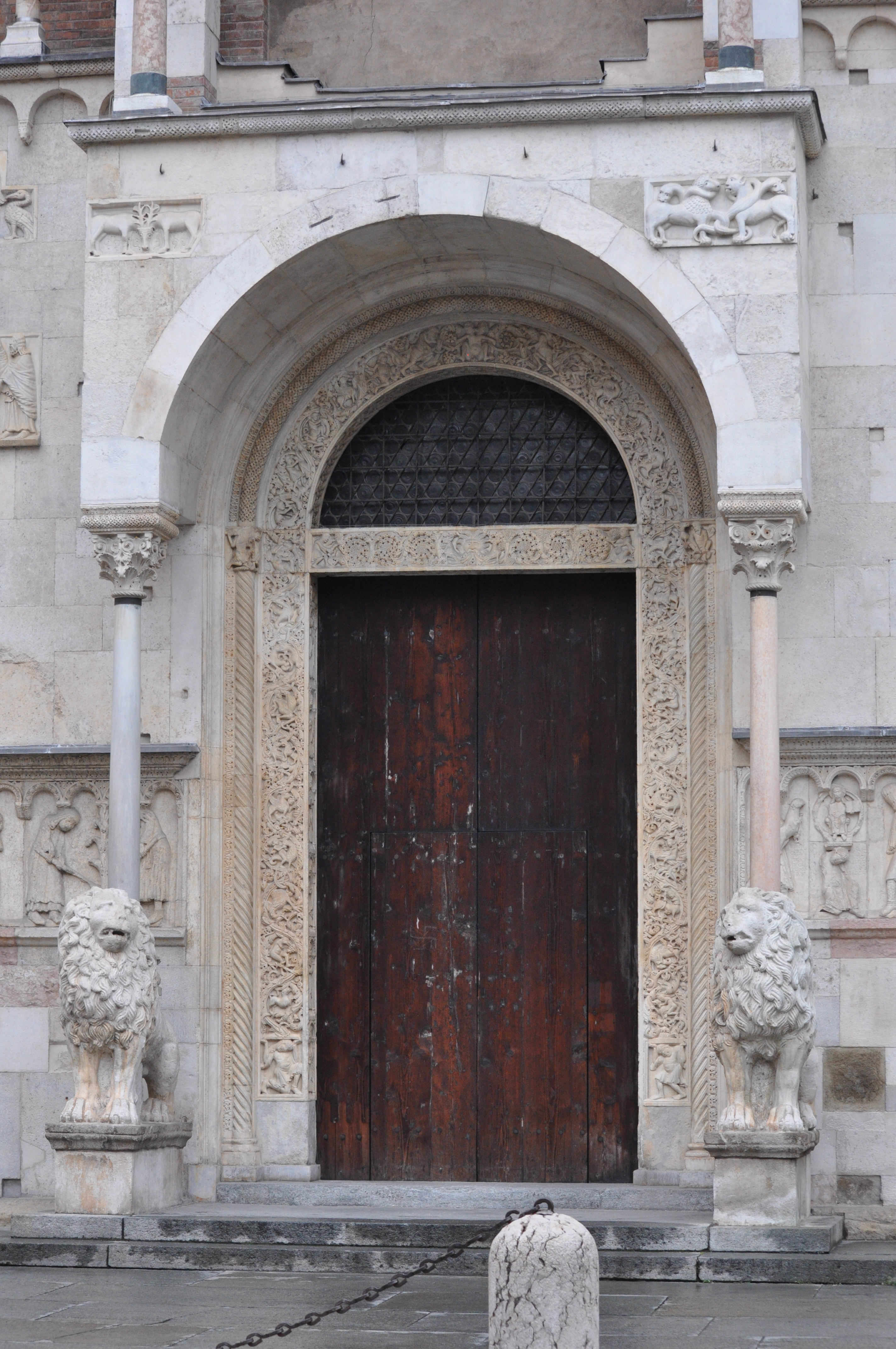
Portail principal façade ouest.

##### Le portail principal
La seule ouverture de la façade qui soit d’origine est complétée d’un porche à deux niveaux reposant sur deux lions stylophores de remploi datés du Ier siècle apr. J.-C. Cet ensemble est l’œuvre de Wiligelmo.
Les faces externes des chambranles, de l’archivolte et de l’architrave sont parcourues par un rinceau peuplé d’une qualité exceptionnelle. On y trouve à travers le déploiement de rameaux d’acanthe et de volutes de vigne chargées de grappes de raisin, des hommes qui tentent de s’élever vers le sommet, c’est-à-dire vers la rédemption, mais ils se trouvent confrontés à des animaux sauvages et à des monstres sortis des bestiaires du Moyen Âge, en des conflits dans lesquels toutefois ils ne succombent jamais et leur ascension les conduit jusqu’aux vendanges du Seigneur, localisées sur la partie haute de l’architrave où la vigne est devenue dominante, où les conflits s’apaisent.

##### Histoire de la Genèse

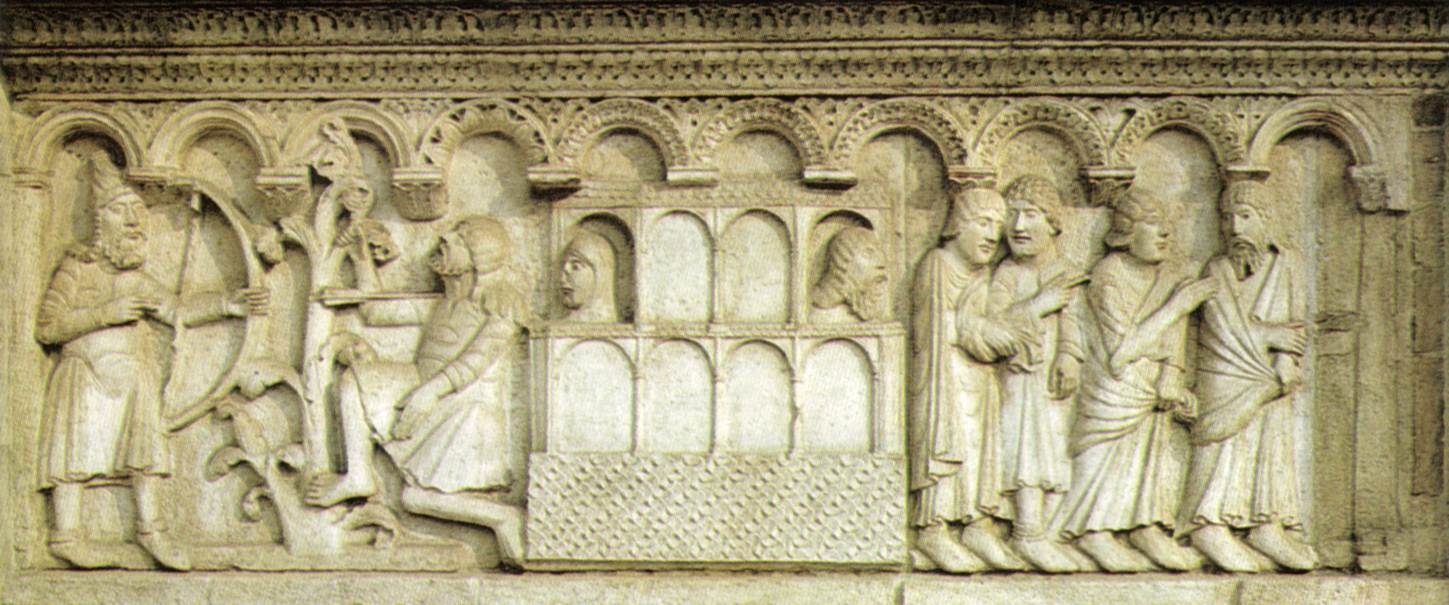
Dernières scènes de l'histoire de la Genèse.

Cette œuvre majeure est également attribuée à Wiligelmo.
Le récit de la Genèse est une frise composée de quatre plaques, subdivisées chacune en plusieurs scènes qui forment un ensemble narratif continu. La représentation très réaliste facilite la compréhension de tous les fidèles, y compris les moins instruits.
Comme cela a déjà été signalé, il est probable qu’à l’origine les quatre plaques étaient toutes sur le même plan horizontal et que les deux extrêmes furent rehaussées au XIIe siècle afin de permettre l’ouverture des portes latérales par les campionesi.

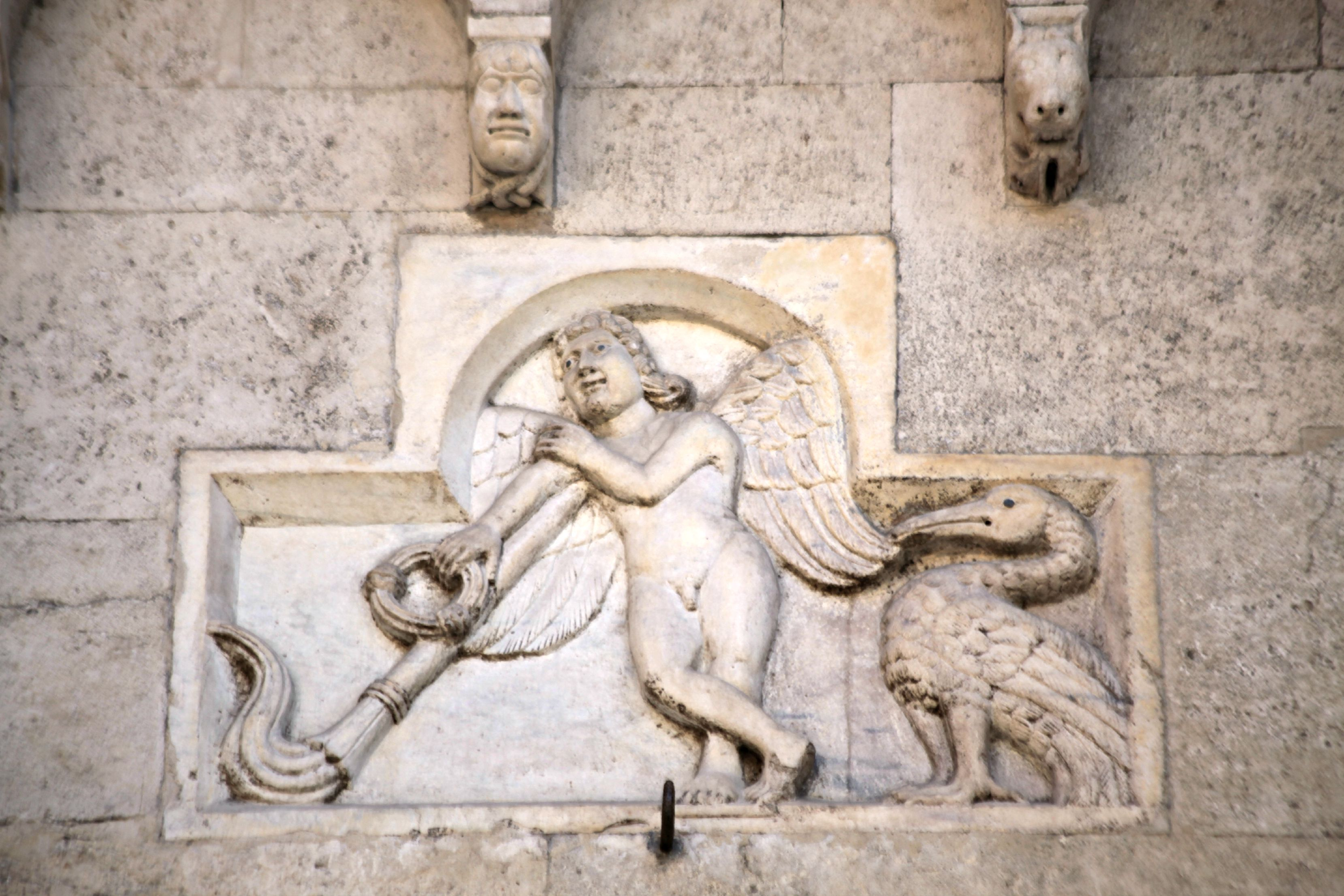
Un des deux génies porte-flambeaux.

##### Génies Porte-flambeaux
En remontant le long de la surface de la façade on rencontre ensuite, de part et d’autre du portail principal, deux plaques représentant deux génies funéraires porte-flambeaux. Ils sont l’un et l’autre de Wiligelmo. Celui de gauche est accompagné d’un ibis. Ce thème d’époque hellénistique se retrouvait fréquemment sur les sarcophages romains.

##### Les symboles des évangélistes

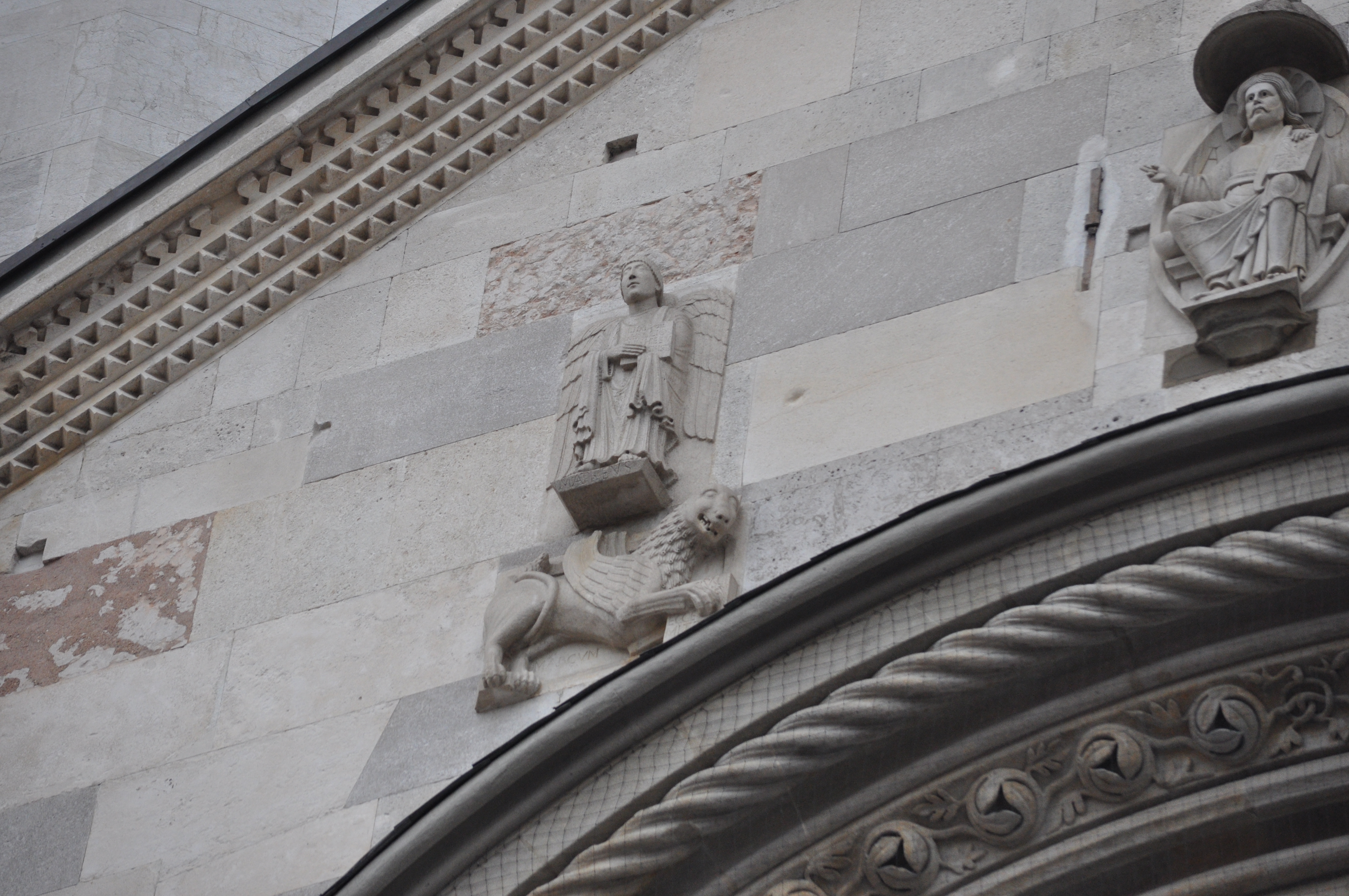
L'ange de st Matthieu et le lion de st Marc.
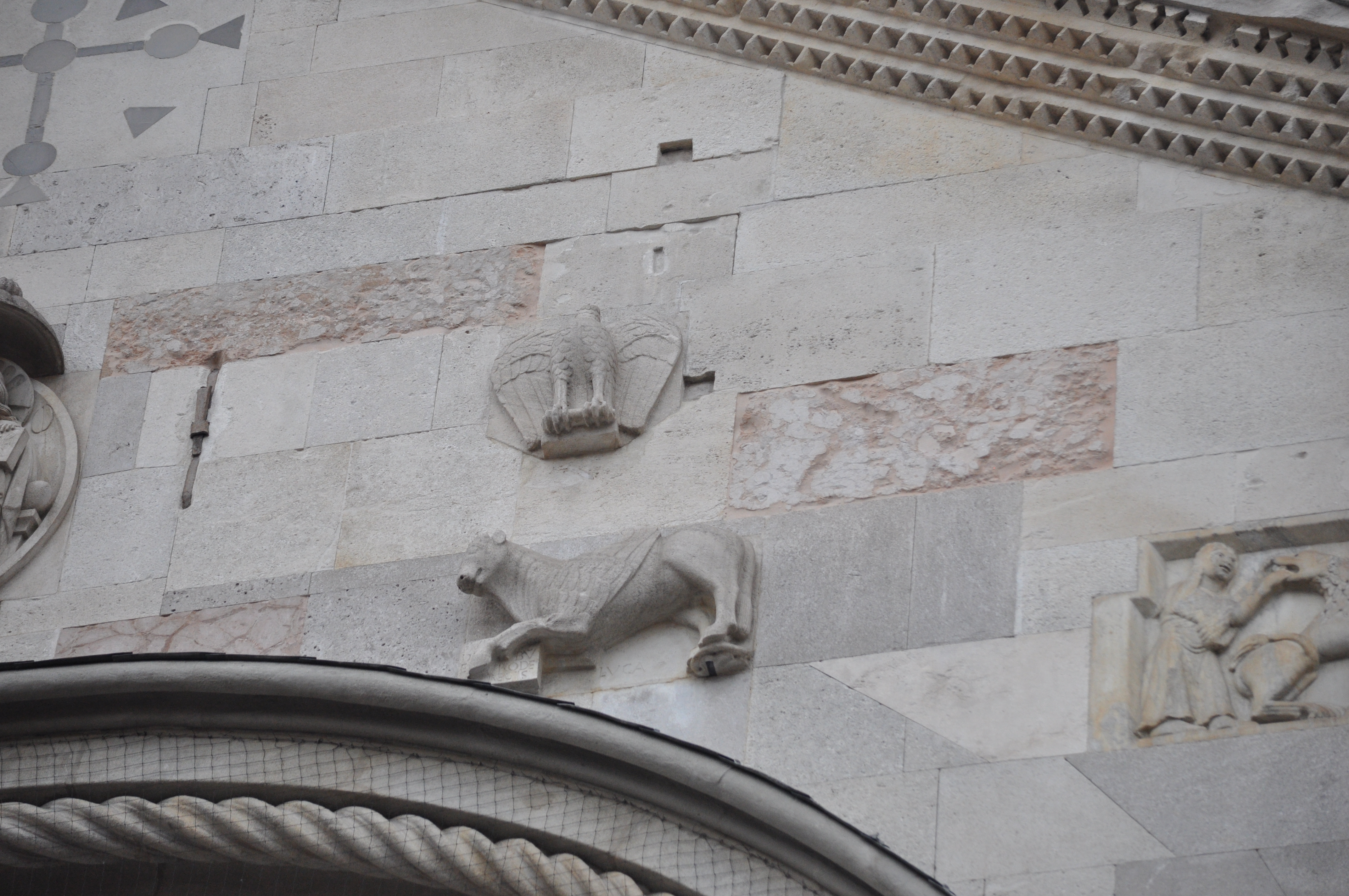
Le taureau de st Luc et l'aigle de st Jean. À droite : Samson.

Les quatre reliefs scellés au-dessus de la rosace autour du Rédempteur assis sur un trône au milieu d’une mandorle sont attribués à Wiligelmo ou tout au moins à son école. Ces éléments ne sont certainement pas à leurs emplacements d’origine. Il est probable qu’ils furent déplacés à l’ouverture de la rosace par les campionesi.

##### Samson déchirant un lion
Sur le même plan que les évangélistes mais sur la droite, se trouve un relief représentant Samson déchirant un lion.

#### Les portes sur les côtés septentrional et méridional de la cathédrale
Elles sont au nombre de trois, deux côté sud donnant sur la Piazza Grande, une côté nord.

##### La porte des Princes (Porta dei Principi)

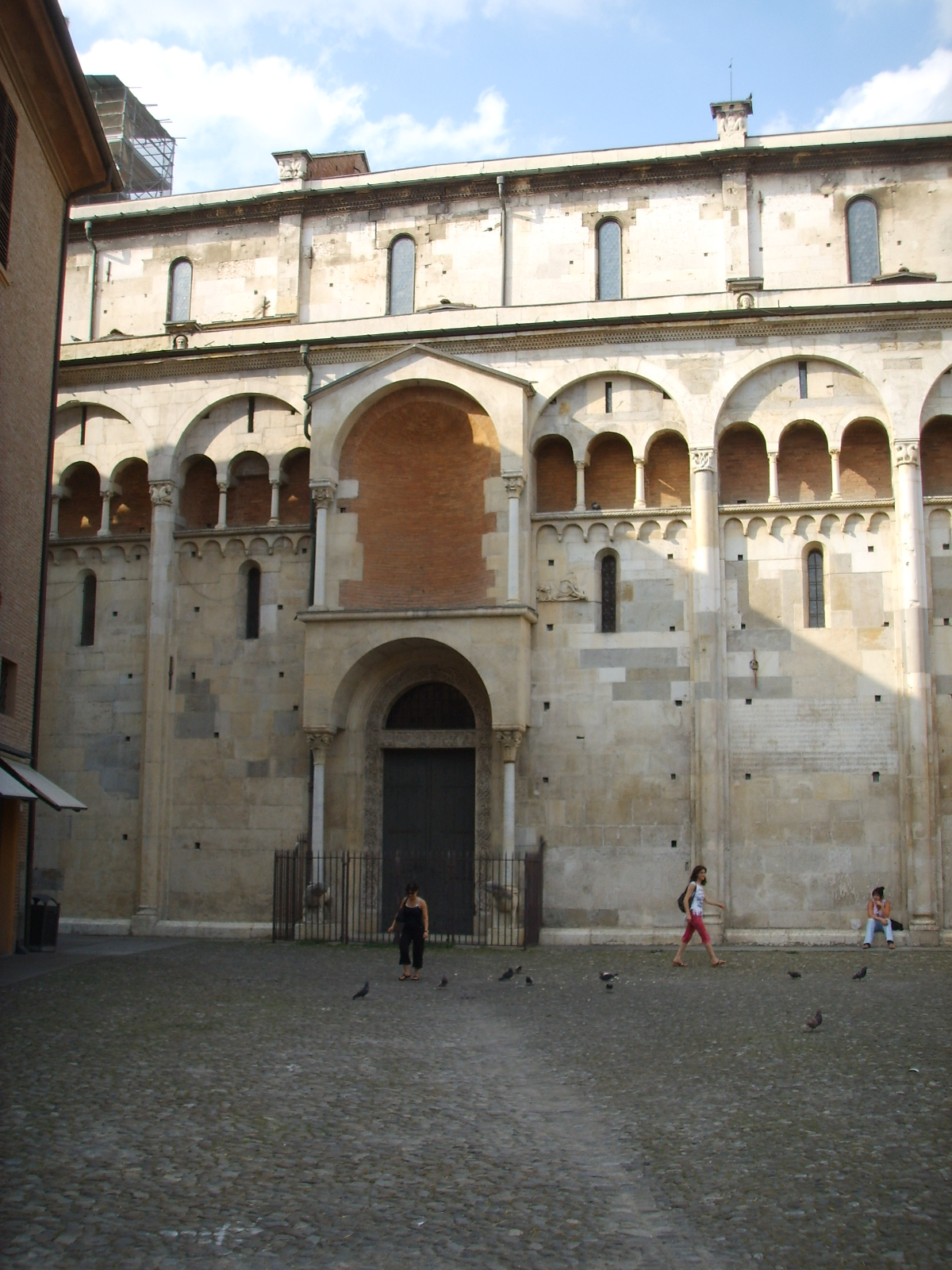
La porte des Princes.
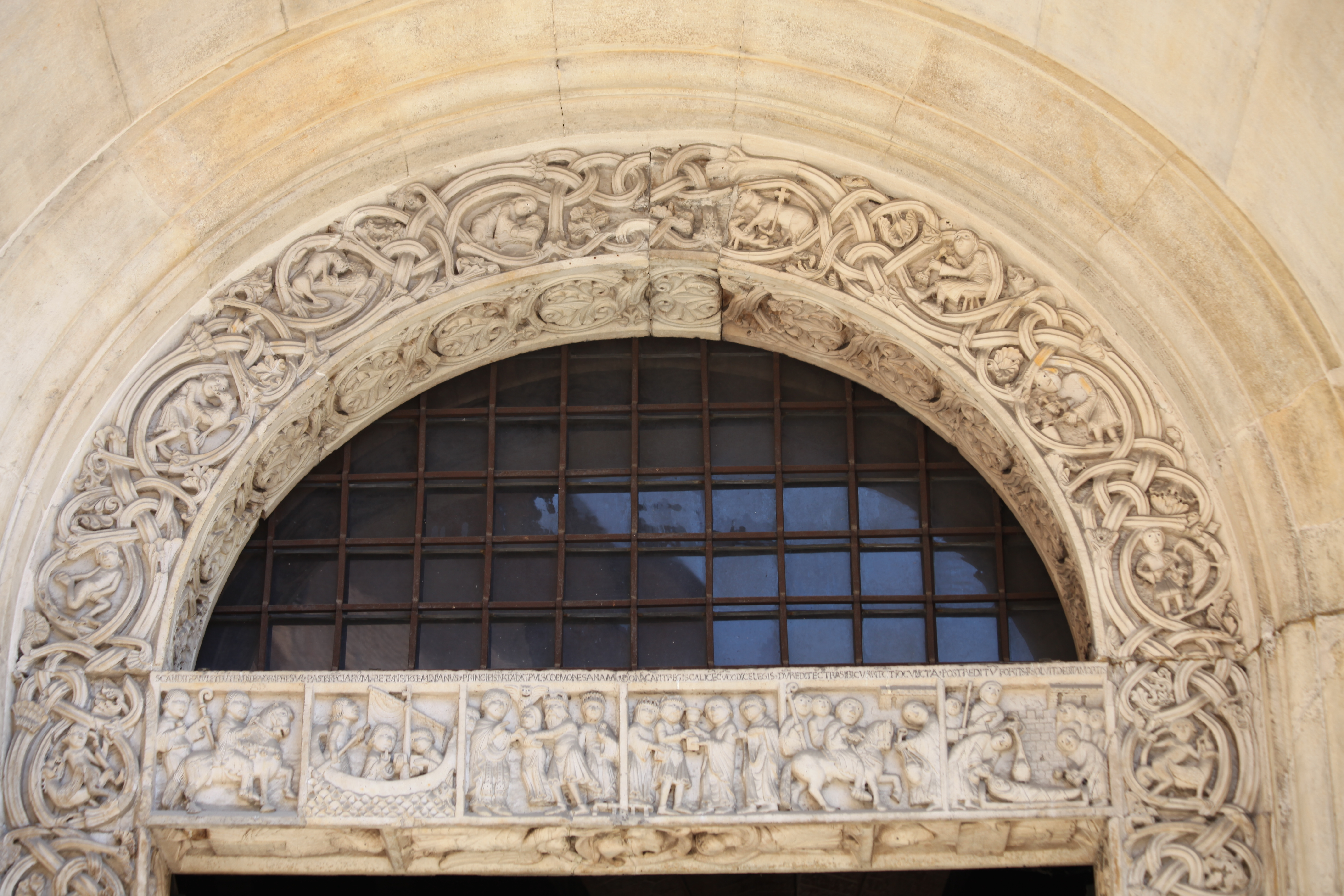
(détails).

Elle se trouve sur le côté méridional de la cathédrale. Elle est composée sur le même modèle que la porte principale de la façade, avec un porche à deux niveaux reposant sur deux lions stylophores, et l’absence de tympan. Là aussi, un rinceau peuplé parcours les faces externes des chambranles de la porte et de l’archivolte, mais les volutes et enchevêtrements sont ici beaucoup plus géométriques. Les apôtres apparaissent aussi sur les faces internes des chambranles. L’architrave présente des scènes de la vie de saint Géminien.
L’ensemble des sculptures de la porte semble être une imitation un peu figée du style de Wiligelmo. En fait, des différences d’une scène à l’autre dans la représentation des personnages attestent que ce travail n’est pas de la main de Wiligelmo mais de deux autres sculpteurs que faute de mieux, Salvini identifie comme étant le « Maestro di San Geminiano » et le « Maestro dell’Agnus Dei ».

###### Les scènes de la vie de saint Géminien
Les six scènes représentées sur la face externe de l’architrave proviennent de l’histoire de la vie de saint Géminien, La Vita longior, écrite dans le courant du XIe siècle. Elles rapportent comment le saint, appelé à la cour de l’empereur romain Jovien à Constantinople, parvint à vaincre le démon qui s’était emparé de la fille de l’empereur :

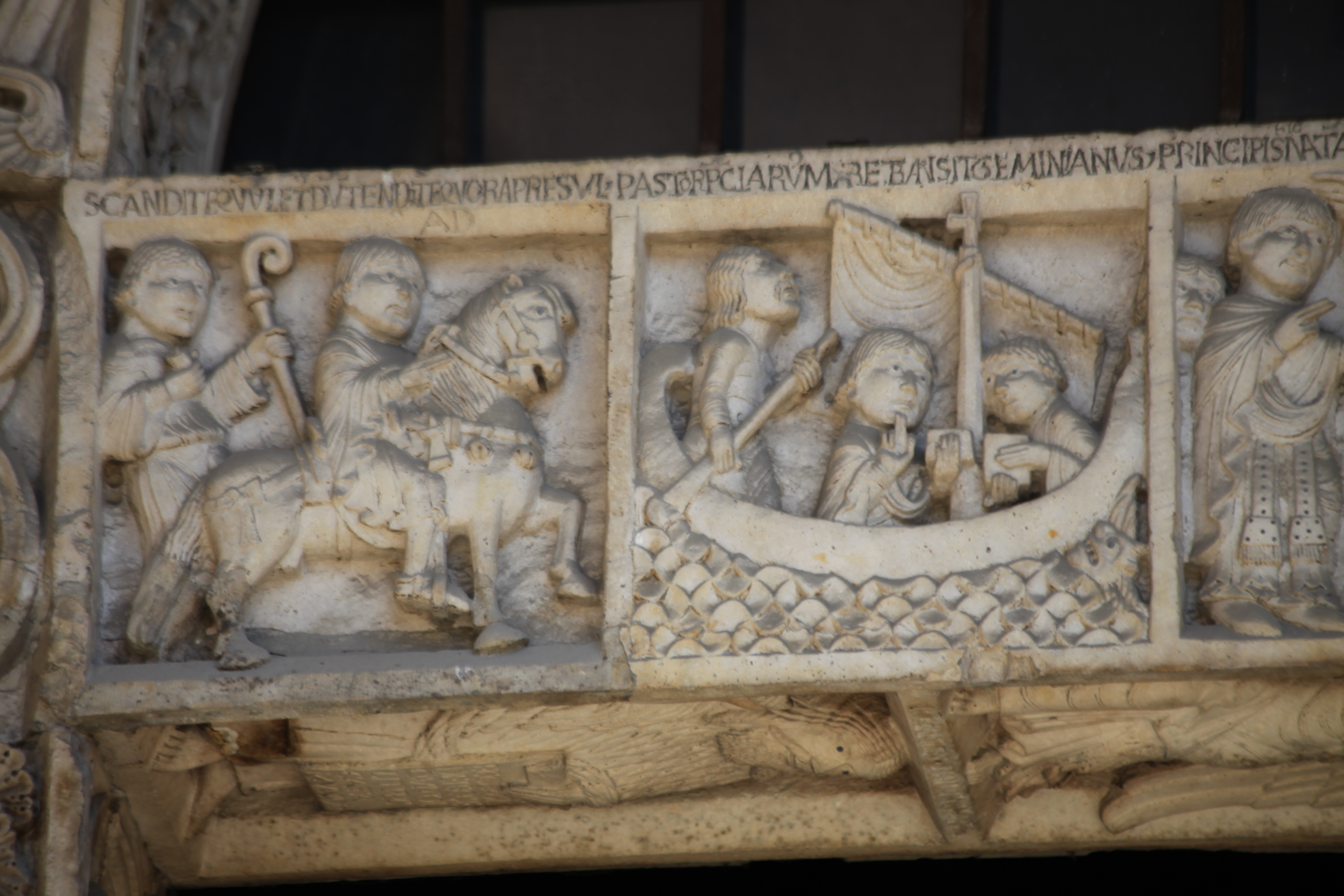
Le départ, la traversée.
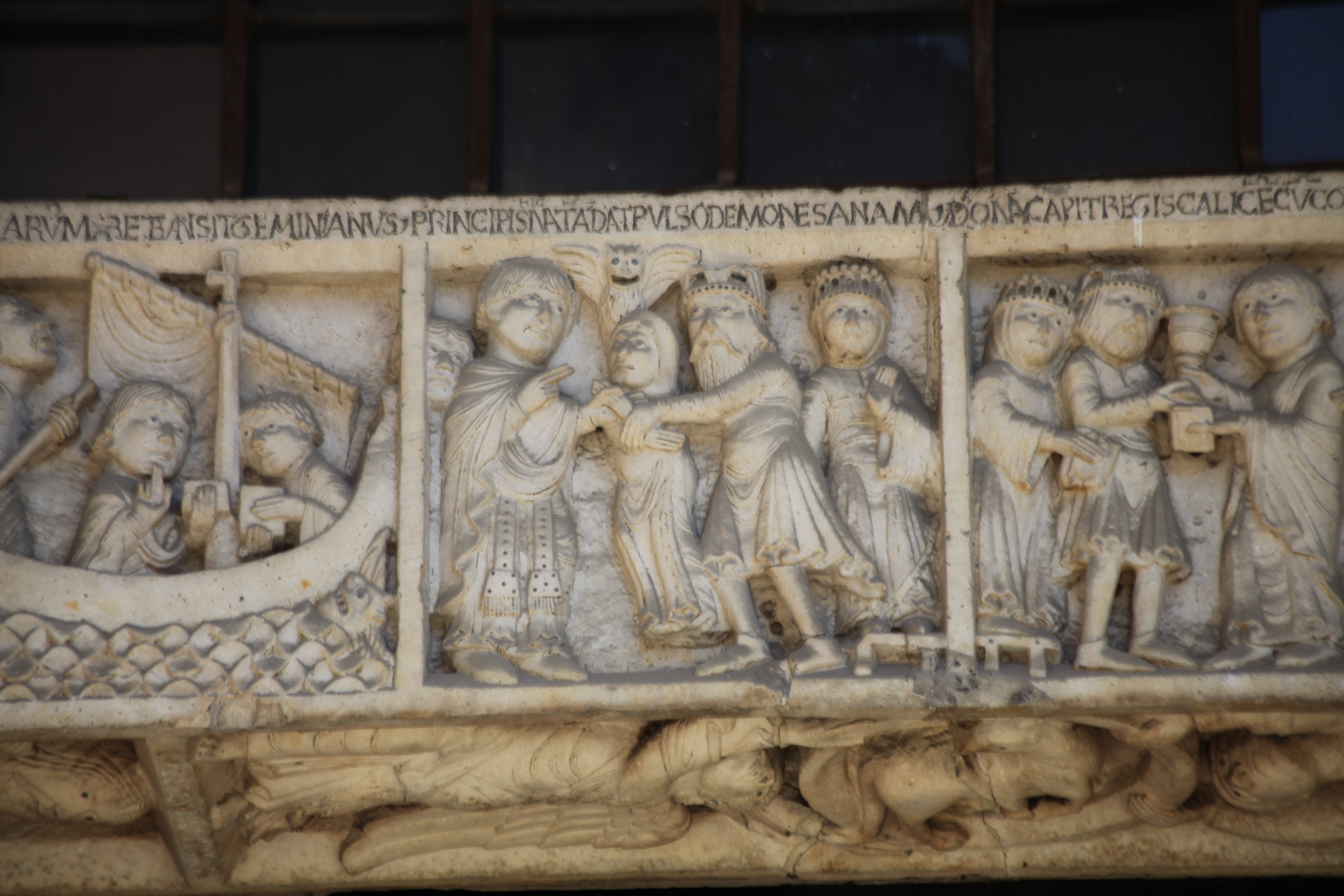
L'exorcisme et la guérison.
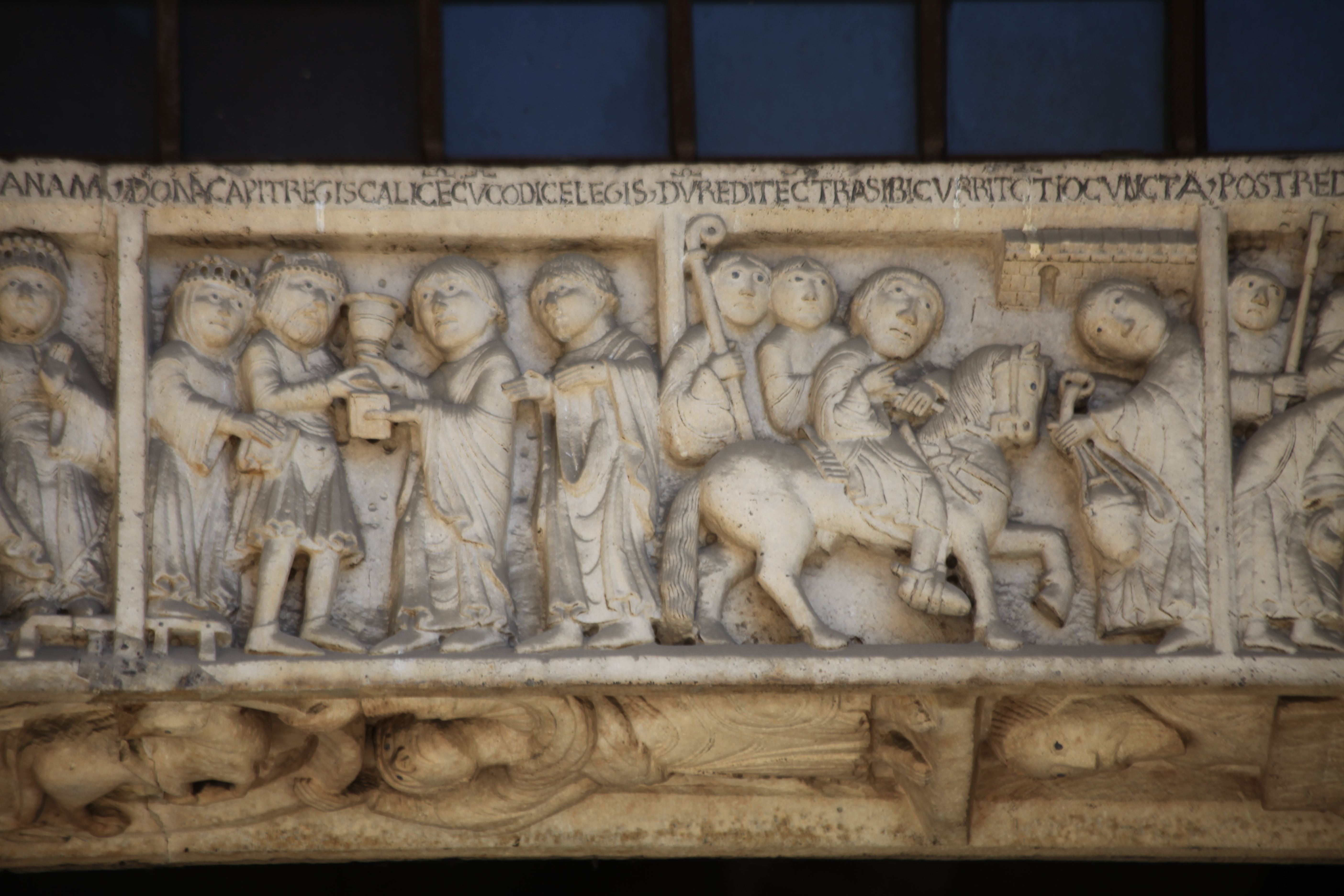
L'offrande des cadeaux, le retour.
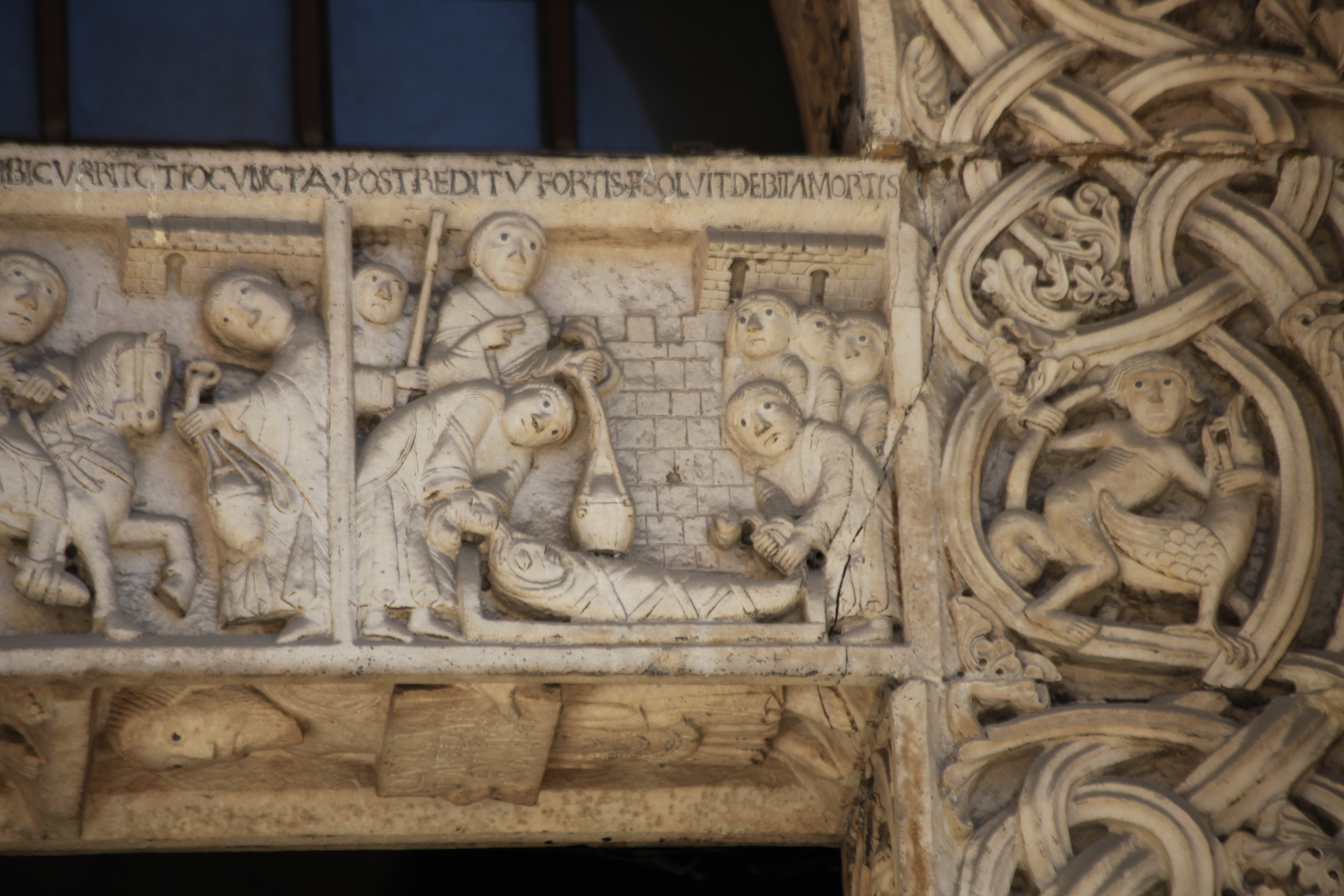
Les funérailles.

- Le départ. Saint Géminien, bénissant de la main droite, est représenté à cheval. Il est suivi de son assistant qui porte son bâton pastoral et un rouleau qui pourrait être la missive envoyée par l’empereur. Au-dessus de la scène se trouve gravé : Scandit equum letus dum tendit ad equora presul[24].
- La traversée. Le saint bénit les eaux avec la main droite et apaise la tempête déchaînée par le démon dont la tête est représentée sous la proue du navire. Il est gravé : Pastor preclarus mare transit Geminianus[25].
- L’exorcisme et la guérison de la fille de Jovien. L’empereur mène lui-même sa fille près du saint, laquelle ainsi que son père saisissent les mains du saint qui la bénit de sa main droite et chasse le démon qui est représenté au-dessus sous la forme d’un oiseau. Sur la gauche on entrevoit la tête de l’assistant, alors que sur la droite se trouve l’épouse de l’empereur, elle élève la main gauche en un geste de stupeur et de prière. Il est gravé : Principis hic natam dat pulso demone sanam[26].
- L’offrande des cadeaux. Il est dit que le saint reçut en remerciement un pallium (tenu en main par la dame), un manuscrit et un calice avec sa patène (tenus en main par l’empereur)[27]. L’inversion de place des deux couples indique que nous sommes dans la phase du retour. Il est gravé : Dona capit regis calicem cum codice legis[28].
- Le retour à Modène. Retournant au pays, le saint est accueilli par une multitude de gens. Il est représenté à cheval avec la main droite bénissante, alors que son assistant le suit avec le pastorale et un diacre porte un encensoir. Une ébauche de toit et de mur avec une fenêtre font allusion à la cathédrale. Il est gravé : Dum redit econtra sibi currit contio cunta[29].
- Les funérailles de saint Géminien. Le corps du saint, enveloppé dans le suaire et serré par des bandelettes, est descendu dans le sarcophage par deux clercs. Le personnage qui, à la lumière d’un cierge dans son dos, bénit de la main droite et tient l’encensoir de la gauche, a été identifié comme étant saint Sévère, archevêque de Ravenne qui, toujours selon la légende, était présent aux funérailles[30]. Une petite foule s’est réunie pour pleurer le mort. Sur le fond est représenté le mur crénelé de la ville, alors qu’au loin s’aperçoit la cathédrale. Il est gravé : Post reditum fortis persolvit debita mortis[31],[32].

Sur l’intrados de l’architrave, se trouve représenté en son centre, dans un médaillon soutenu par deux anges, l’Agneau symbole du Christ. À gauche et à droite de celui-ci, sont respectivement représentés saint Jean-Baptiste et saint Paul.

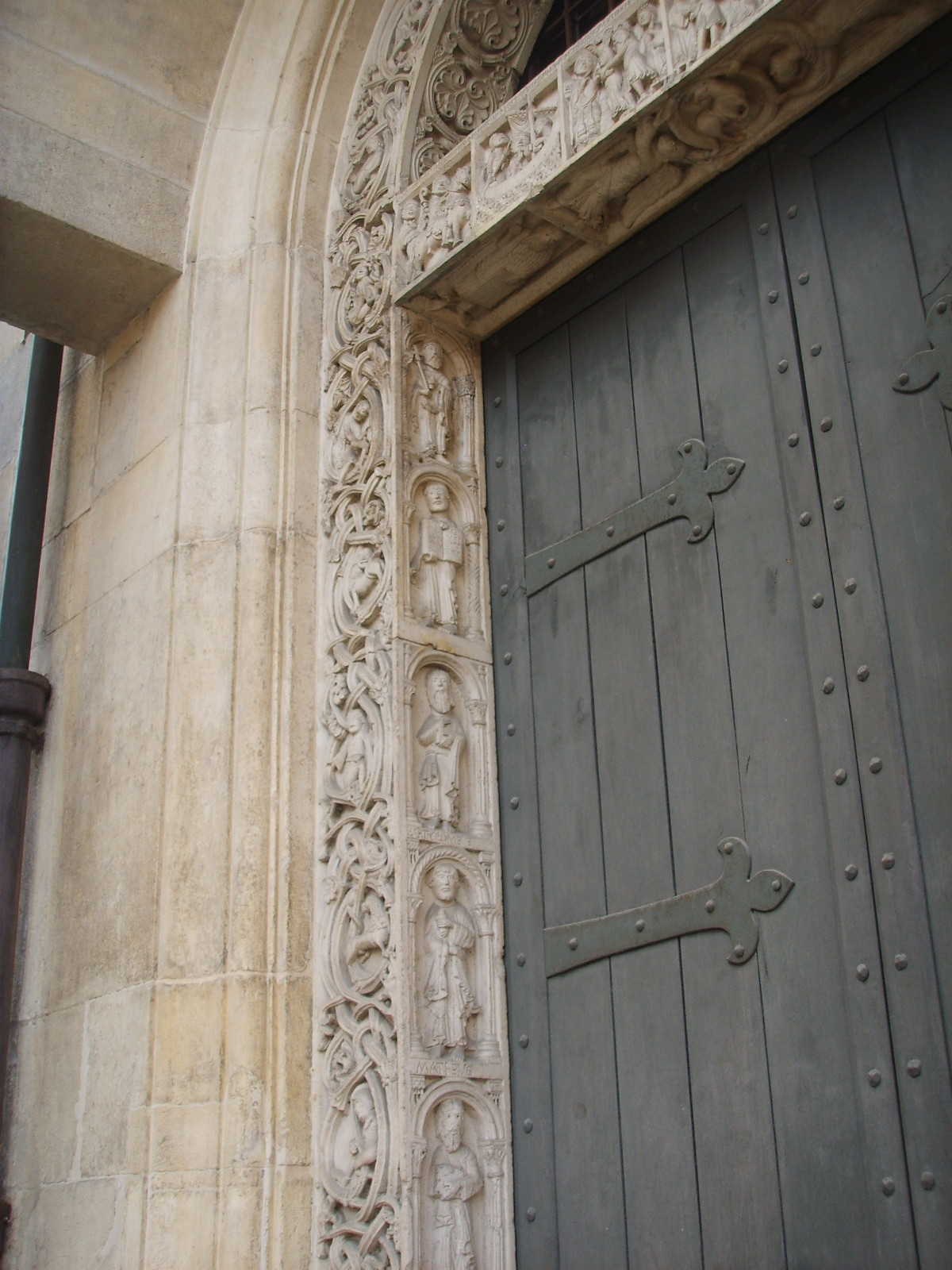
Les apôtres, chambranle gauche.

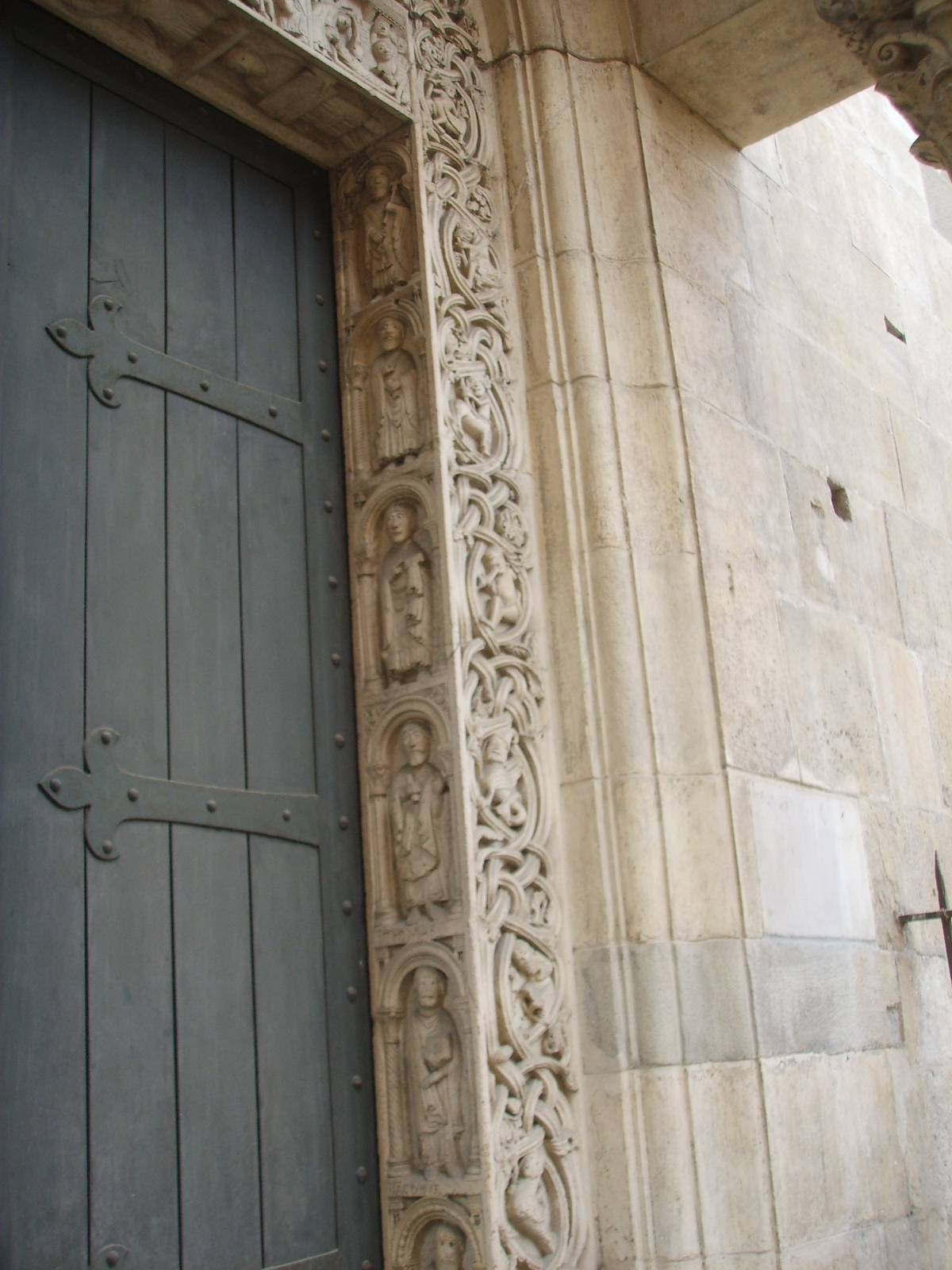
Les apôtres, chambranle droit.

###### Les apôtres
Sur les faces internes des chambranles sont représentés les apôtres ainsi que saint Géminien et un diacre. Les 12 apôtres sont placés, 6 de chaque côté, dans l’ordre donné par Matthieu dans son évangile, Matthias remplace Judas.
Sur le chambranle de gauche en partant du haut se trouvent :
- André (son nom n’est pas gravé),

- Jean (son nom n’est pas gravé),

- Barthélémy (avec son nom gravé, Bartholomeus),

- Matthieu (Matheus),

- Matthias (Mathias),

- Saint Géminien (son nom n’est pas gravé).

À droite, toujours en partant du haut :
- Pierre (son nom n’est pas gravé),

- Jacques (Iacobus),

- Philippe (Philippus),

- Thomas (Thomas),

- Jacques (Iacobus),

- Simon ([S]ymon),

- Un diacre.

##### La porte de la Poissonnerie (Porta della Pescheria)

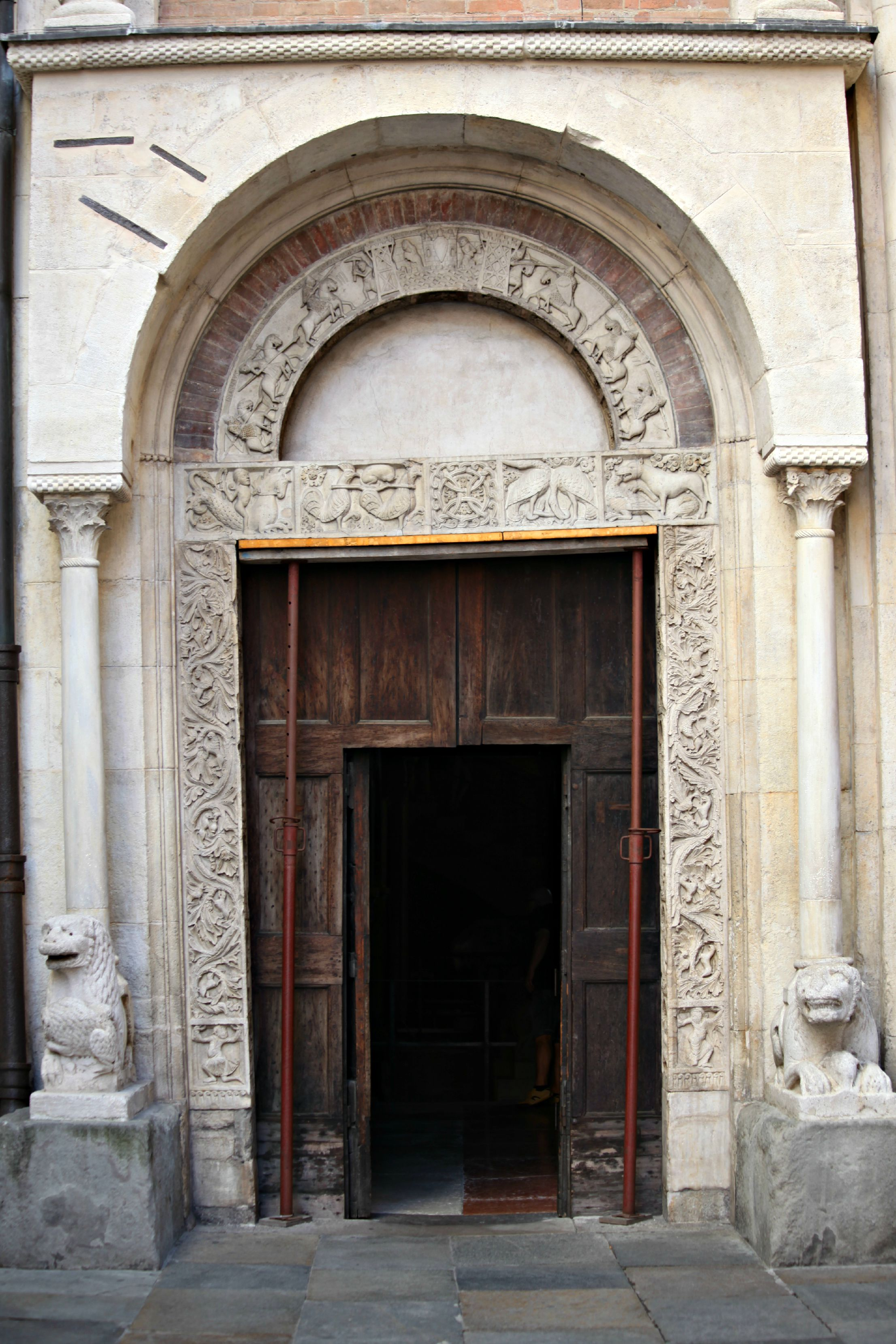
La porte de la Poissonnerie.

C’est la seule porte qui se trouve sur le côté septentrional de la cathédrale. Son schéma est commun à celui du portail principal de la façade et de la porte des Princes, avec un porche à deux niveaux, la présence d’un rinceau peuplé et l’absence de tympan.
On pense qu’elle fut réalisée autour de 1120 – 1130 mais son emplacement actuel n’est plus celui d’origine, il devait être plus proche de la zone absidiale.
Son nom vient du fait qu’elle faisait face à une poissonnerie.
Selon Salvini, la riche variété de l’iconographie de cette porte est l’œuvre d’un seul et même sculpteur, que faute de pouvoir mieux identifier il nomme le Maître d’Arthur (Maestro d’Artù) et dont l’influence bourguignonne est évidente.

###### Le rinceau peuplé
Comme sur les portes déjà rencontrées, il se déploie sur les faces externes des chambranles. À la base de ces chambranles le rinceau s’appuie sur deux Télamons représentant à gauche un paysan et à droite un personnage de haut rang. Les deux ploient sous la charge, une inscription proche de chacun d’eux confirme l’effort qu’ils doivent fournir pour la supporter.
La particularité de ce rinceau par rapport aux deux précédents tient, outre son style plus délicat et subtil, au fait qu’en complément aux personnages, monstres et animaux fabuleux déjà rencontrés, se trouvent présentes des scènes tirées de fables animalières médiévales ou provenant de l’antiquité. On trouve par exemple sur le chambranle de gauche : le renard et l’aigle, et un peu plus haut : le renard et la cigogne. Sur celui de droite : le renard confesseur et le coq et aussi : le renard et le Milan confesseur, toujours en remontant : le renard simulant d’être mort.

###### L'architrave

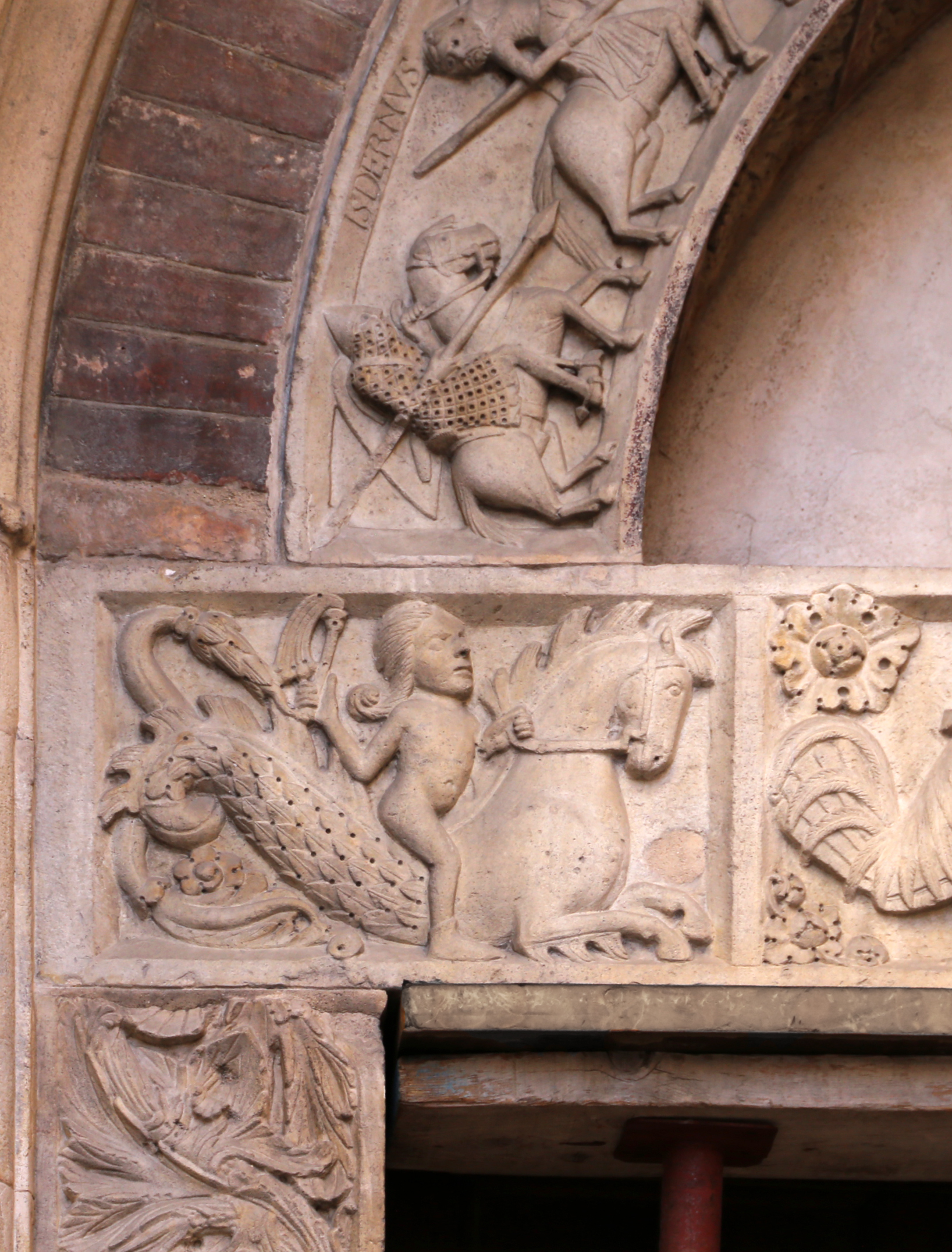
La néréide.
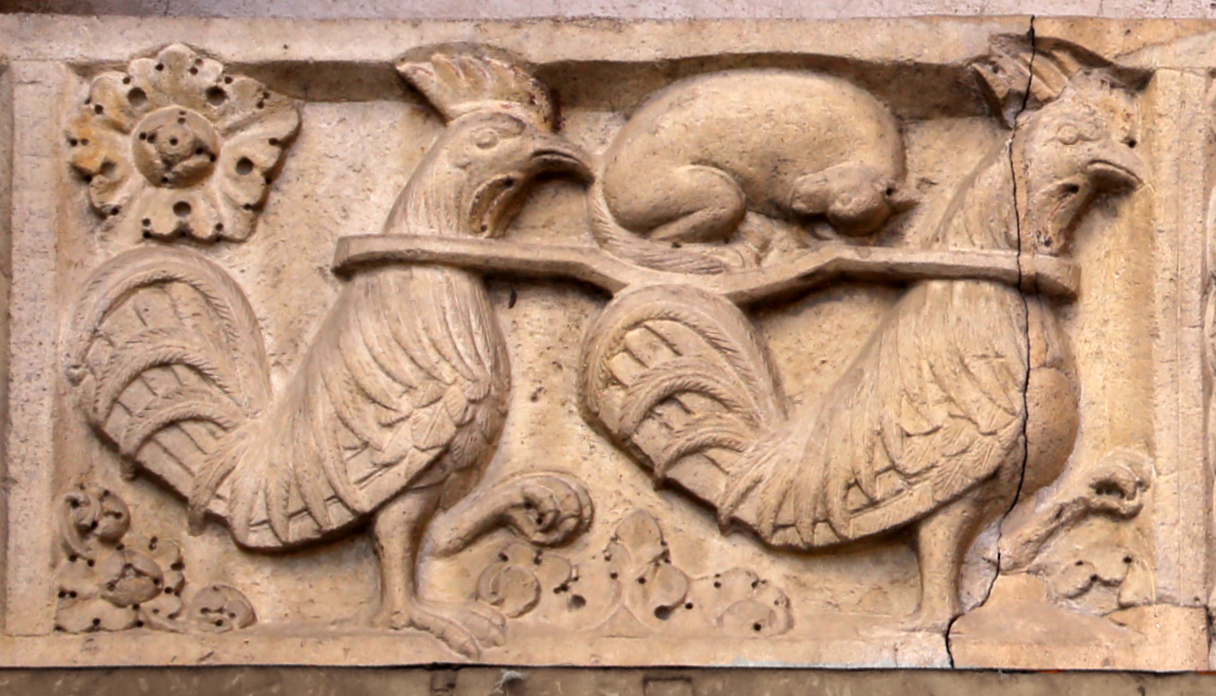
Les funérailles de renard.
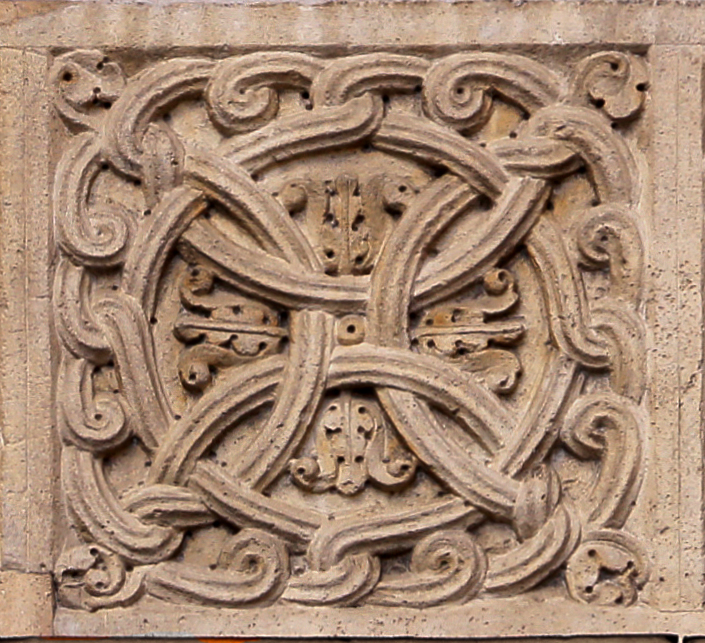
Symbole christique.
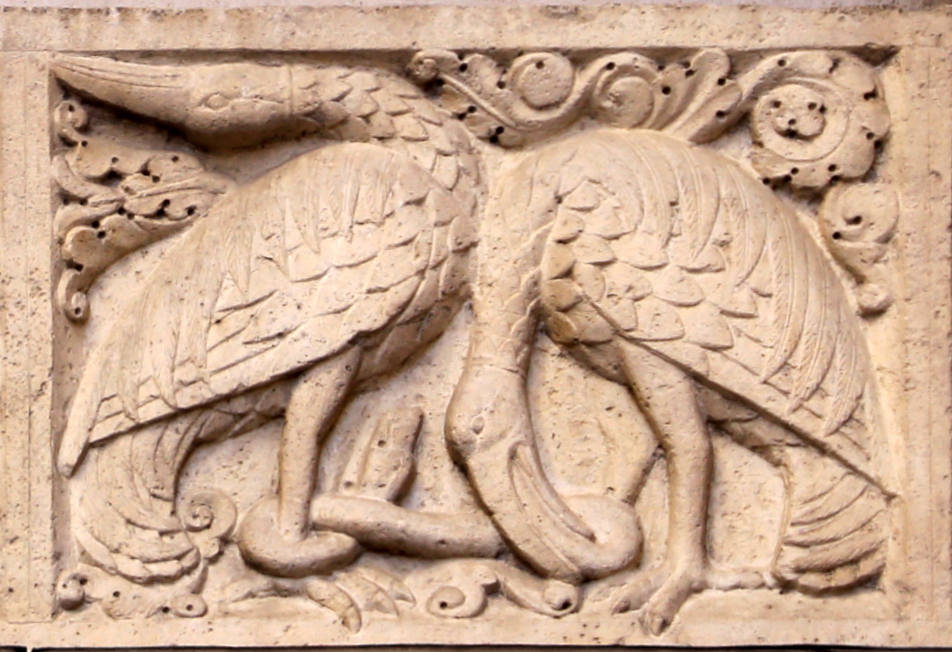
Les deux ibis.
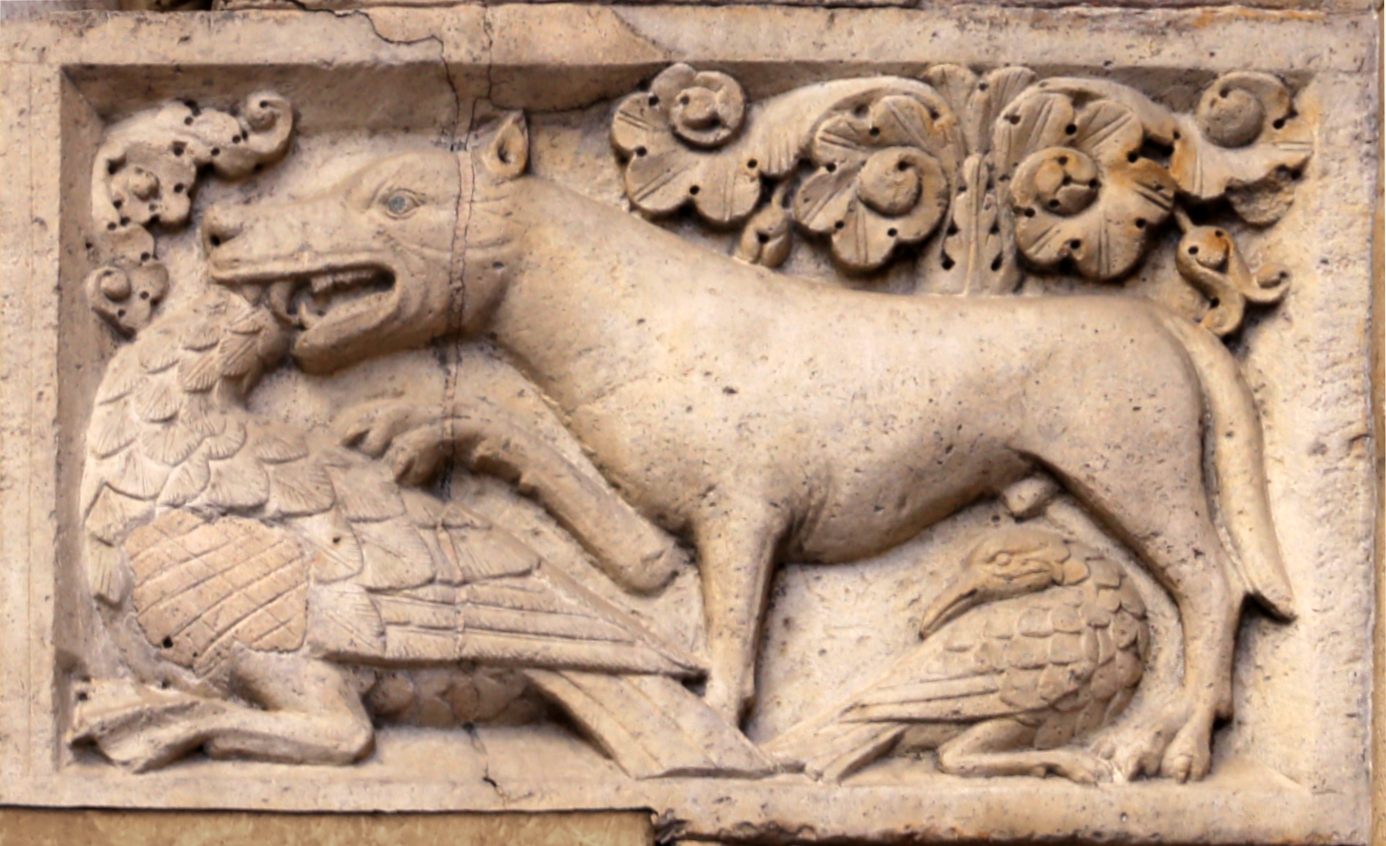
Le loup et la grue.

Si le rinceau végétal s’achève aux sommets des chambranles, c’est peut-être parce que l’architrave actuelle n’est pas celle d’origine. Toutefois, la cohérence de l’ensemble se trouve conservée par les motifs qui la décorent ; de gauche à droite sont placés :
- Une néréide chevauchant un cheval marin,
- Les funérailles du renard, une fable dérivée du Roman de renard.
- Au centre, un motif à enchevêtrement qui selon Monica Chiellini Nari est un symbole christique.
-  Deux ibis reliés par un serpent.
- Le loup et la grue, une fable de Phèdre.

###### Le cycle des mois

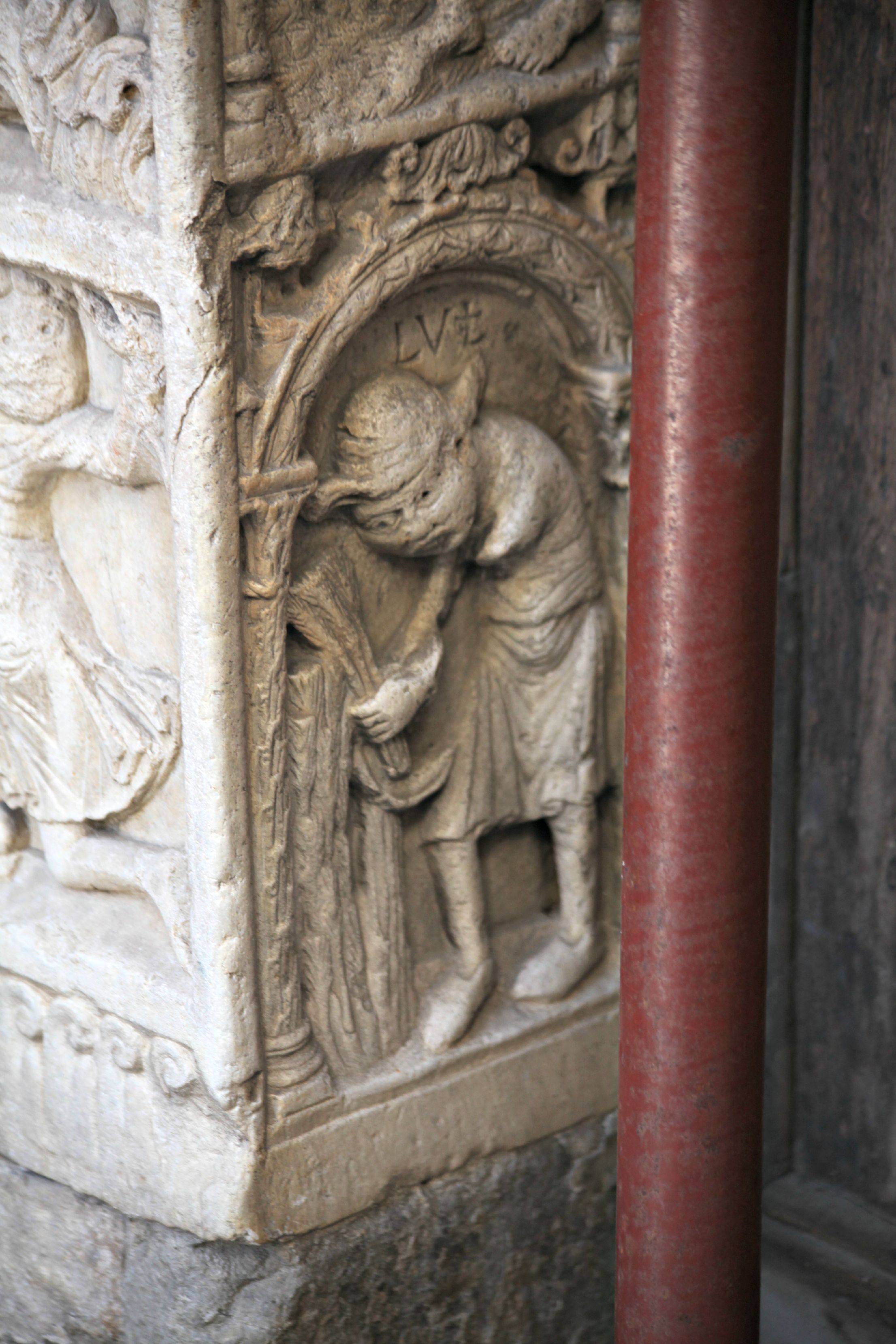
Juillet.
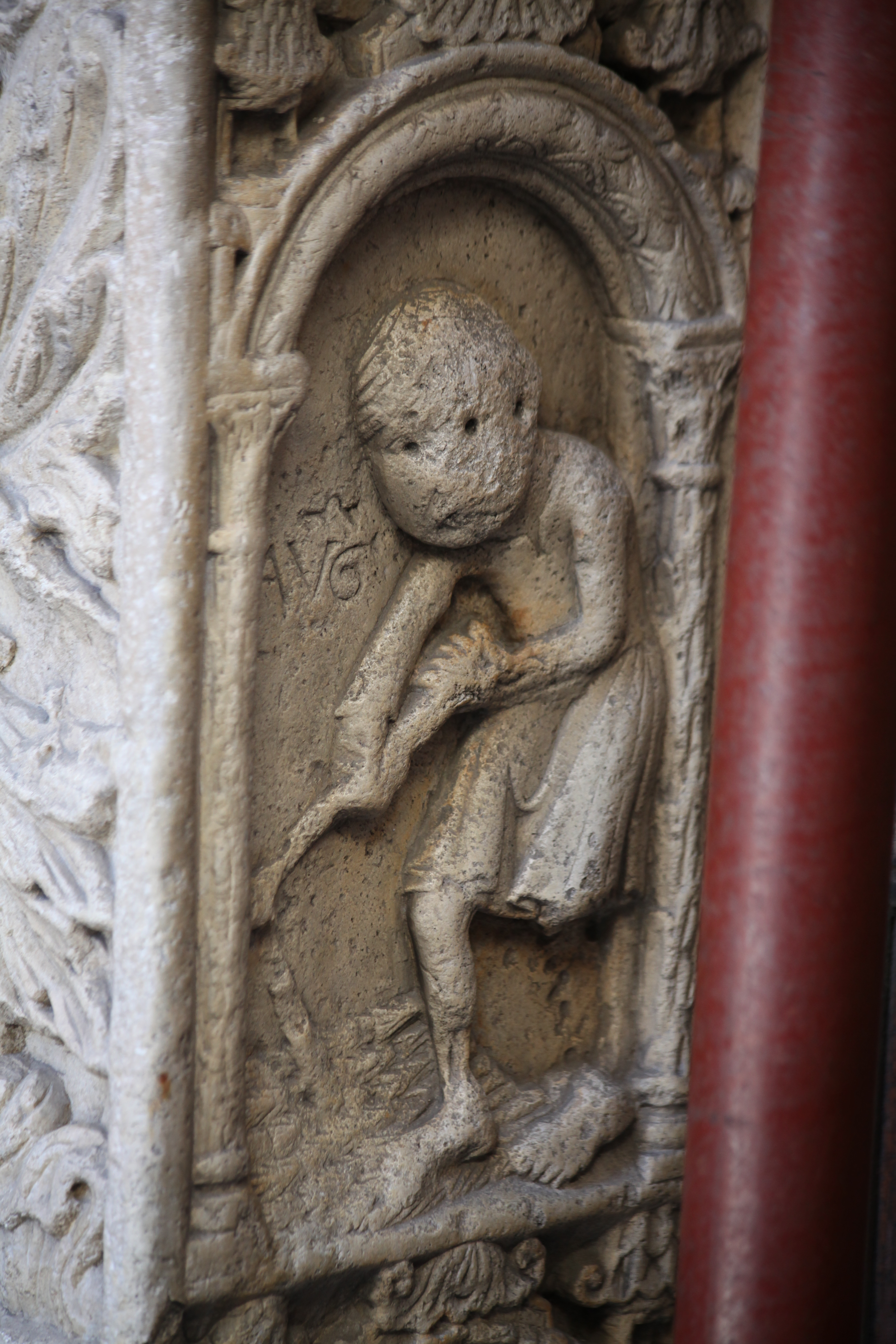
Août.
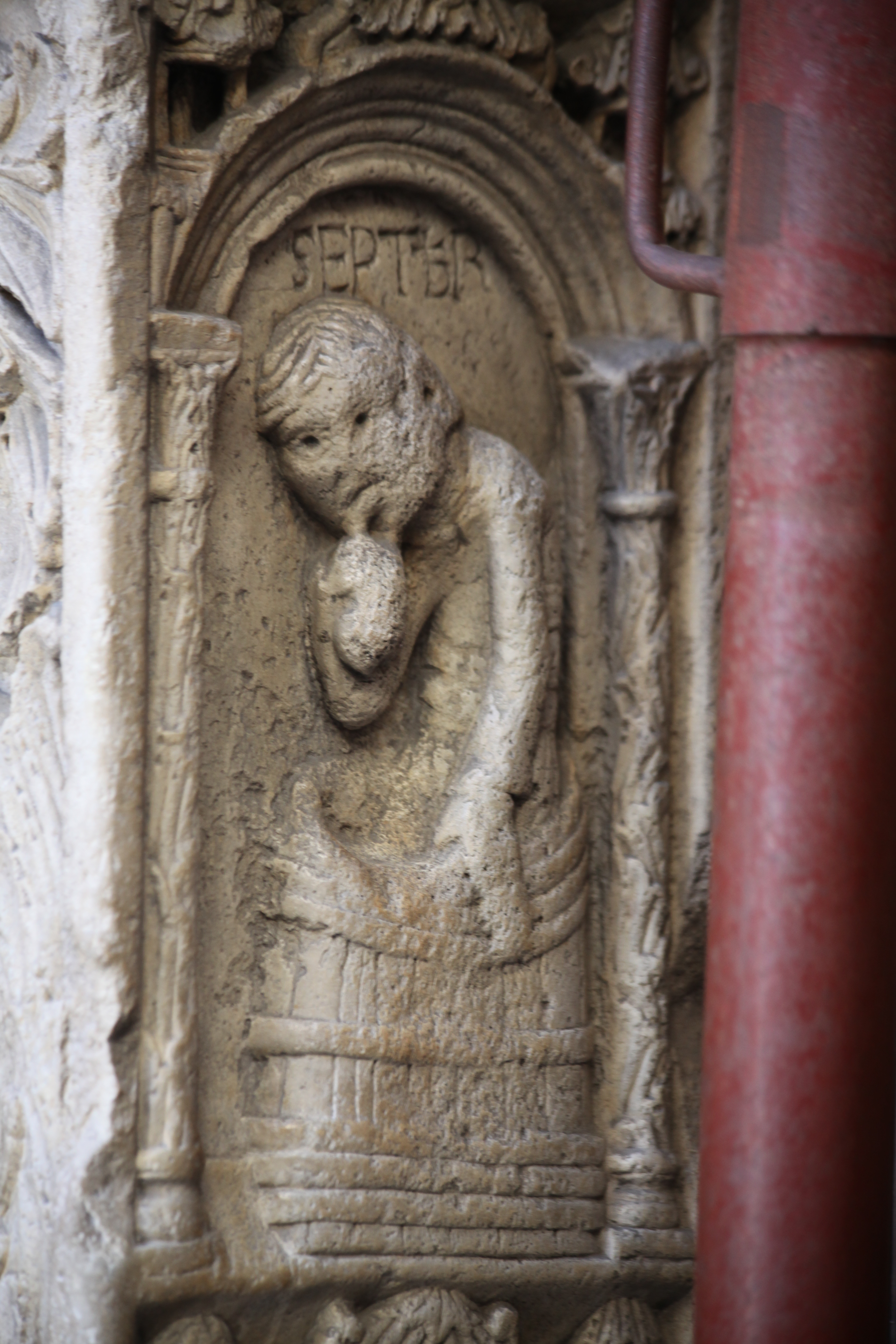
Septembre.
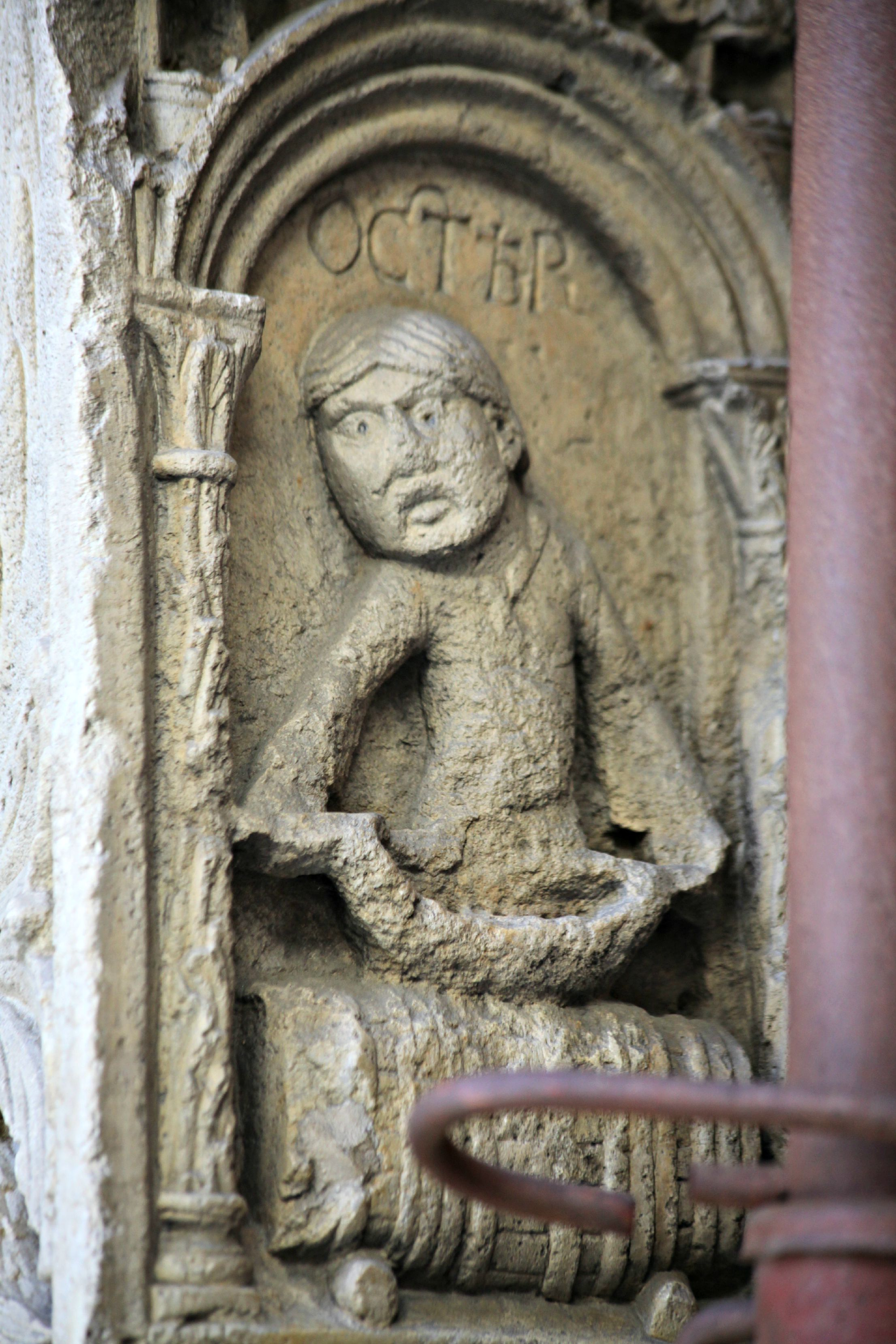
Octobre.
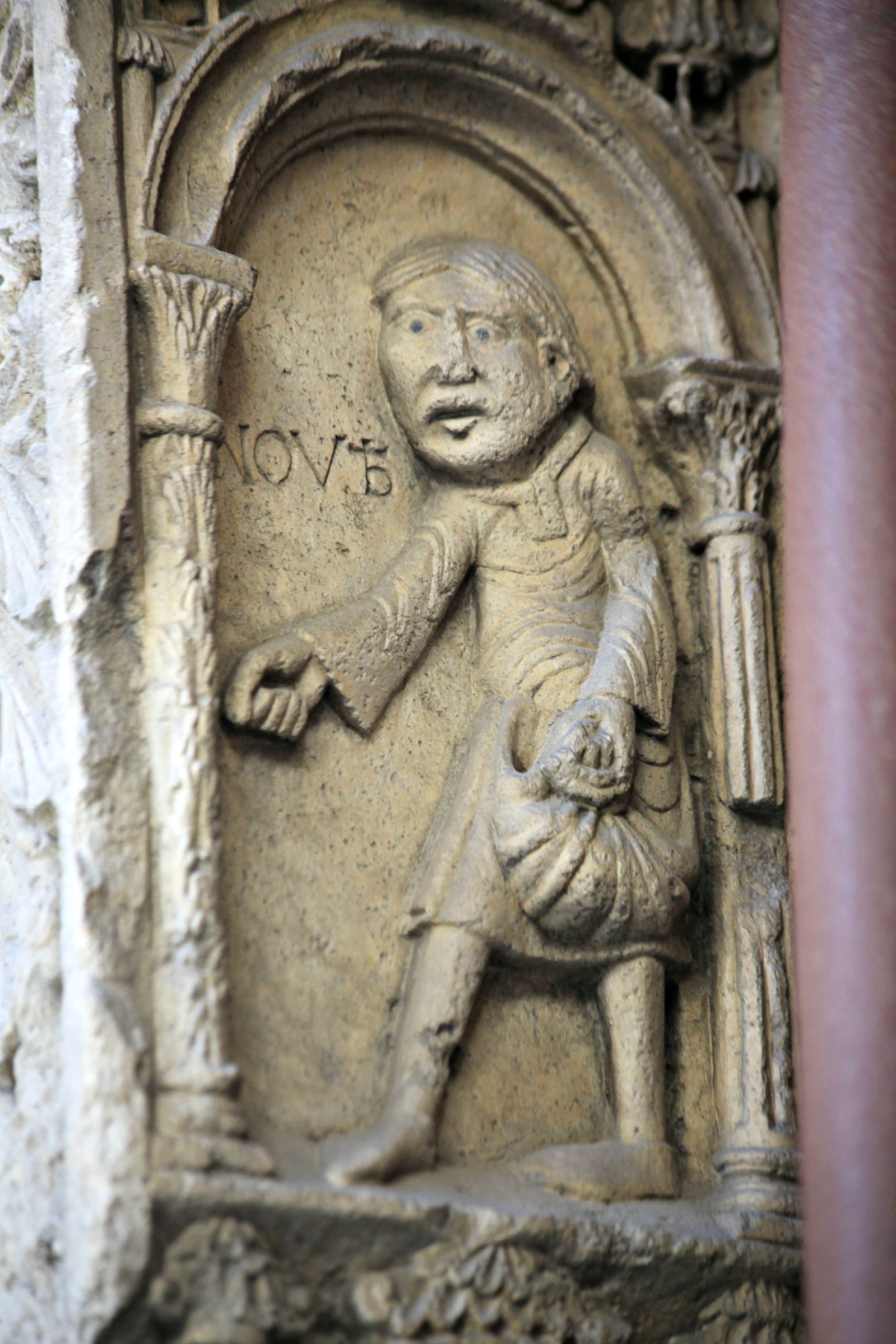
Novembre.
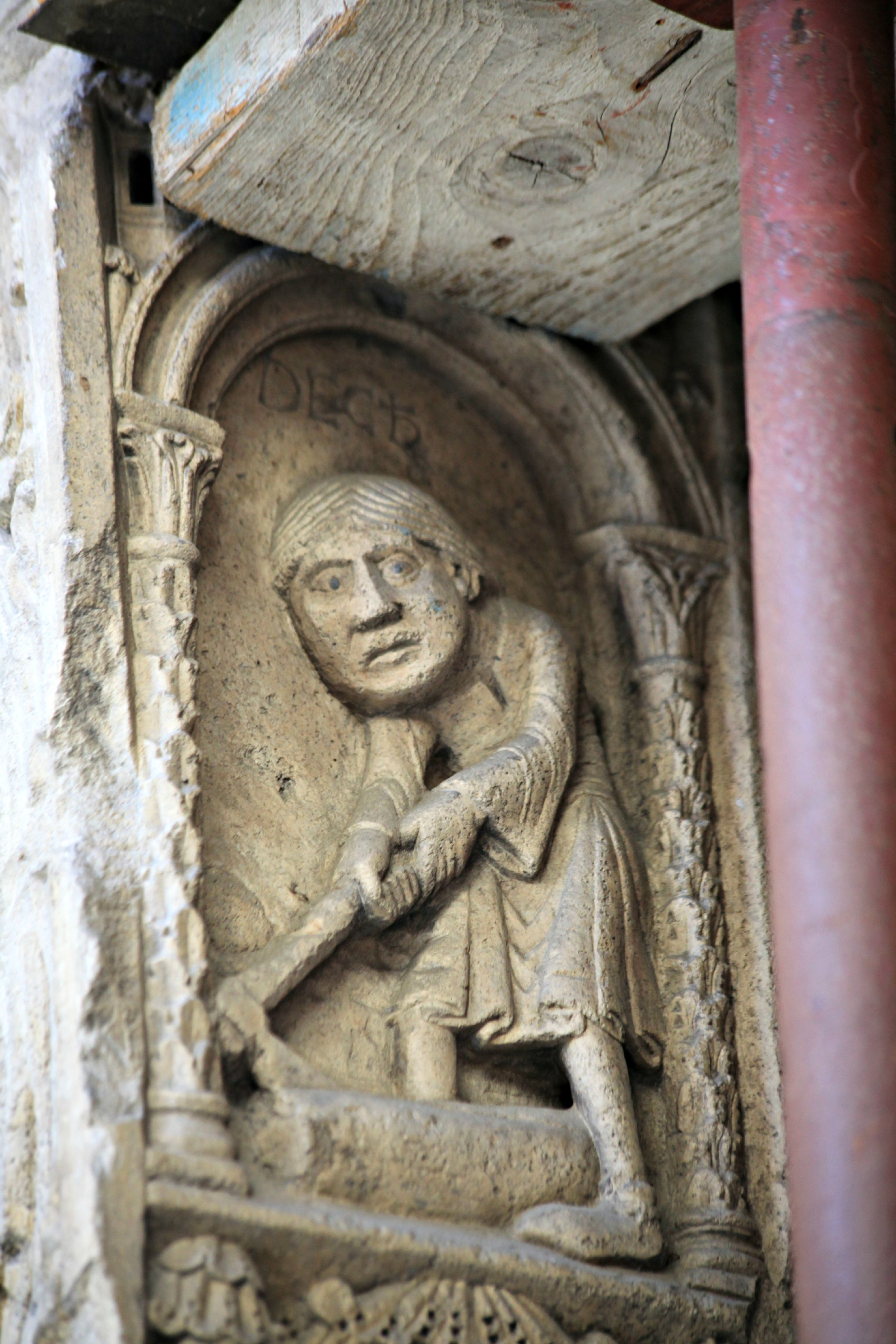
Décembre.

Nous n’avons pas totalement épuisé la décoration des chambranles : sur leurs faces internes se développe le cycle des mois illustrés par les travaux qui s’y réfèrent :
- Le mois de janvier, avec l’inscription IAN(uarius), se trouve en bas du chambranle de droite. Le personnage, habillé chaudement, est assis sur un tabouret, il répare, entretient, ses outils pour les mois à venir.

- En remontant le long du chambranle se trouve février, FEB(ruarius), assis dans un siège confortable, vêtu d’un chaud manteau de poils, tente de se réchauffer aux flammes de la cheminée.

- Mars, MAR(cius), a ôté son manteau, avec une serpette, il taille la vigne qui reprend vie.

- Avril, APR(i)L(is), est un jeune homme dont les riches vêtements sont légers, il ne s’agit plus d’un paysan mais d’un noble. Dans ses mains il tient des fleurs.

- Mai, MAI(us), comme pour avril, il s’agit d’un jeune noble, il tient un cheval par la bride.

- Juin, IUN(ius), est à nouveau représenté par un paysan qui, muni d’un chapeau à large bord pour se protéger du soleil, fauche un pré.

- Juillet, LUL(ius), qui se trouve en bas du chambranle de gauche, est représenté par le même personnage que celui de juin, il est en train de moissonner avec une faucille.

- Août, AUG(ustus), bat le grain muni d’un fléau.

- Septembre, SEPT(em)B(e)R, dans une cuve cerclée foule le raisin, sa main droite tient une grappe qu’il mange.

- Octobre, OCT(o)B(e)R, remplit ses tonneaux.

- Novembre, NOV(em)B(er), sème son champ à la volée.

- Décembre, DEC(em)B(er), fend son bois pour l’hiver[38].

###### La légende arthurienne
Sur l’archivolte est représentée une scène chevaleresque que l’on ne s’attendrait pas à trouver sur la porte d’un lieu de culte.
Au centre de la composition se dresse un château entouré d’eau, à l’intérieur duquel se trouvent une femme éplorée et un homme qui semble s’agripper à la structure d’une tour en bois, ou plus probablement qui est en train de manœuvrer le pont-levis. Le château est attaqué à ses deux portes à la fois, par des chevaliers. Sur la droite ils sont au nombre de trois, mais un seul est engagé en une confrontation avec un défenseur à cheval sortant du château. Le défenseur semble déjà en mauvaise posture puisque la lance de son adversaire a traversé son écu et peut-être même son armure. D’ailleurs, les deux compagnons de l’attaquant ne semblent avoir aucun doute sur l’issue du combat : ils ont sereinement posé leur lance sur l’épaule et s’apprêtent sans nul doute à pénétrer prochainement dans le château.
Curieusement, ce n’est pas ce danger, pourtant éminent, qui retient l’attention des personnages du château, en effet, leurs regards se portent sur le côté gauche, où intervient un autre groupe de trois assaillants. Le seul défenseur de cette porte est un homme à pieds bien démuni, sans armure, ni heaume, ni bouclier, ayant pour seule arme une sorte de pic bien dérisoire face au premier chevalier qui se présente avec sa lance redoutable et sa protection efficace. Tout laisse à croire dans cette représentation qu’elle traduit un effet de surprise et comme nous le verrons, c’est de plus dans ce groupe que se trouve le personnage principal. Le cavalier qui survient immédiatement après, se différencie de tous les autres en cela qu’il est le seul à ne posséder ni cotte de mailles, ni heaume, il ne possède comme protection qu’un écu et tient sa lance négligemment baissée, certainement pas dans une position de combat, d’autant qu’il s’est retourné sur sa monture, le regard tourné vers le chevalier qui le suit. Ce dernier aussi est étrange, car si sa lance est également baissée il semble la tenir fermement, à tel point que son attitude a été jugée agressive par certains spécialistes.

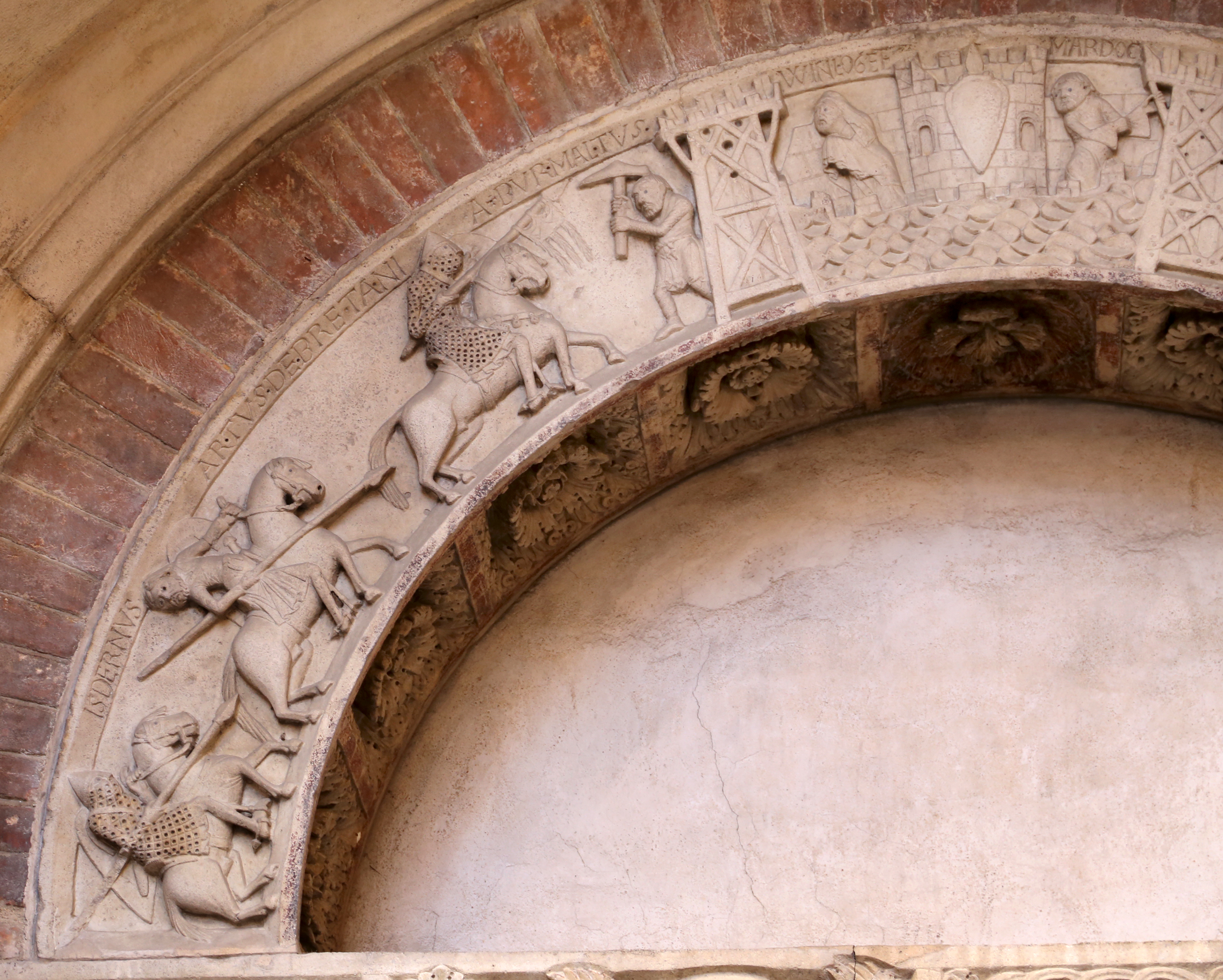
Arthur et ses chevaliers.
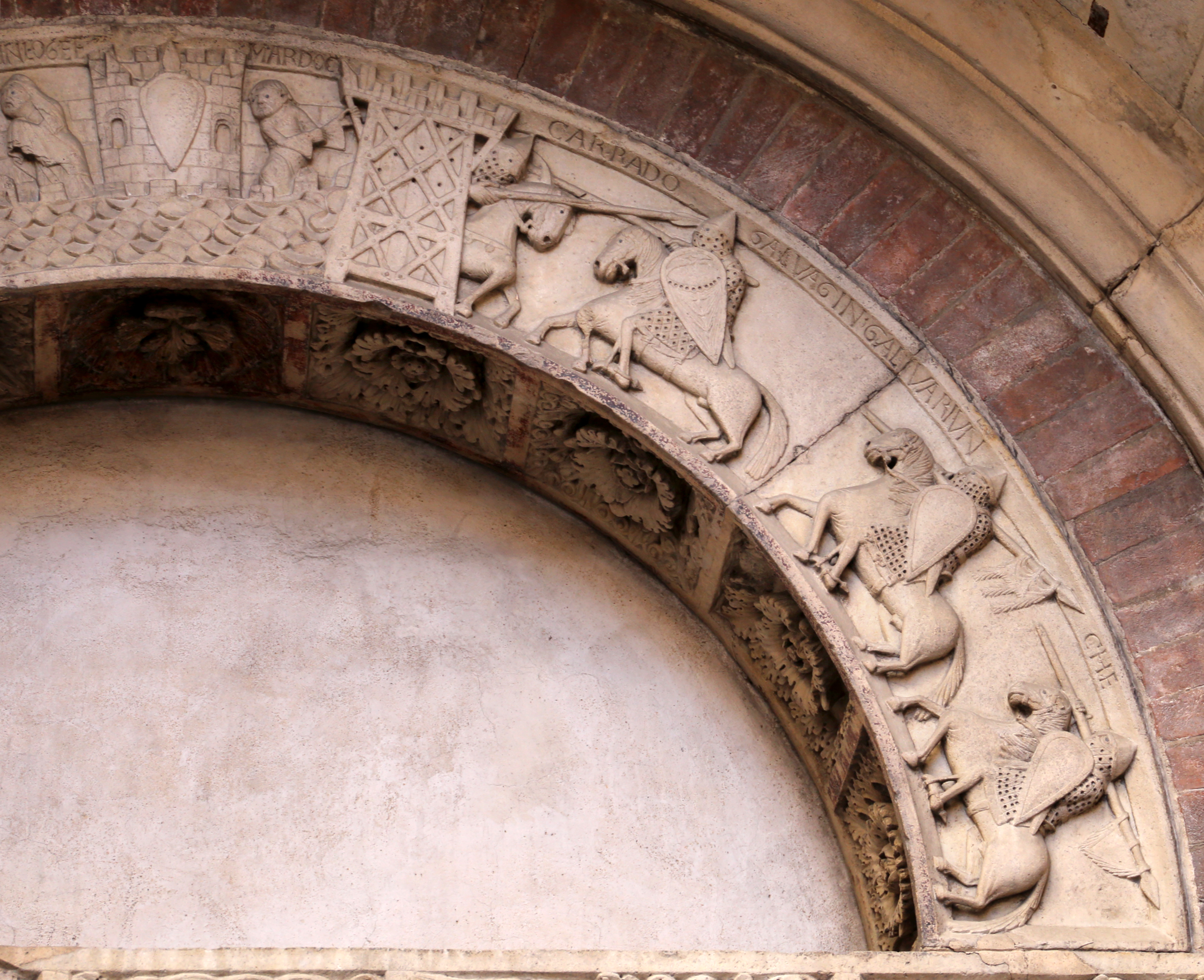
sur l'archivolte.

Sur un bandeau au-dessus des personnages, sauf un, sont gravés leurs noms. En partant de la gauche on lit :
Isdernus, Artus de Bretania, Burmaltus, Winlogee, Mardoc, Carrado, Galvaginus, Galvarium, Che.
Il s’agit donc, même si certains noms semblent altérés, d’Arthur et de quelques-uns de ses valeureux chevaliers.
Comme il manque un nom et que le positionnement des gravures ne permet pas de les attribuer avec certitude à un personnage précis, les spécialistes sont en désaccord pour désigner Arthur dans le groupe de gauche. Certains pensent qu’il s’agit du premier chevalier qui charge le défenseur à pieds, d’autres optent pour le personnage sans armure. Quoi qu’il en soit, tous sont unanimes pour reconnaître une scène où Arthur vient délivrer la reine Guenièvre son épouse, tenue prisonnière par Mardoc en son château.
La datation de cette fresque fait l’objet d’une controverse non résolue à ce jour. La date de sa réalisation ne peut être que postérieure à la source dont elle est issue, mais la première fixation écrite de la légende arthurienne : l’Historia Regum Britanniæ (1135-1140) de Geoffroy de Monmouth, ne constitue pas un repère assuré car la source de la fresque a très bien pu être orale et antérieure. Ainsi, Jacques Stiennon, en se basant sur son étude paléographique, Roberto Salvini, sur son analyse du style de la porte en sa globalité, fixent entre 1120 et 1140 la réalisation de l’archivolte. Cela va à l’encontre de la conviction d’autres spécialistes qui placent ce travail entre 1099 et 1106,, c’est-à-dire au tout début de la construction de la cathédrale, hypothèse très contestée.

##### La porte Regia (Porta regia)

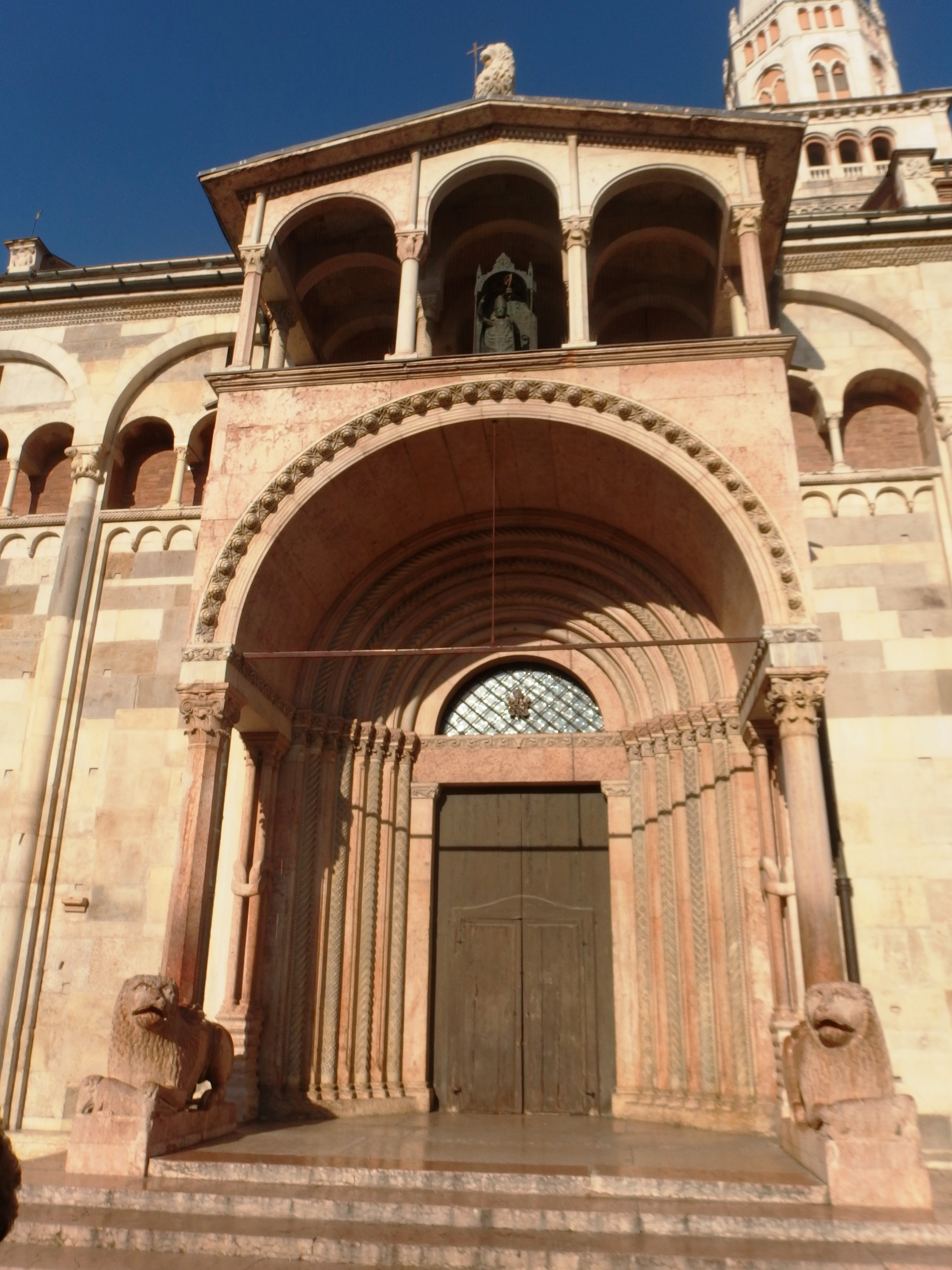
La porte Regia.

Elle se trouve sur le côté méridional de la cathédrale, à droite de la porte des Princes.
Elle fut ouverte par les campionesi. Un document daté de 1231, conservé aux archives capitulaires de Modène précise que cette nouvelle porte est achevée depuis peu.
Cette magnifique porte, toute en marbre rose et blanc, est munie d’un grand porche surmonté d’une loggia soutenue par deux séries de quatre colonnes et dans laquelle est placée depuis 1376, une statue en bronze de saint Géminien.

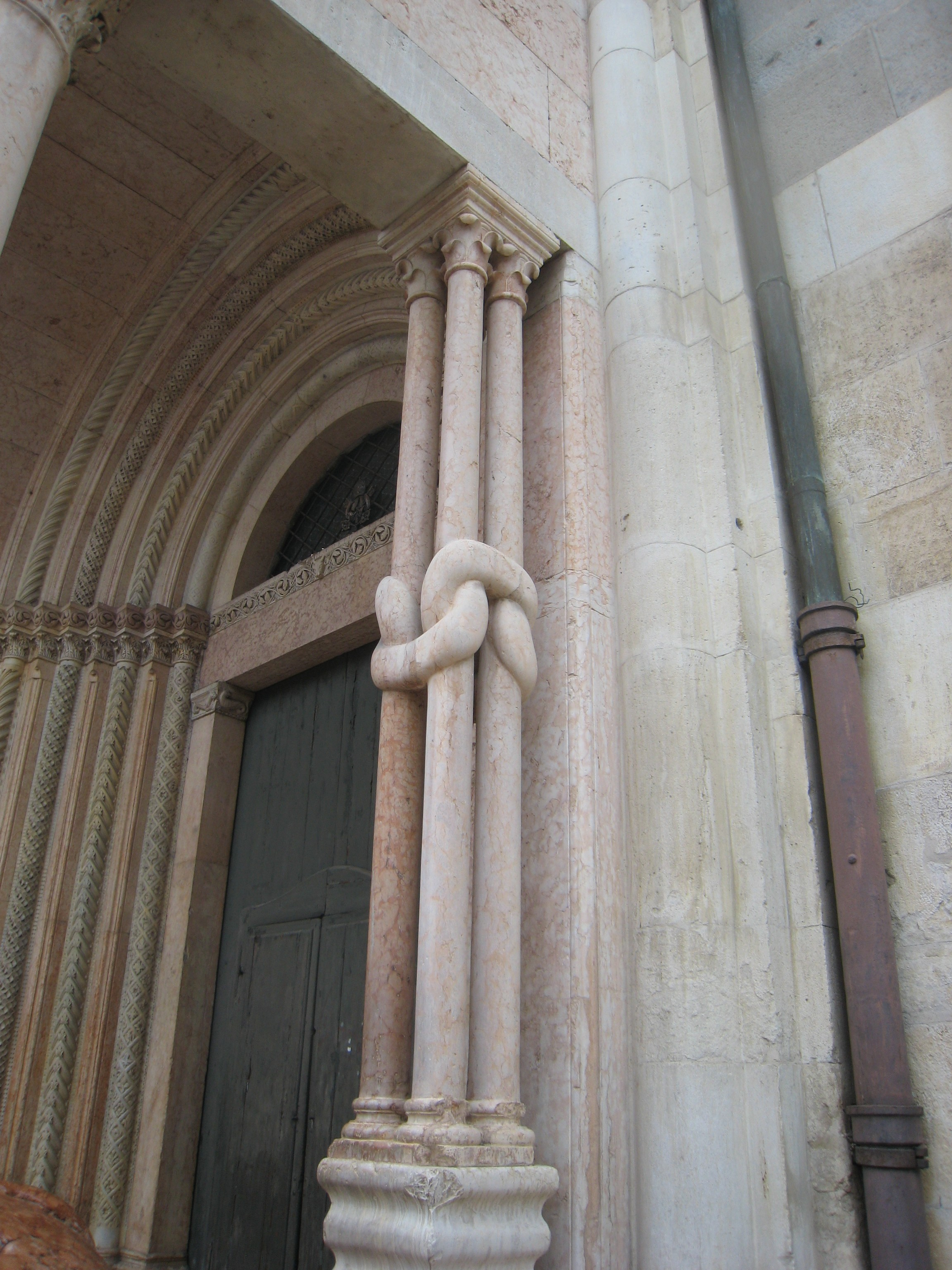
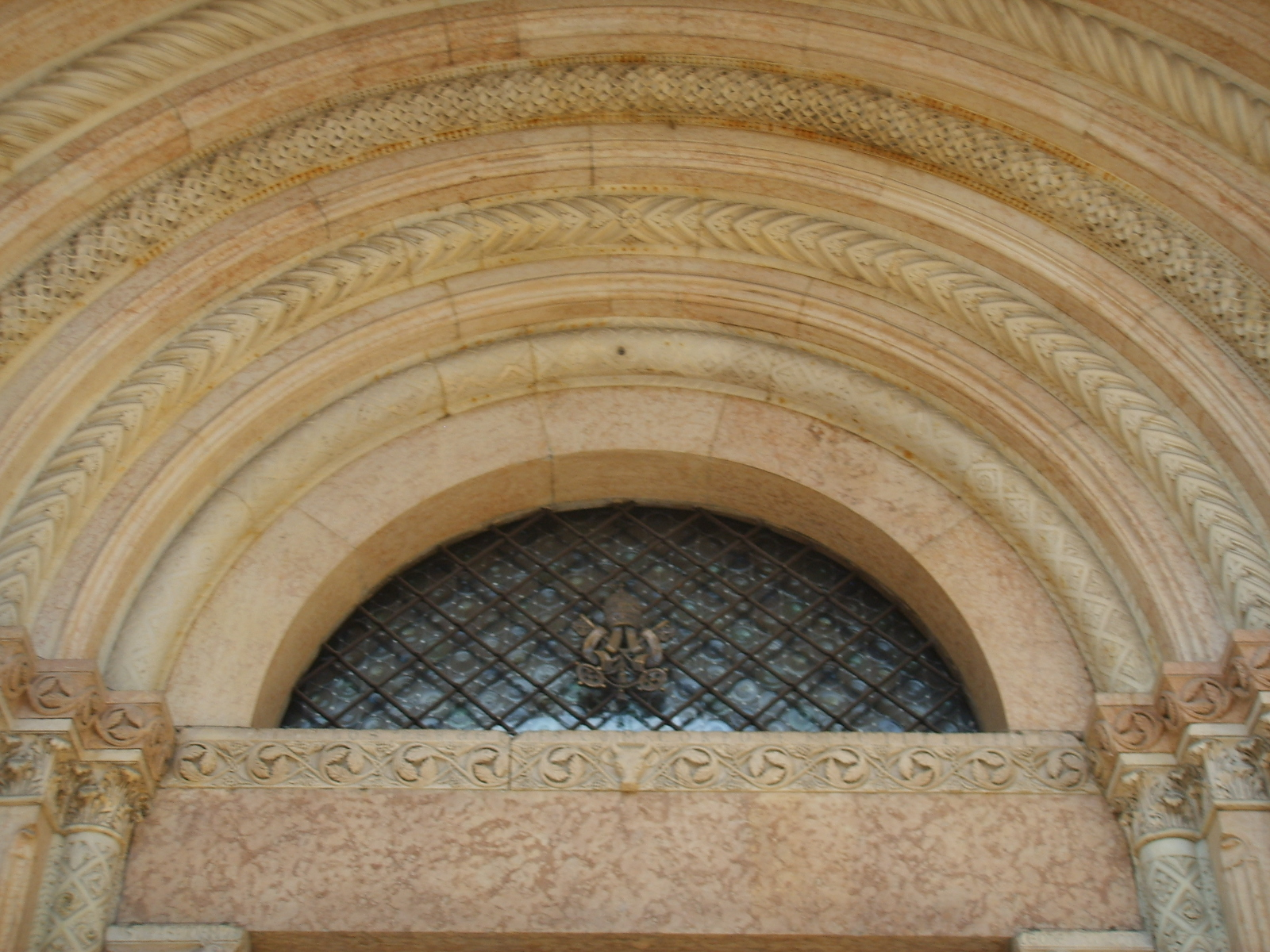

La voûte en berceau du porche repose sur des colonnes, les deux colonnes les plus extérieures sont elles-mêmes supportées par des lions stylophores tenant leur proie entre les pattes antérieures. Les colonnes intérieures sont disposées en deux groupes de quatre, réunies en leur milieu par un nœud ophidien.
Au-dessus des chambranles, se trouvent deux chapiteaux. Sur celui de gauche sont sculptés un aspic et un basilic et gravé le début de la phrase : SUPER ASPIDEM ET BASILICUM AMBULABIS. Sur celui de droite, un lion et un dragon, ainsi que la suite de la phrase : ET CONCULCABIS LEONEM ET DRACONEM, ce qui signifie : « tu marcheras sur la vipère et le scorpion, tu écraseras le lion et le dragon ».
Sur l’architrave se trouve sculptée une tête de taureau et une inscription : HINC VOS PERGENTES CUM CORPORE FLECTILE MENTES, qui signifie : « vous qui passez par ici avec votre corps, inclinez votre esprit ».

#### Façade du pseudo transept

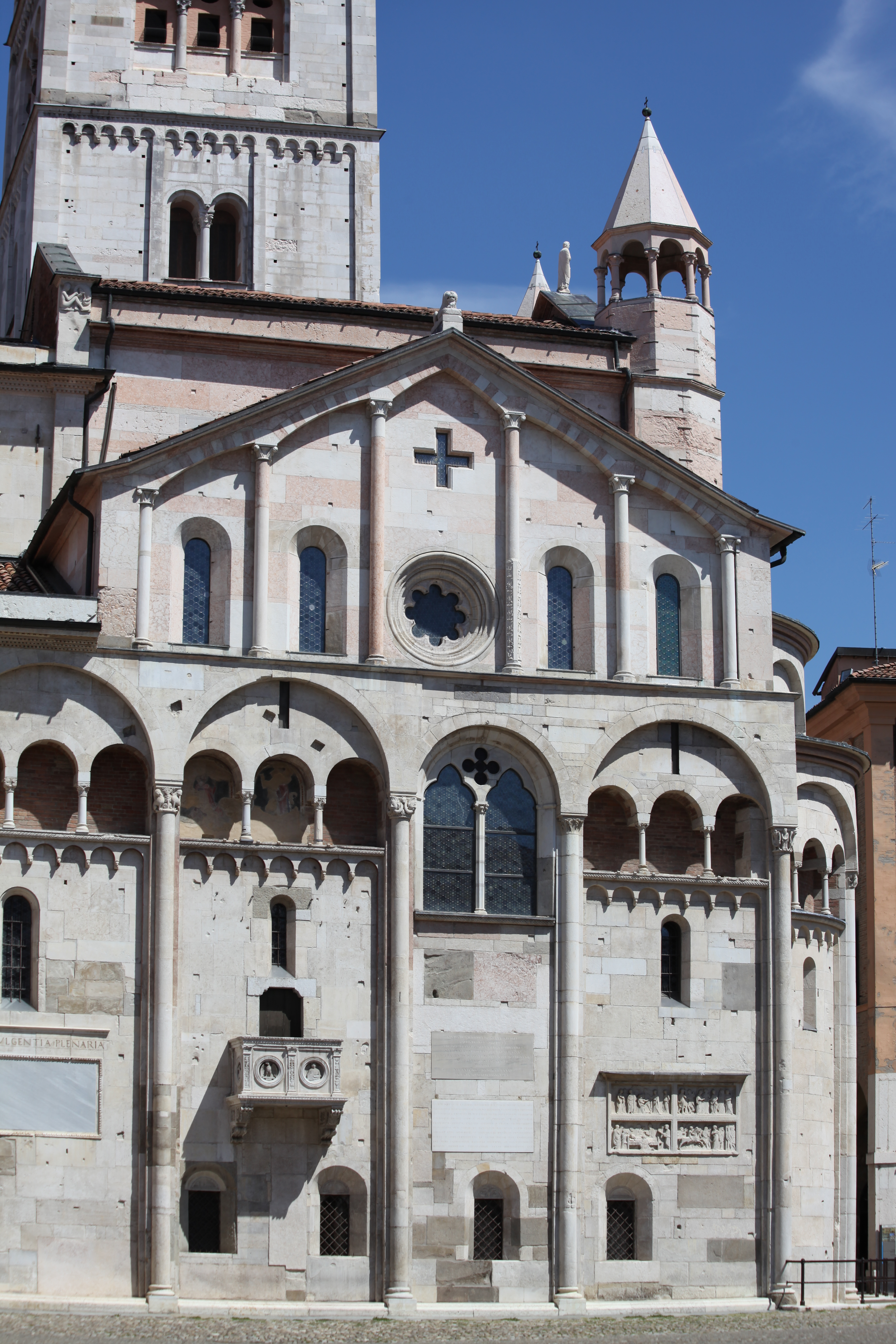
Façade du pseudo transept

Toujours sur le côté méridional de la cathédrale, se trouve entre la porte Regia et les absides, une façade correspondant à un faux transept sur laquelle sont placés :
- Une chaire réalisée en 1500-01 par Jacopo et Paolo da Ferrara, elle porte des symboles des évangélistes.
- Un bas relief d’Agostino di Duccio, représentant des épisodes de la vie de saint Géminien.

#### Les métopes
Cette dénomination, encore utilisée de nos jours, est fautive car les sculptures dont il s’agit n’ont jamais fait partie d’une frise ni d’une séquence alternative de triglyphes.
Ces sculptures placées sur les saillants des contreforts de la nef centrale à la hauteur de la toiture sont des copies. Les originaux furent mis à l’abri au musée lapidaire en 1950.
Faute de donnée certaine, rien ne prouve qu’elles étaient placées à cet endroit à l’origine.
Quoi qu’il en soit, elles font partie par leur finesse d’exécution des chefs-d’œuvre de la cathédrale. On fixe leur réalisation autour de 1130-1135 et leur auteur ne nous est pas connu, pour l’identifier on le nomme Maître des Métopes (Maestro delle Metope). Plusieurs spécialistes ont relevé des points communs avec la culture bourguignonne,.
Les sculptures sont disposées en deux groupes de quatre. Côté septentrional en partant de la gauche :

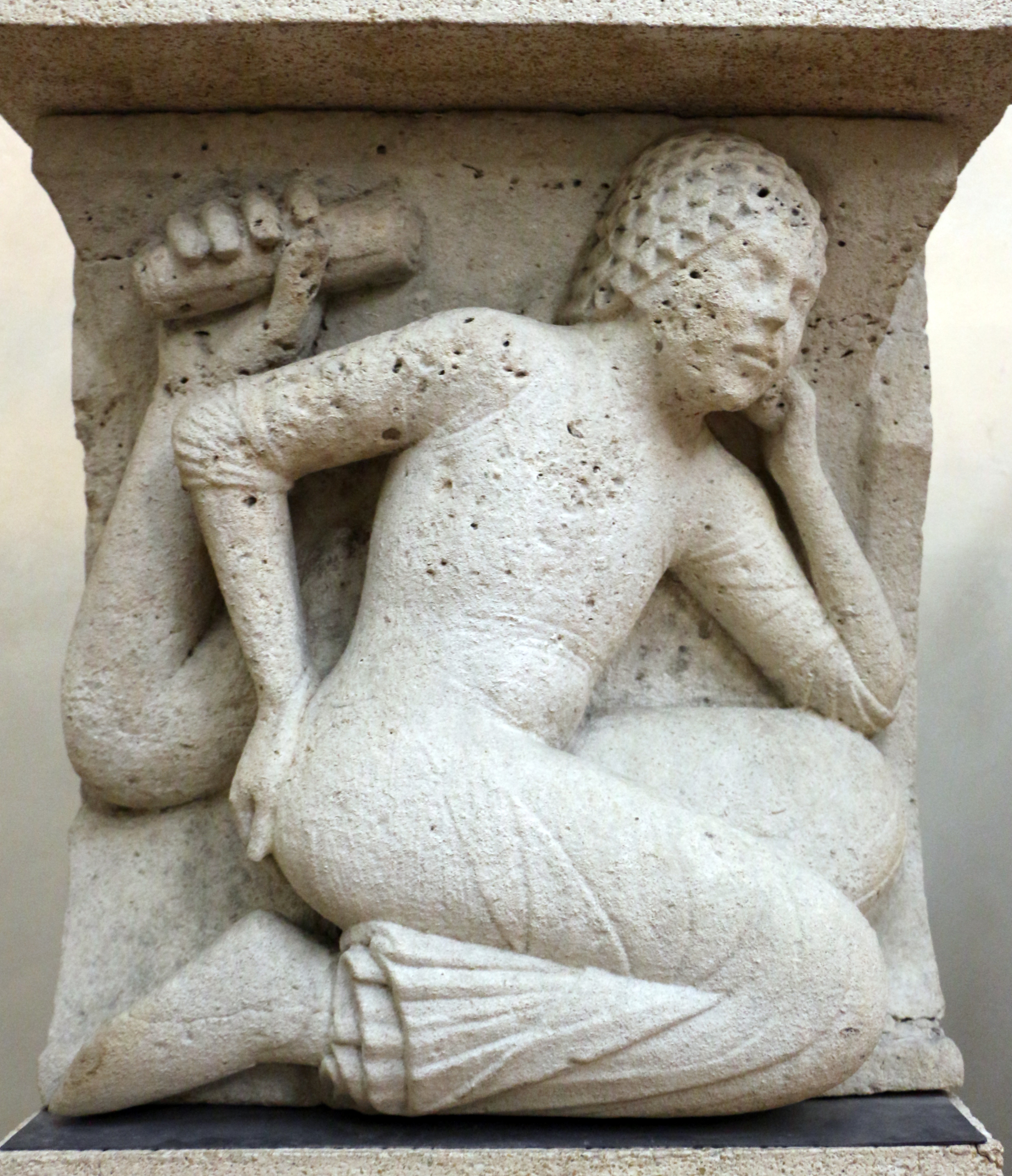
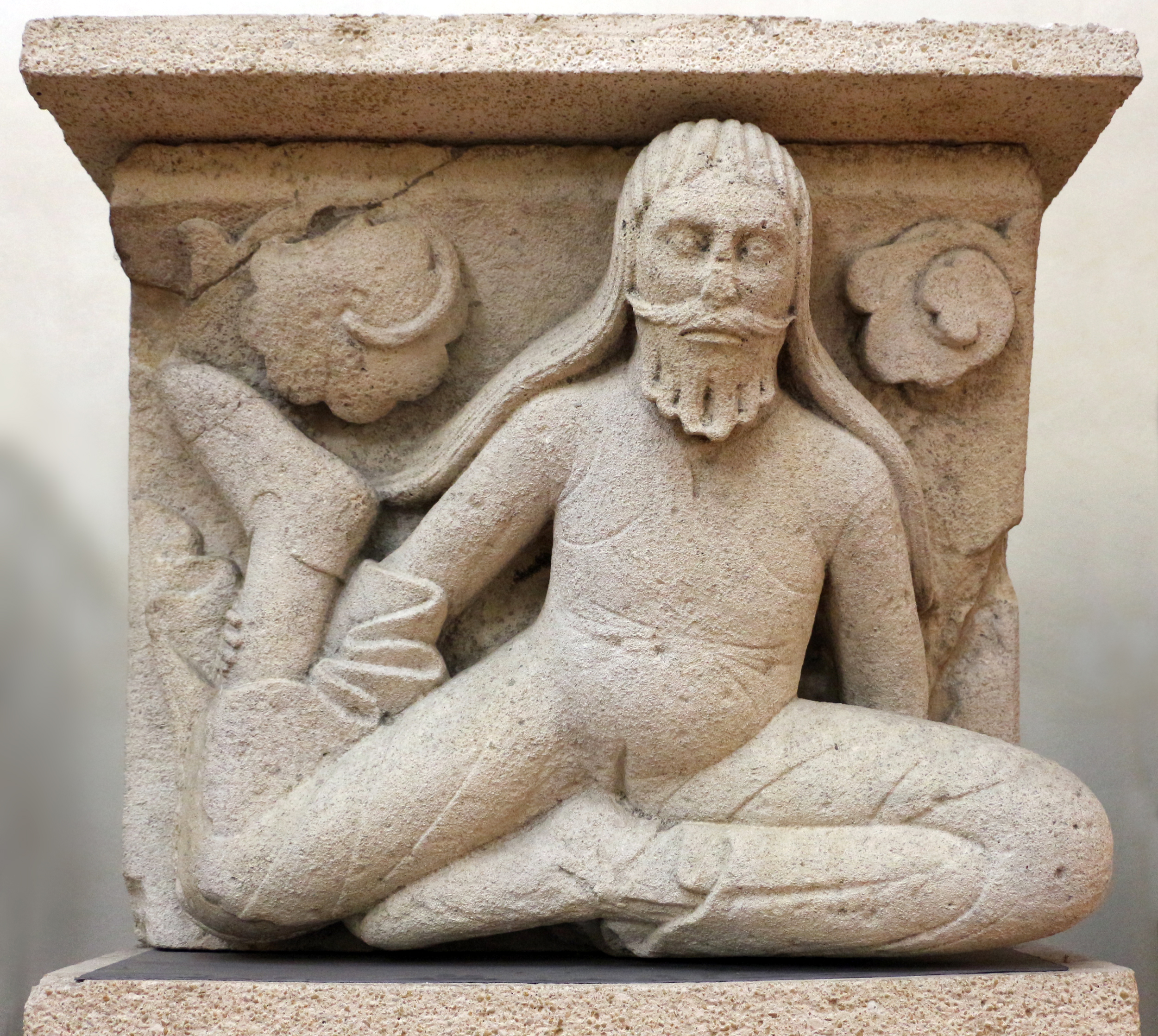
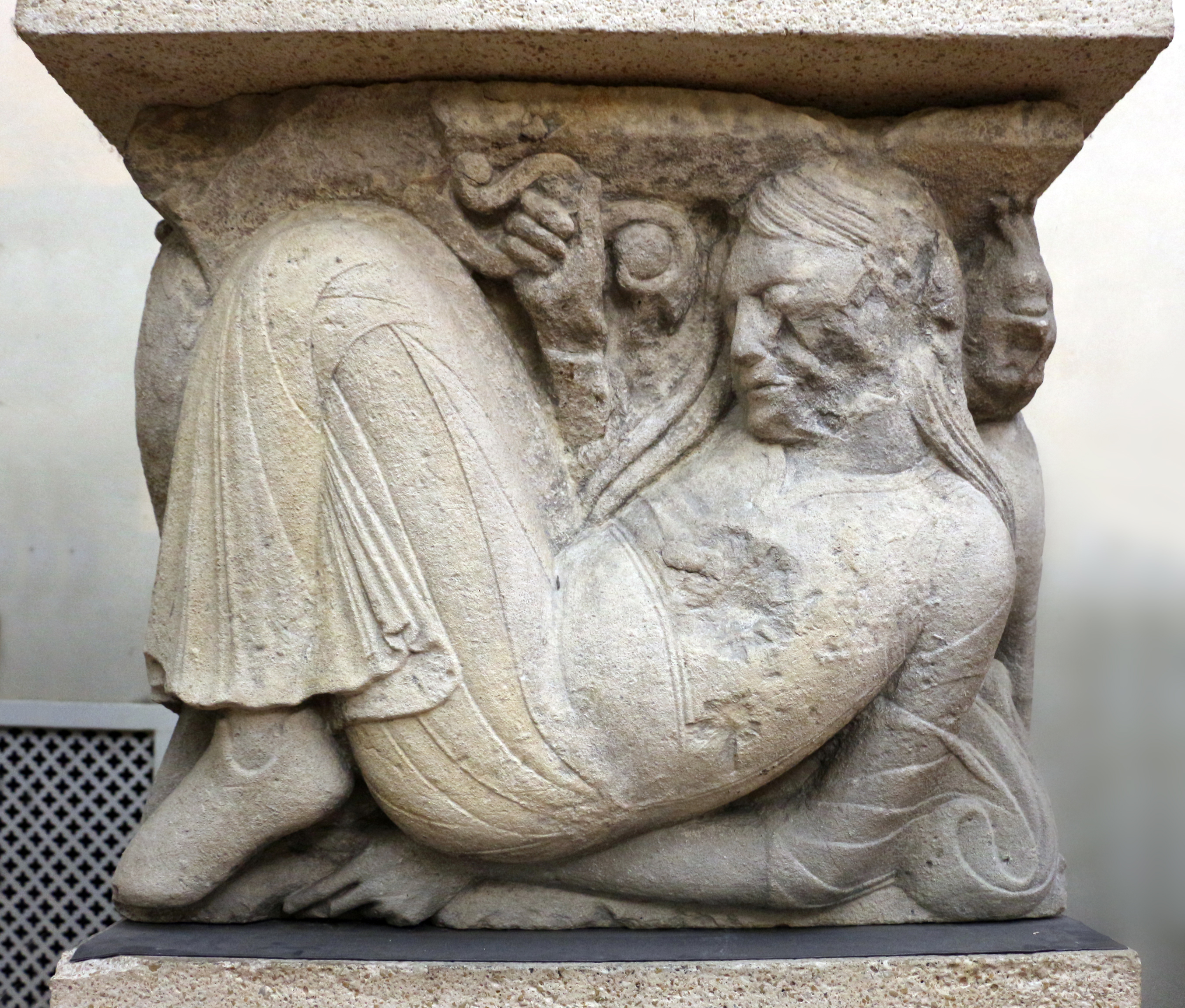
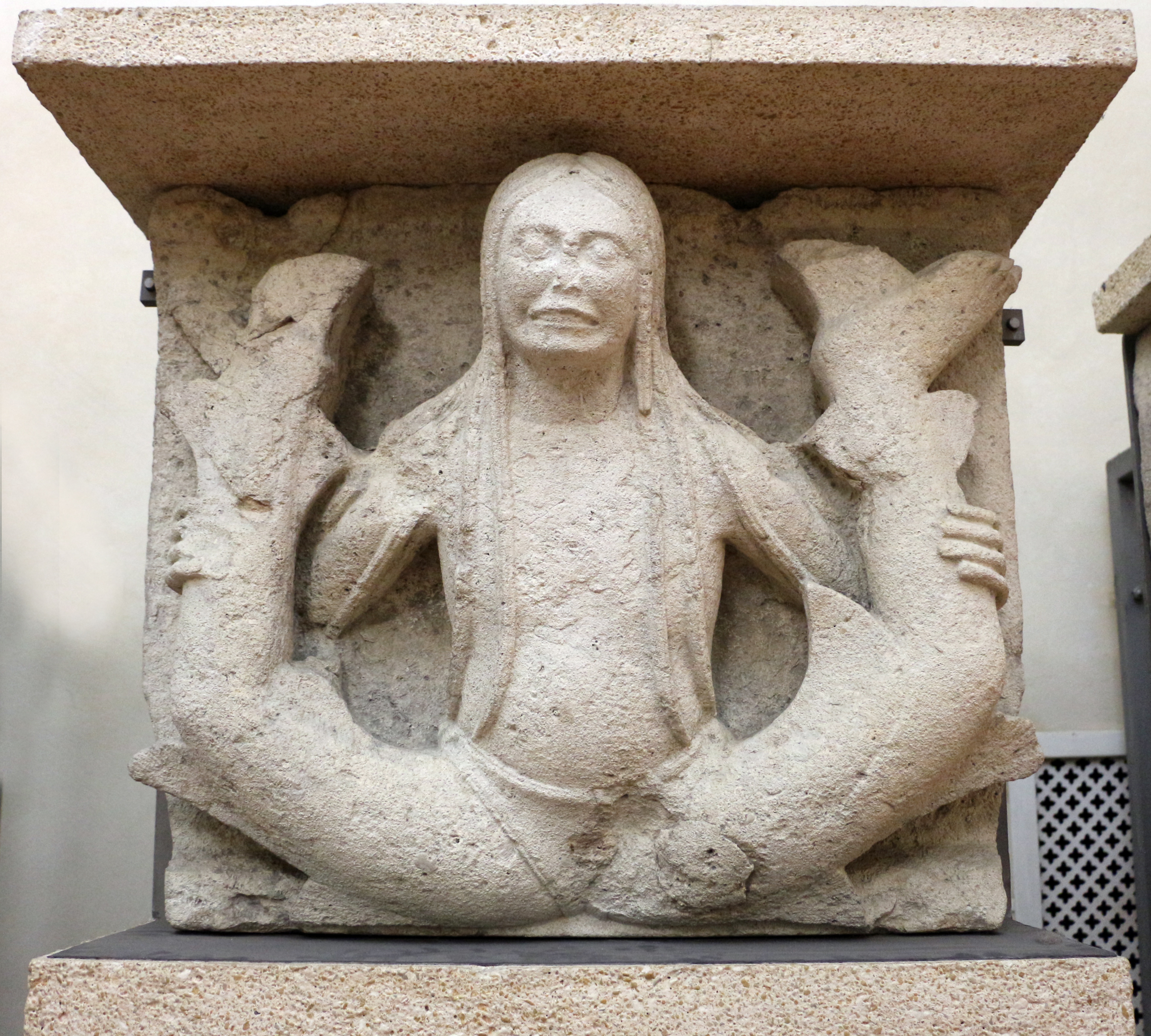

- Une jeune fille avec une robe longue et une coiffure sophistiquée semble dormir la tête posée sur une main. Son autre main est placée sur sa fesse droite. Derrière elle, d’une épaule part un troisième bras, masculin, qui tient un rouleau dans sa main.

- Un homme barbu, de longs cheveux se répartissent sur ses épaules. Il est assis sur sa jambe gauche repliée sous lui, d’une main il tient dressée derrière lui sa jambe droite.

- Une jeune fille avec une longue robe est endormie recroquevillée un bras sous elle, l’autre accroché à quelque treille, elle semble trop grande pour tenir dans l’espace ; peut-être une géante ? De chaque côté d’elle se trouve un oiseau, un ibis à ses pieds, un sphinx derrière son dos.

- Une sirène possédant deux queues qu’elle tient verticalement avec ses mains. Chaque queue participe du poisson et de la jambe, la forme des orteils est bien visible. Elle a de longs cheveux de part et d’autre de ses flancs.

Côté méridional, toujours en partant de la gauche :

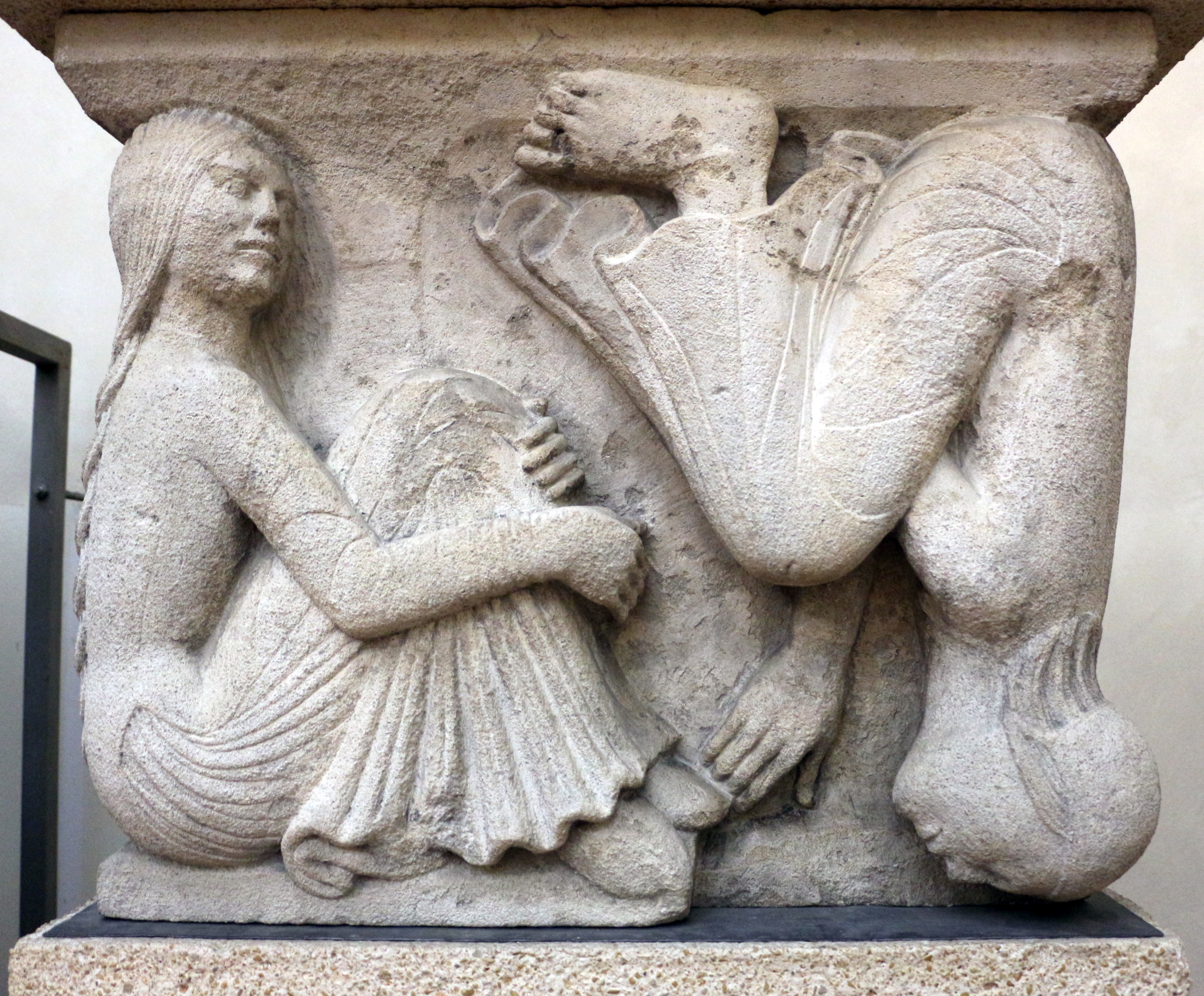
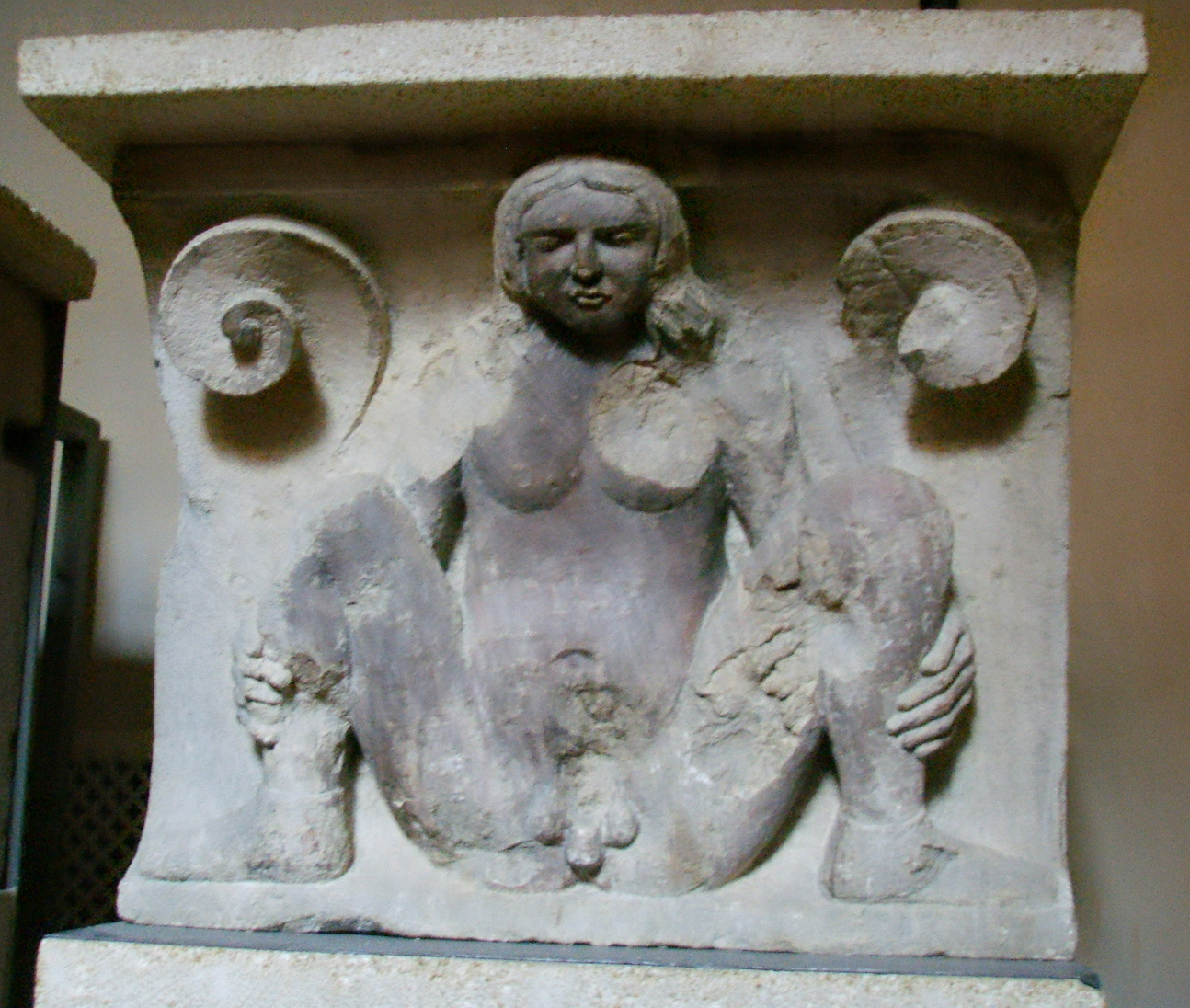
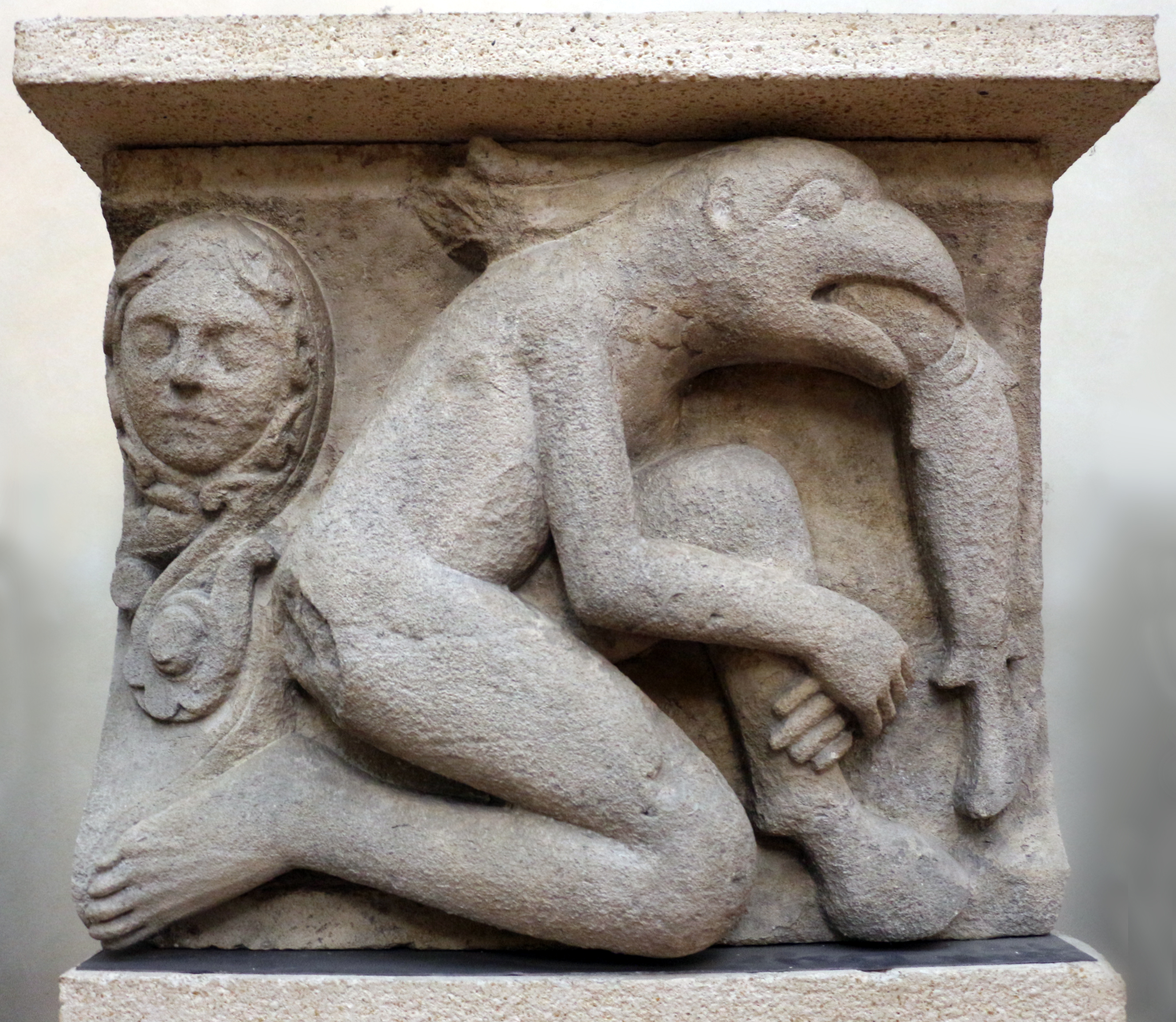
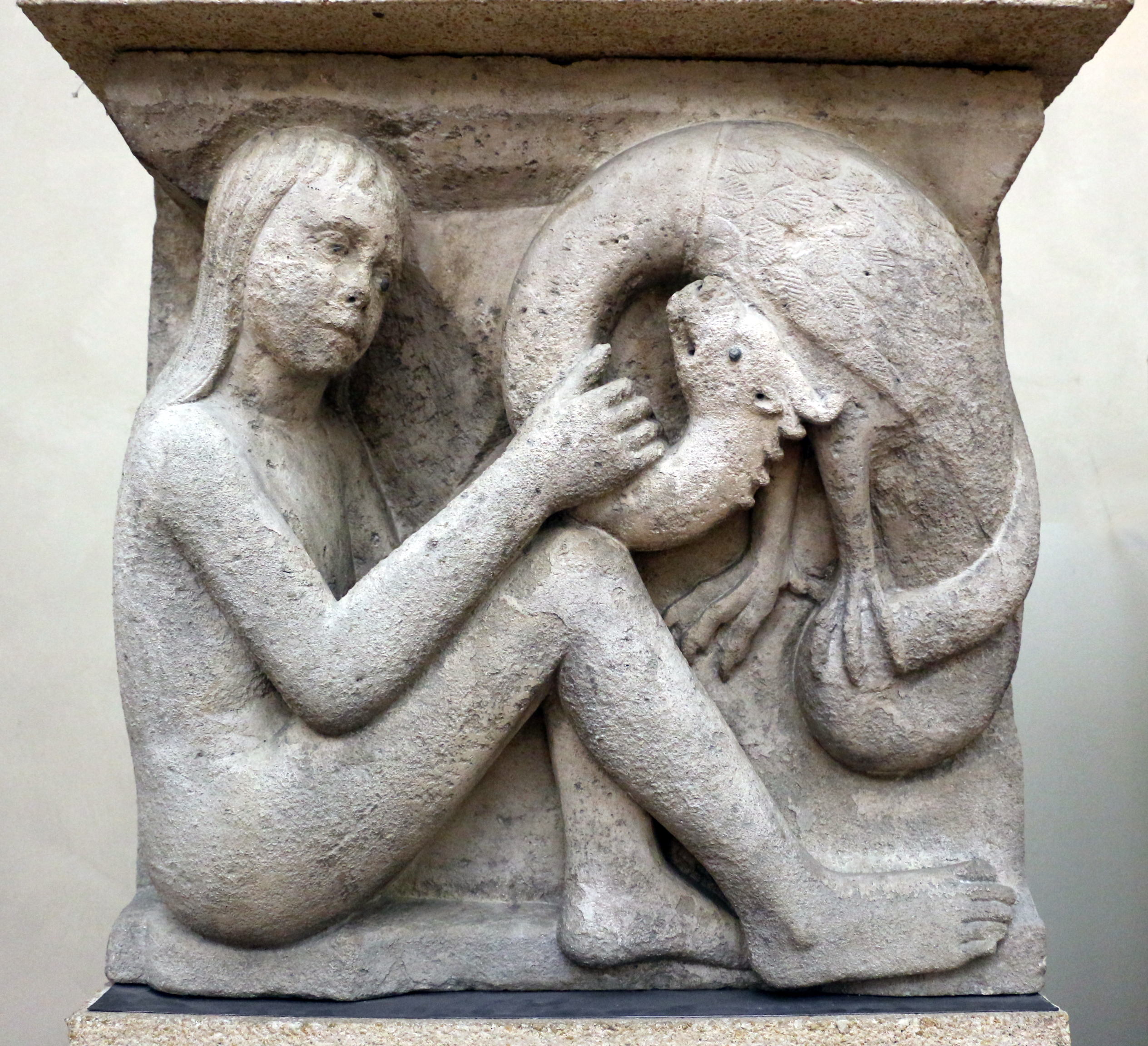

- Deux jeunes gens vêtus de robes longues, l’un féminin avec une longue tresse dans le dos, l’autre masculin avec les cheveux courts. Les deux personnages sont placés tête-bêche, peut-être pour représenter les antipodes. Derrière le dos de la jeune fille, un oiseau semble lui parler à l’oreille.

- Malgré de maladroites restaurations, il s’agit d’un hermaphrodite dont la pose dévoile les deux sexes. Les italiens l’appellent familièrement « La potta di Modena »[47].

- Un personnage avec un corps humain, des écailles sur le cou, un sabot à la place d’un pied, une tête de rapace en train de  manger un poisson. Sur sa gauche se trouve le relief d’une tête de femme entourée d’un motif floral.

- Un jeune homme assis, tenant par le cou un dragon, sans qu’il semble y avoir d’agressivité ni d’un côté ni de l’autre[48].

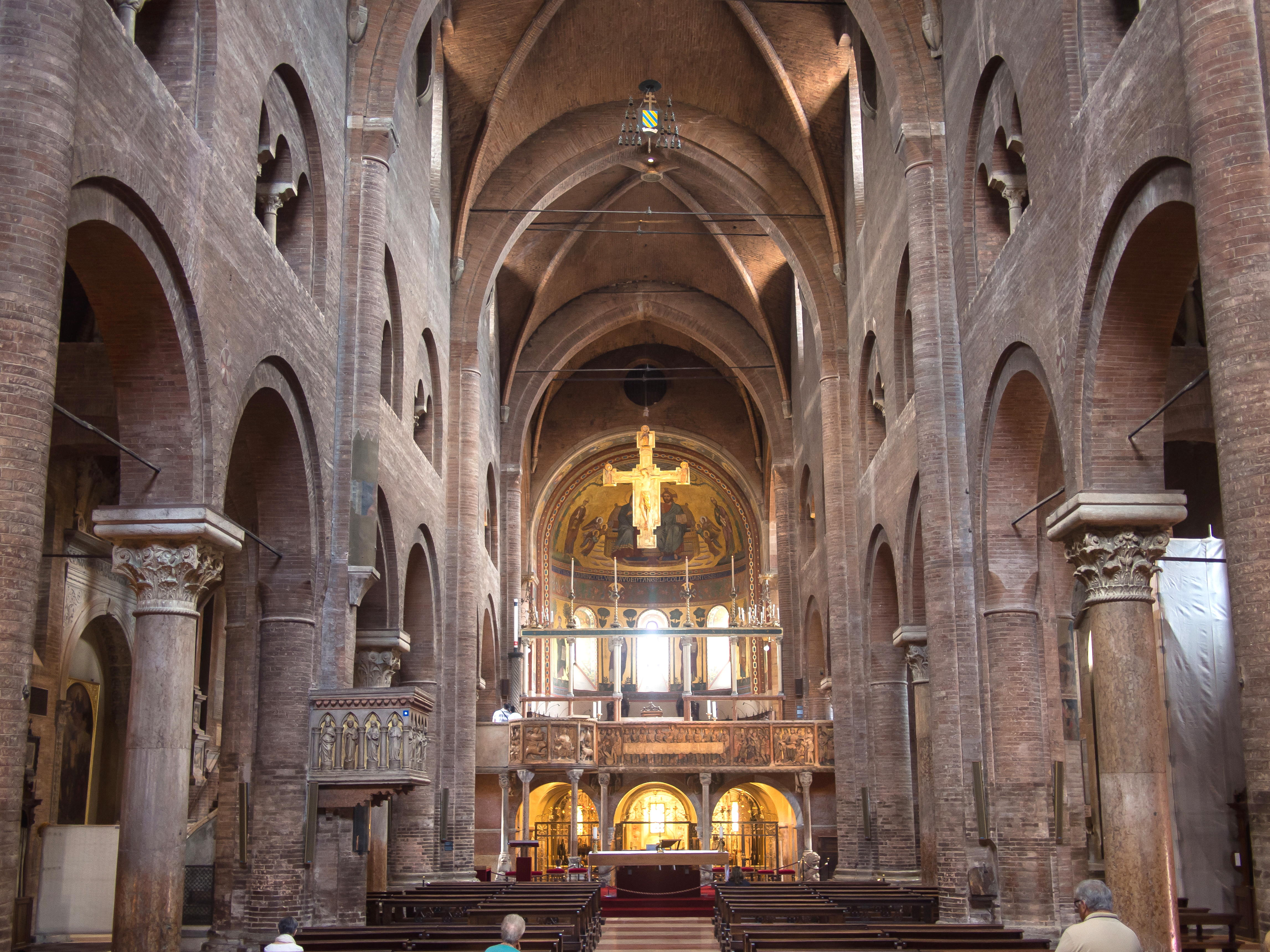

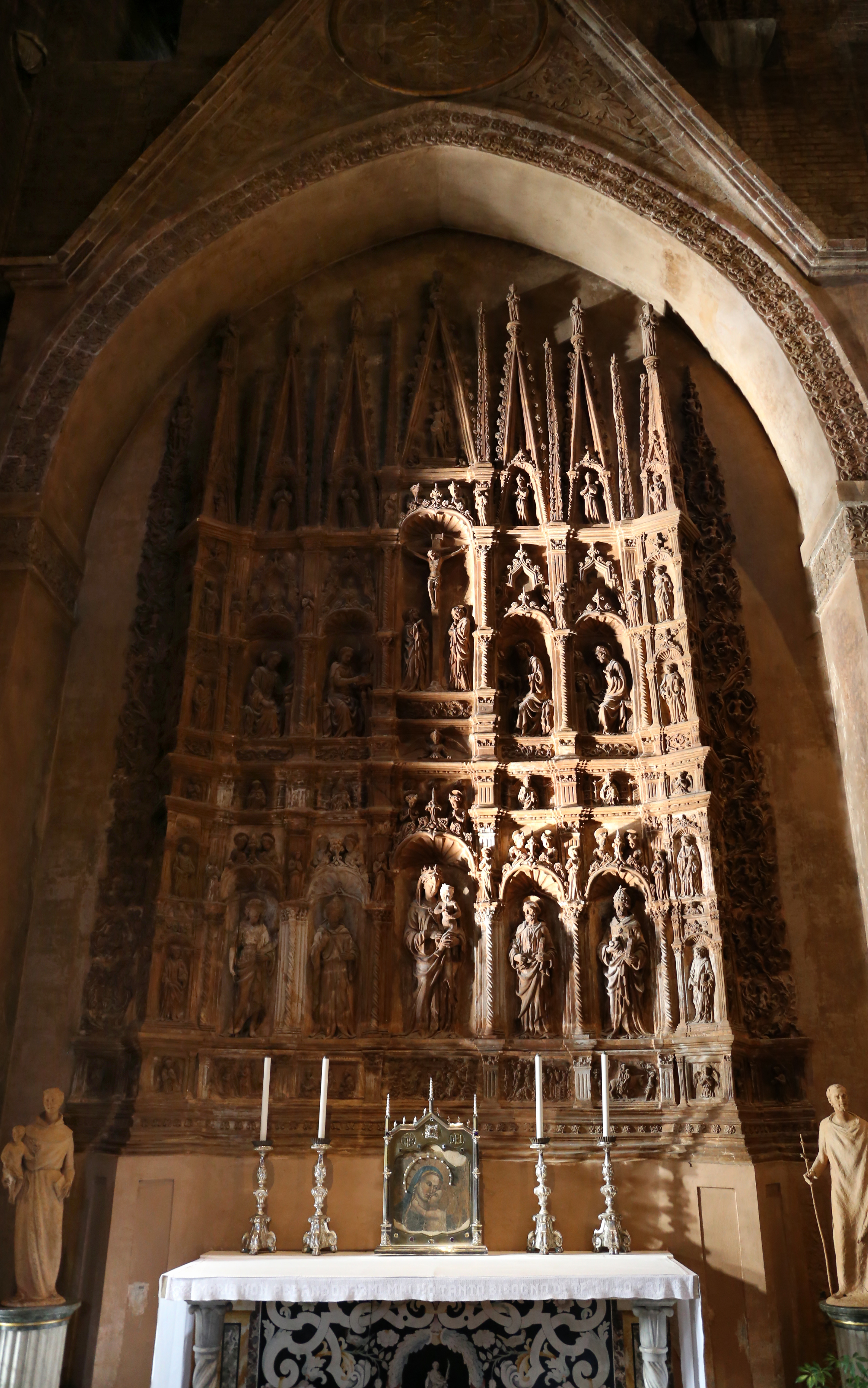
Retable de Michele de Florence.

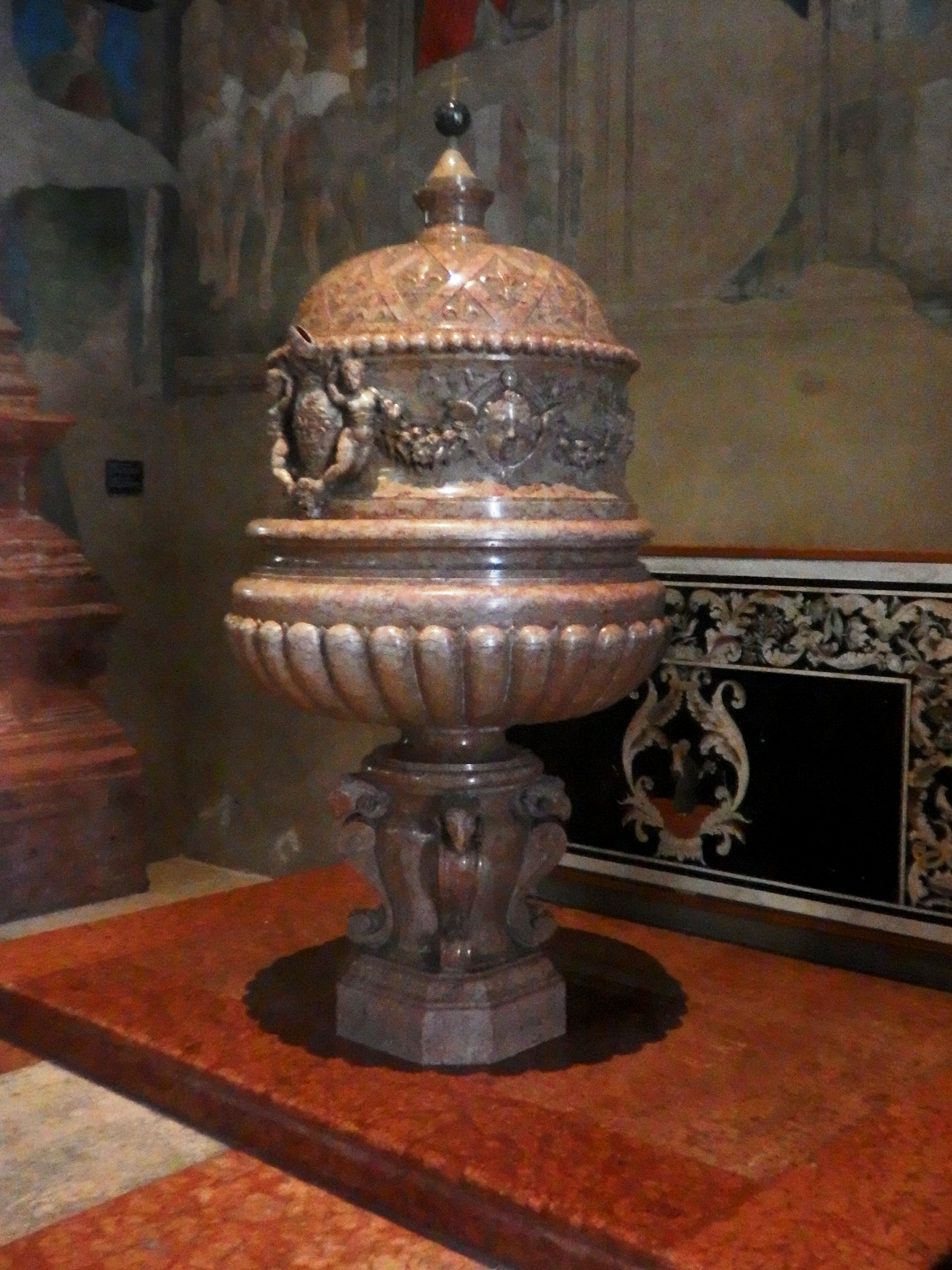
Fonts baptismaux.

### Intérieur
Les murs intérieurs sont en briques roses, ce qui confère à l’ensemble une simplicité un peu austère. L’église est à trois nefs, sans transept, à chaque nef correspond une abside. La nef centrale est séparée des collatéraux par des arcs en plein cintre et une alternance de colonnes et piliers quadrilobés  qui supportent aujourd’hui des voûtes d’arêtes à nervures sur des arcs brisés transversaux d’origine. Chacun de ces arcs plein cintre détermine une travée. Le chœur, fortement surélevé sur la crypte, est séparé des nefs par un jubé.

#### Nef de gauche
On trouve tout d’abord une statue en bois de saint Géminien, il s’agit d’une œuvre campionese du début du XIVe siècle.
Plus loin, l’autel des statuettes (altare delle statuine) qui est remarquable par son grand retable de terre cuite réalisé en 1440-41 par Michele de Florence (it). Sur l’autel est placée une petite fresque de 1345 appelée la Madonna della Piazza car à l’origine elle était placée à l’extérieur, sur le côté méridional donnant sur la grande place.
Plus loin encore en s’approchant de la porte de la Poissonnerie, se trouve le retable de Dosso Dossi, exécuté en 1518-21, qui représente saint Sébastien.

#### Nef centrale
Sur la gauche, adossée au second pilier, se trouve la chaire qui est signée par un  Enrico da Campione.

#### Nef de droite
Dans la chapelle Bellincini sont placés de délicats fonts baptismaux en marbre rose.
Après la porte des Princes, se trouve la crèche en terre cuite d’Antonio Begarelli.

#### Le jubé

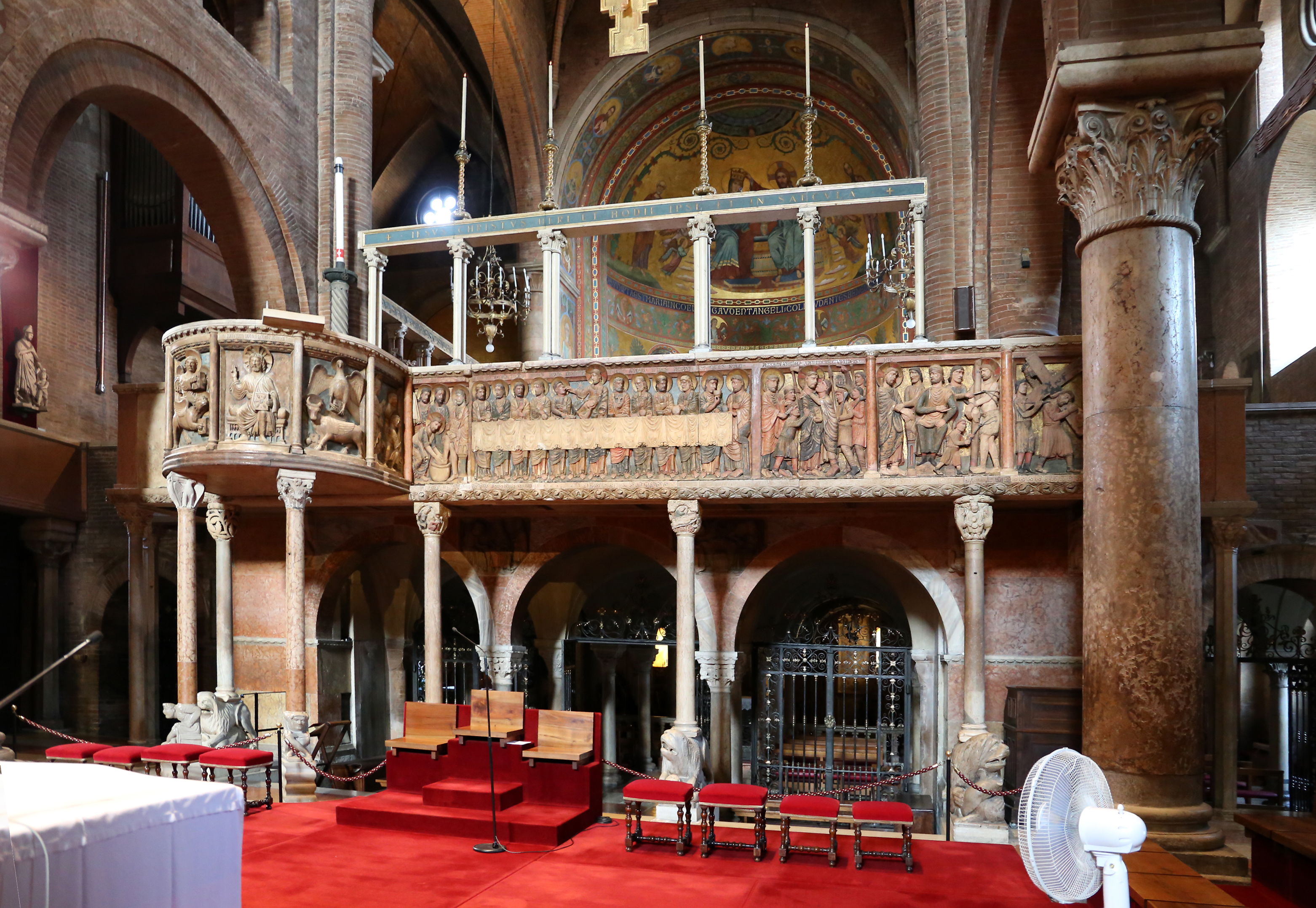
Le jubé.

La longue galerie qui conduit à la tribune est supportée par une file de colonnes dont quatre reposent sur des lions stylophores, certains tenant des proies entre leurs pattes : un bouc pour l’un, un chevalier pour l’autre. Les colonnes sont ornées de chapiteaux sculptés soit d’éléments feuillus, soit de scènes bibliques telles que : Daniel dans la fosse aux lions ; le martyre de saint Laurent ; les trois jeunes dans la fournaise, on aperçoit Nabuchodonosor ; le sacrifice d’Abraham. Sur l’autre file, la galerie repose sur quatre consoles sculptées, représentant : la lutte de Samson et du lion ; un lion dévorant un pécheur ; une cariatide tête en bas ; un télamon.
Sous les consoles sont sculptés deux reliefs représentant Pierre reniant le Christ et Judas recevant le salaire de sa trahison.
Le parapet de la galerie est décoré de panneaux historiés rapportant des épisodes des derniers jours de la vie terrestre du Christ. En partant de la gauche les scènes représentent :
- Jésus lavant les pieds des apôtres.

- La dernière cène. Les noms des apôtres sont gravés au-dessus d’eux ; Jésus donne un morceau de pain à Judas.

- Le baiser de Judas, l’arrestation du Christ, Pierre coupant l’oreille d’un serviteur.

- Jésus devant Pilate. Un peu plus à droite, la scène de la flagellation.

- Simon de Cyrène aidant Jésus à porter la croix.

Rattachée à la galerie, la tribune est posée sur deux colonnes supportées par des télamons. Les panneaux qui la décorent sont l’œuvre d’un autre sculpteur que celui de la galerie, le travail en est plus soigné.
En partant de la gauche les panneaux représentent :
- Deux Pères de l’Église : saint Augustin et saint Grégoire le Grand en train d’écrire. Ils sont inspirés par un ange et le Saint Esprit (sous la forme d’une colombe).

- Deux Pères de l’Église : saint Jérôme et saint Ambroise dans la même situation.

- Saint Matthieu et saint Marc représentés par leurs symboles respectifs : un ange et un lion ailé.

- Le Christ en majesté avec l’évangile sur un genou, tenu par la main gauche, et bénissant de la main droite.

- Saint Jean et saint Luc représentés par leur symboles respectifs : un aigle et un taureau ailé.

- Le Christ au jardin des oliviers, alors que les apôtres se sont endormis. Cette plaque fait la liaison avec celles de la galerie[50].

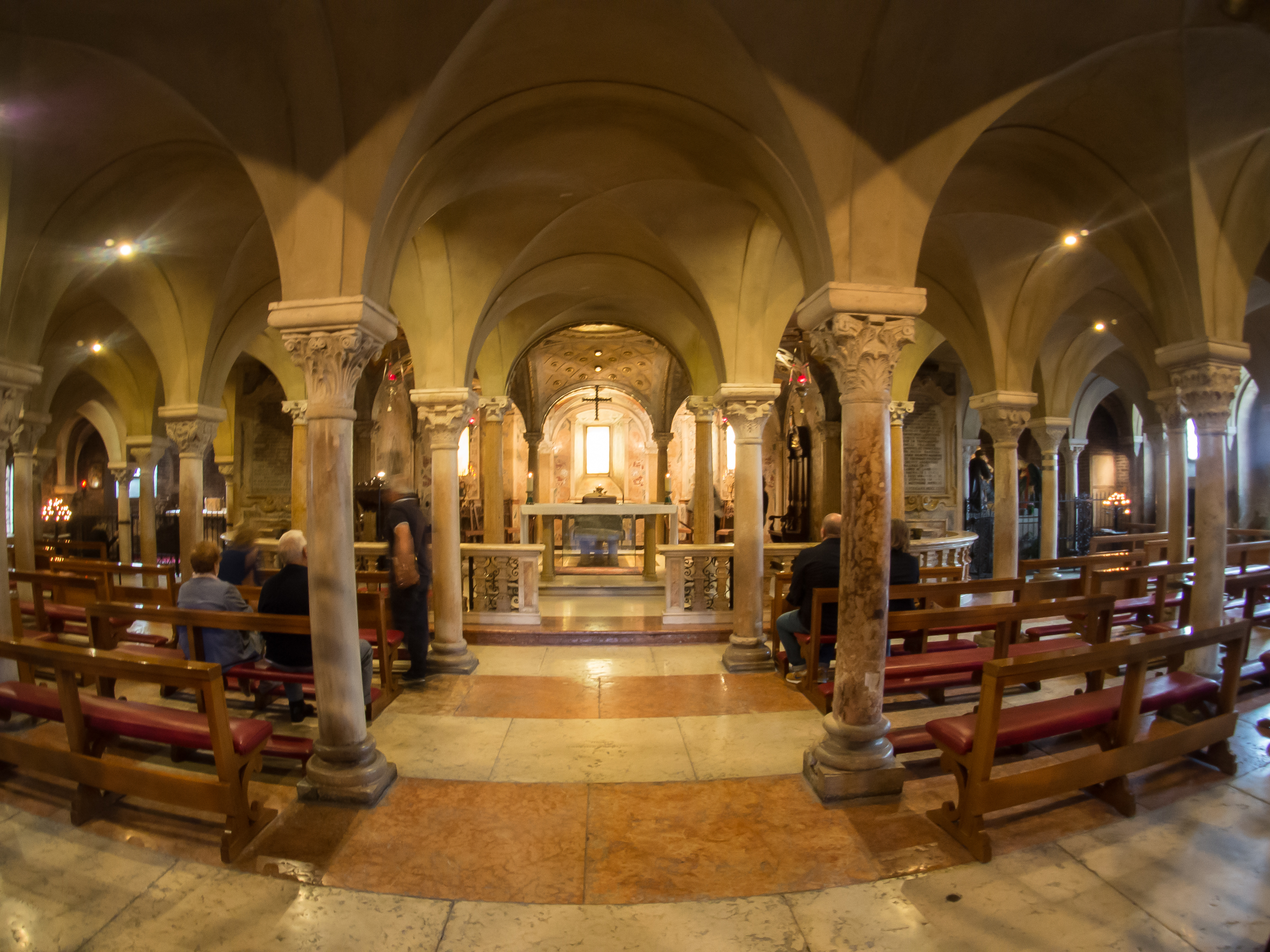
La crypte de saint Geminien.

#### La crypte de saint Géminien
De nombreux sépulcres occupent les murs et le sol.
Les chapiteaux des colonnes sont sculptés, ils sont tous différents et remarquables.
Près de l’abside de droite, est placée la Madone à la bouillie (La Madonna della pappa) ; il s’agit d’un groupe de personnages en terre cuite polychrome que Guido Mazzoni réalisa en 1480-85. La Vierge tient l’enfant dans ses bras, sur sa droite un personnage féminin très réaliste, souffle sur une cuillère de bouillie avant de la porter à la bouche de l’enfant.
À côté du groupe de la Madone, se trouve une pierre tombale d’une femme de la noblesse morte en 570 qui provient probablement de l’église de Saint-Géminien de cette époque.

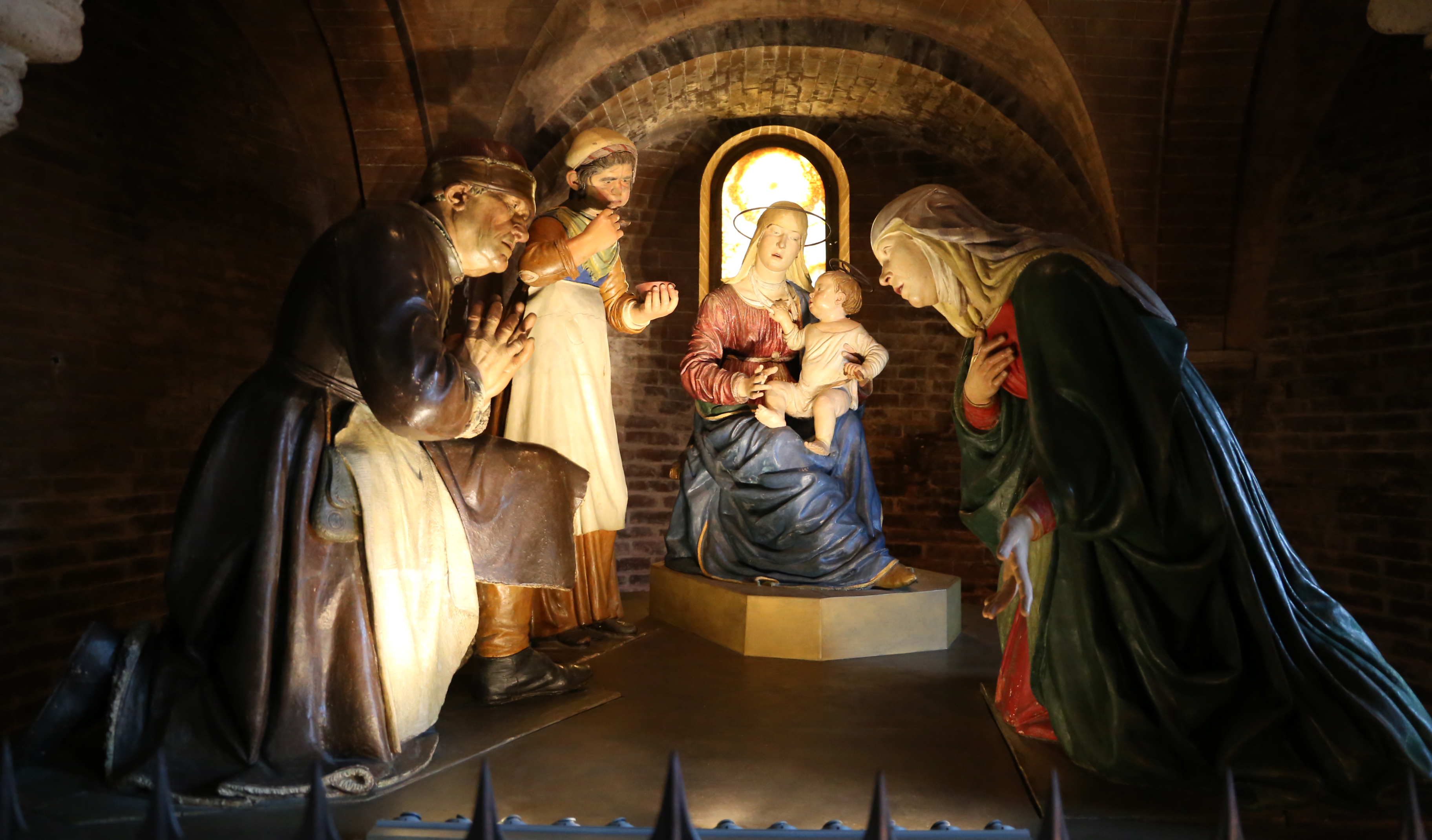
La Madonna della pappa.
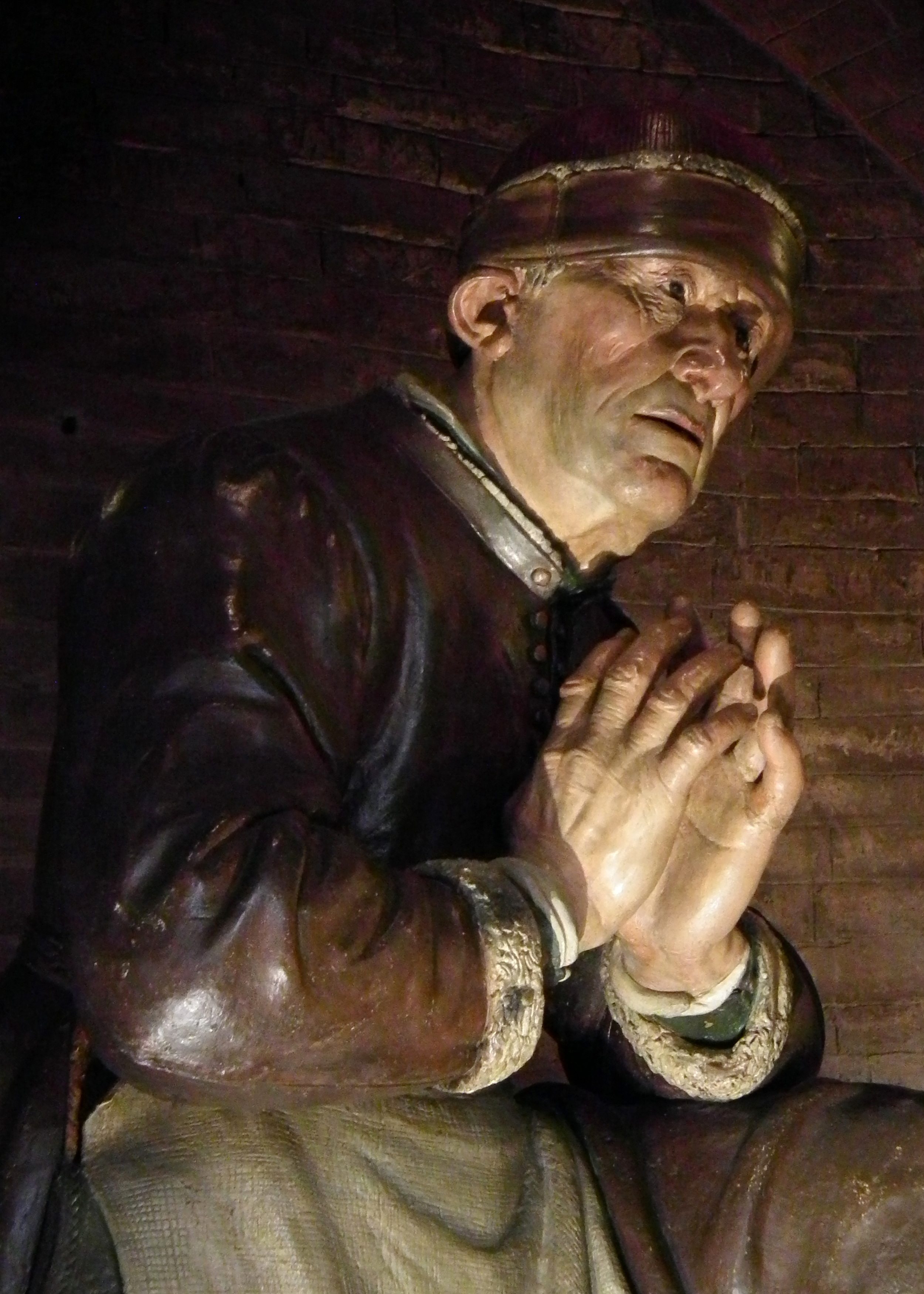
détail.
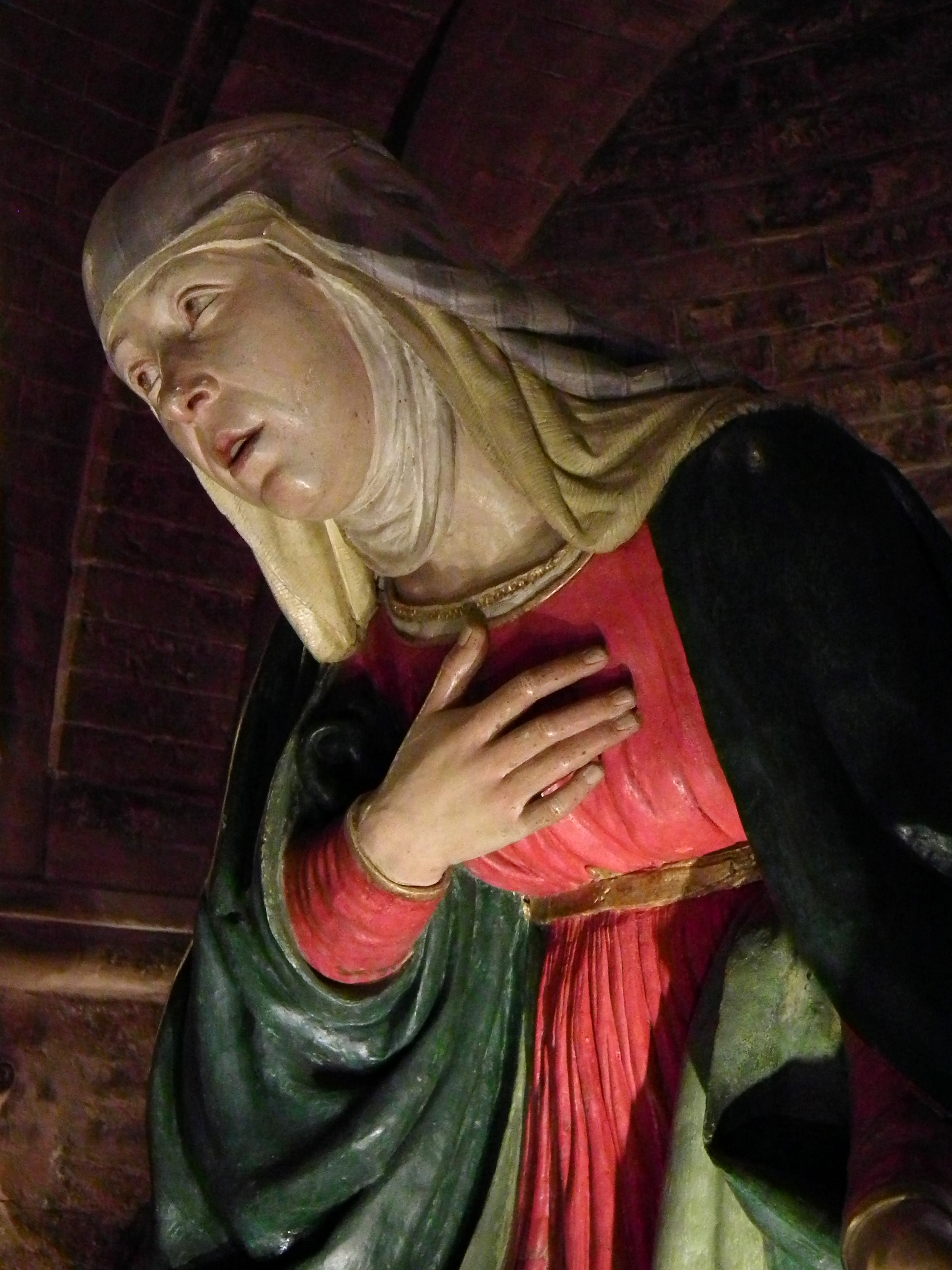
détail.
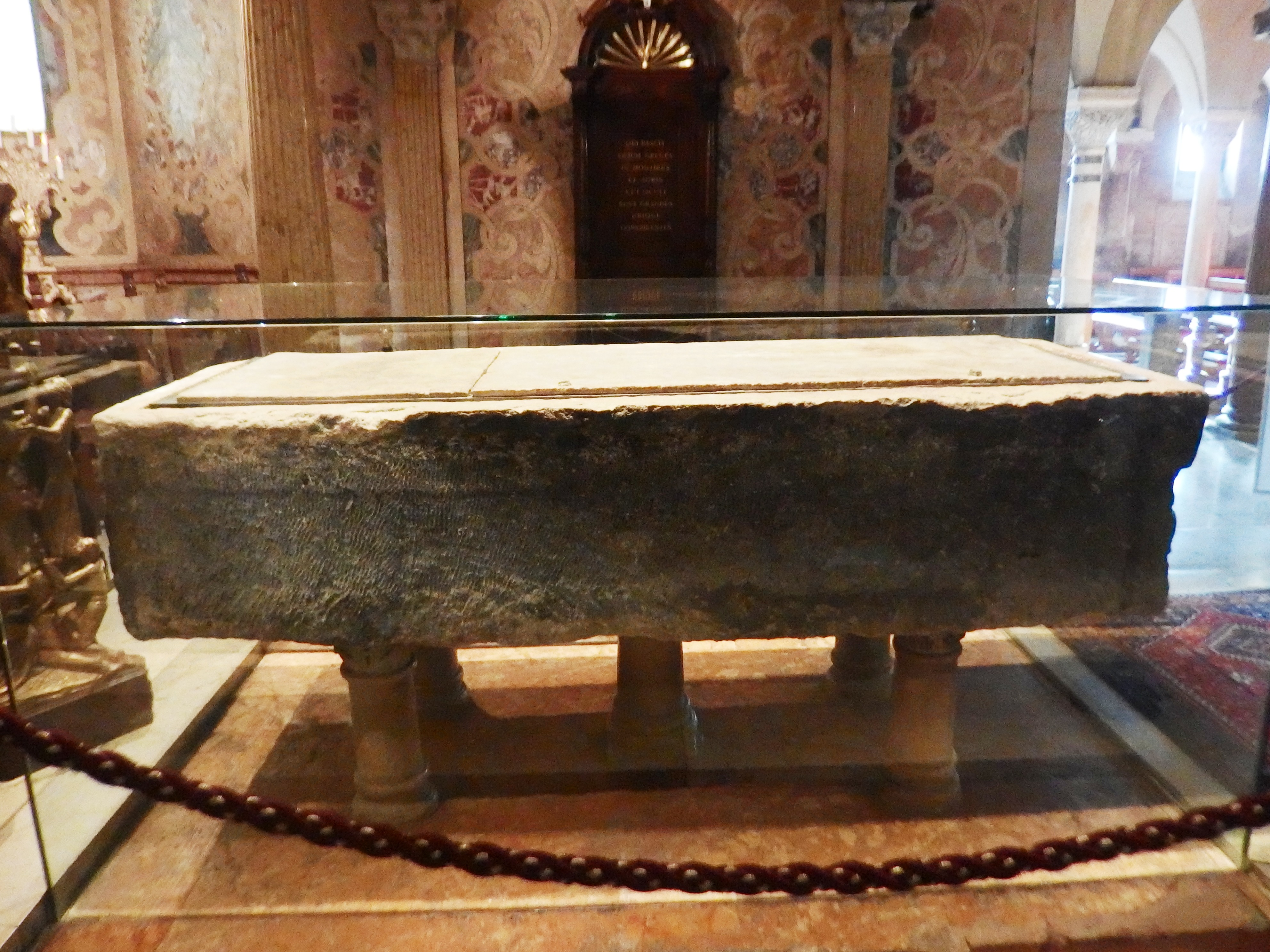
Le sépulcre de saint Geminien.

Une clôture sépare la zone où se trouve le sépulcre de saint Géminien. Les colonnettes que surélèvent ce sépulcre du IVe siècle permettaient aux fidèles de passer dessous en un acte de dévotion.
L’abside de gauche conserve un crucifix et une urne en or.

#### Le chœur
En arrivant par l’escalier de gauche au niveau du chœur, se rencontre une statue de 1442 d’Agostino di Duccio représentant saint Géminien sauvant un enfant en train de tomber de là Ghirlandina.
Dans l’abside de gauche, un polyptyque de 1385, œuvre de Serafino de' Serafini (en), où figurent le couronnement de la Vierge, la crucifixion et plusieurs saints, se trouve placé au-dessus d’une magnifique table d’autel sculptée du début du Xe siècle.

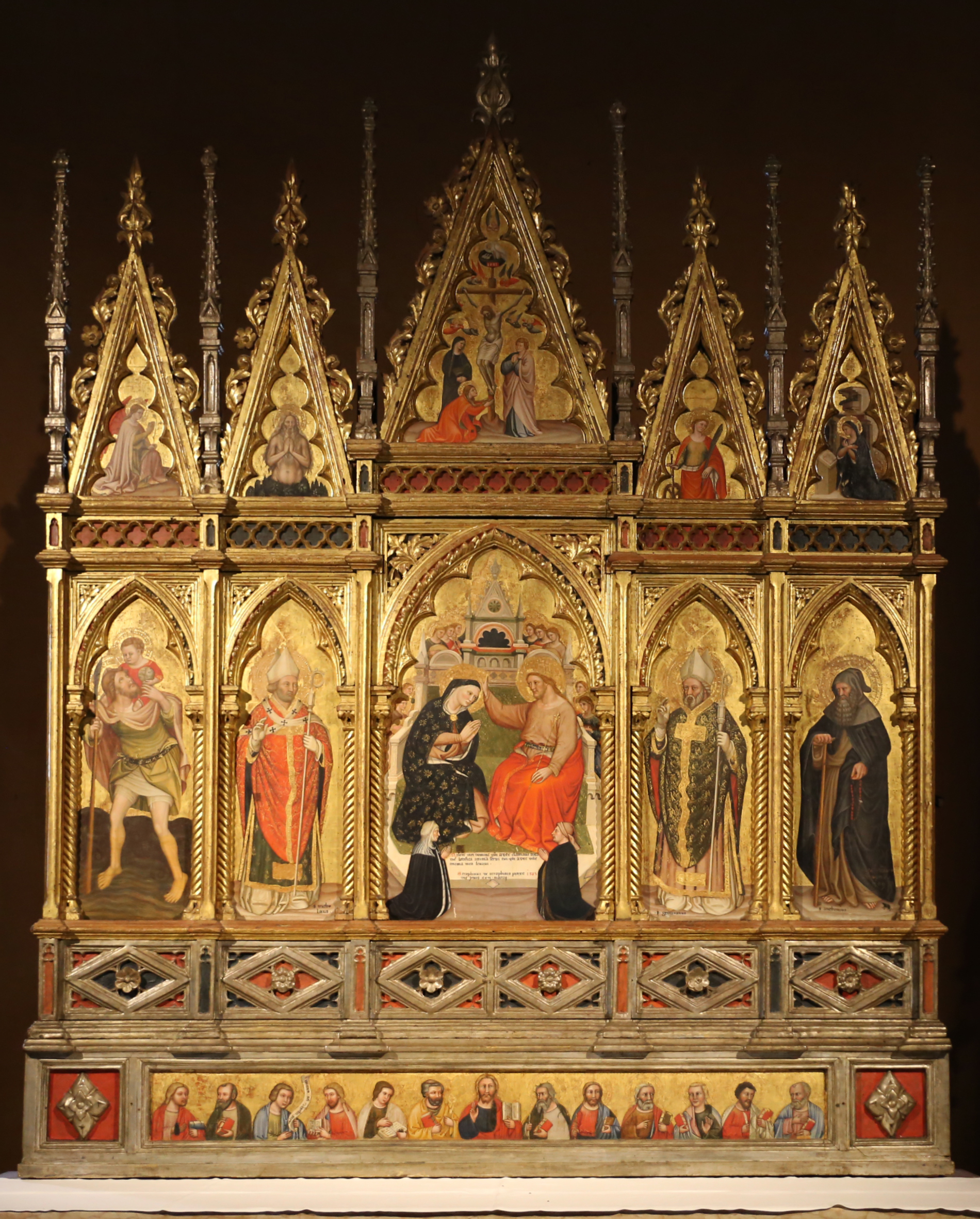
Polyptyque de Serafino Serafini
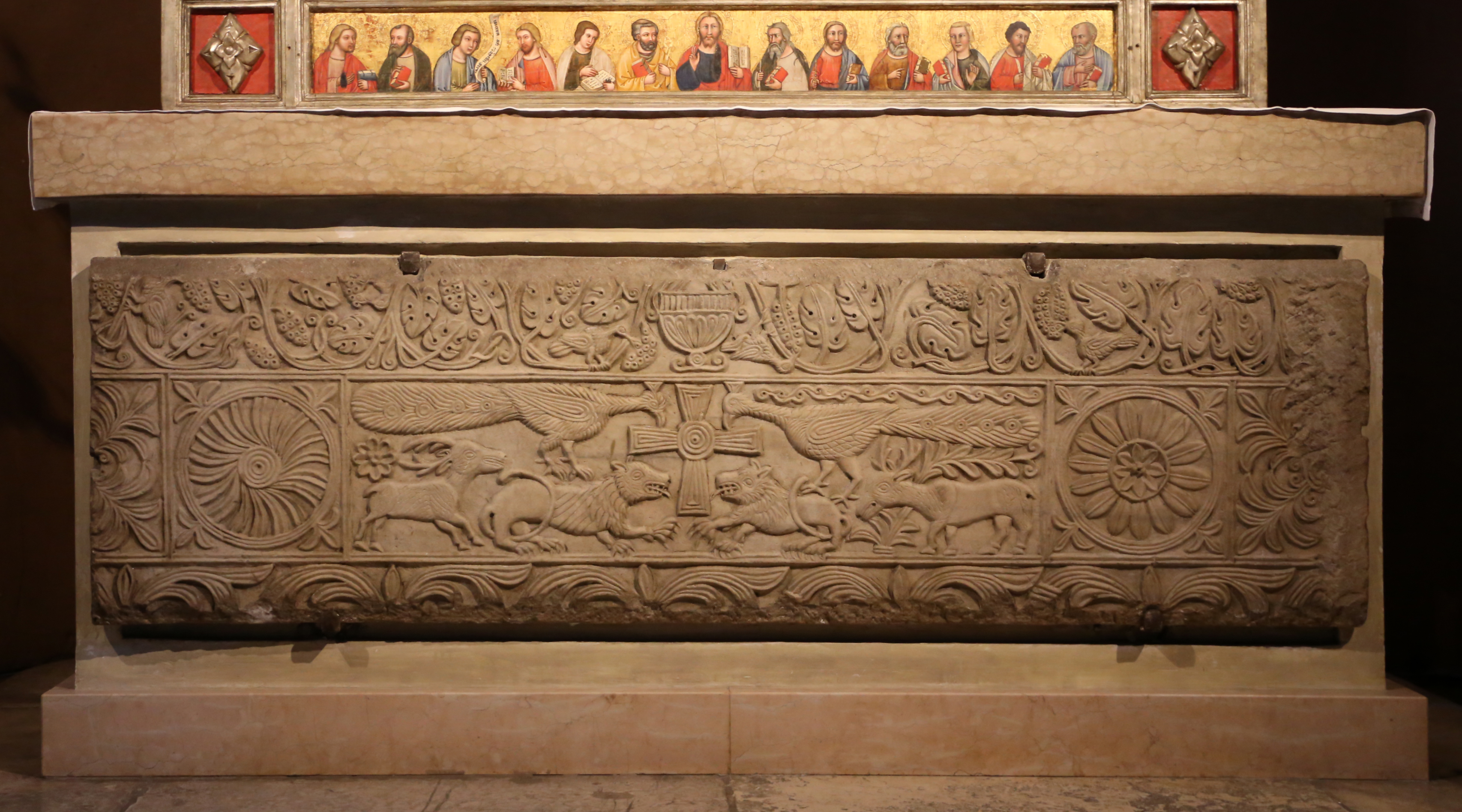
Table d'autel début du Xe siècle

Une porte proche de l’escalier conduit à la sacristie où se trouve un chœur en bois dont les stalles sont des chefs-d’œuvre de marqueterie.
Au niveau de l’abside centrale se trouve un chancel de chœur en marbre rose et blanc.
Le maître-autel est composé de six couples de colonnes de marbre, plus une au centre qui est spiralée ; elles représentent les apôtres autour du Christ.
Au-dessus est suspendu un magnifique crucifix en bois doré de la seconde moitié du XIIIe siècle .

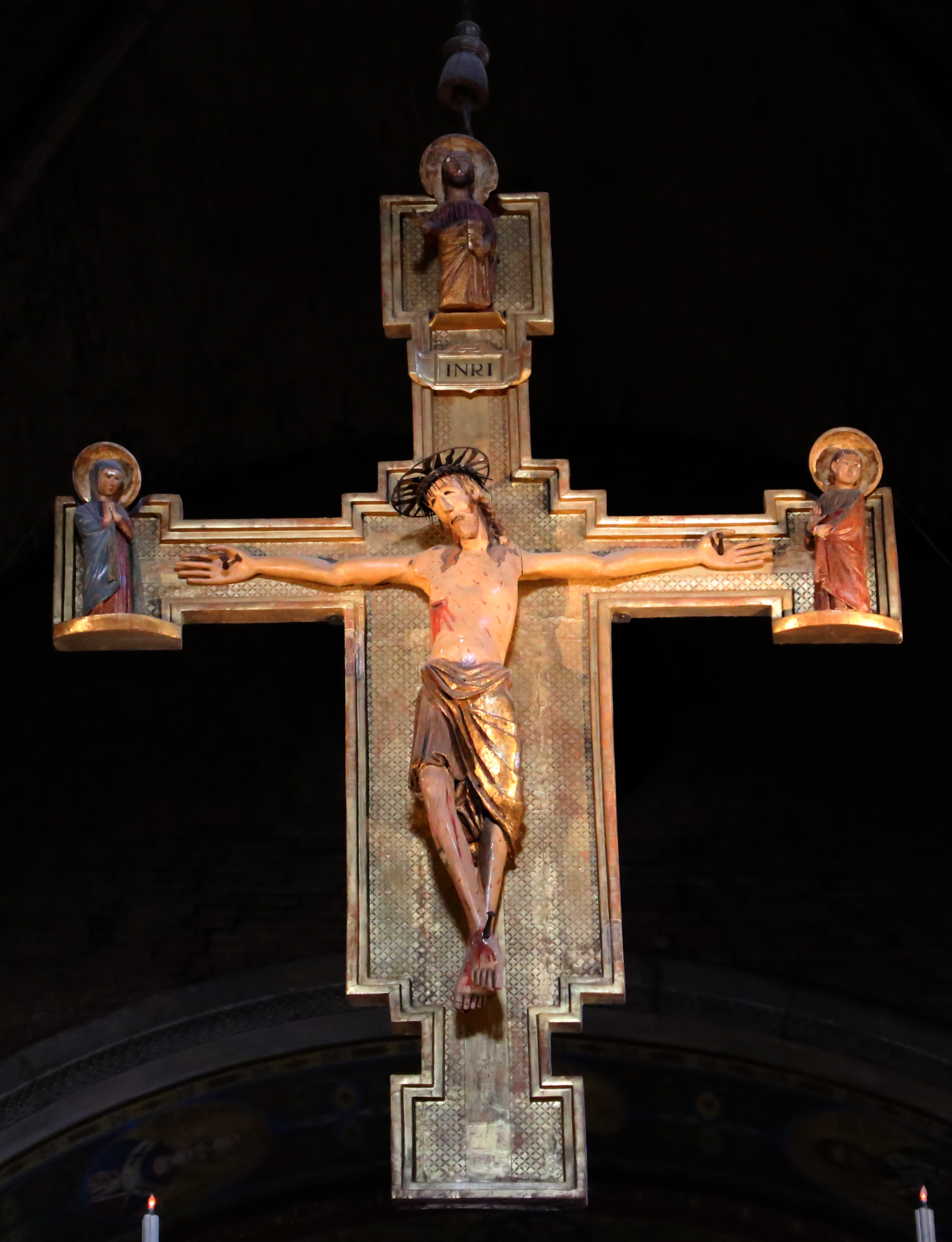
Crucifix du XIVe siècle.